# Інтер'єр як жанр

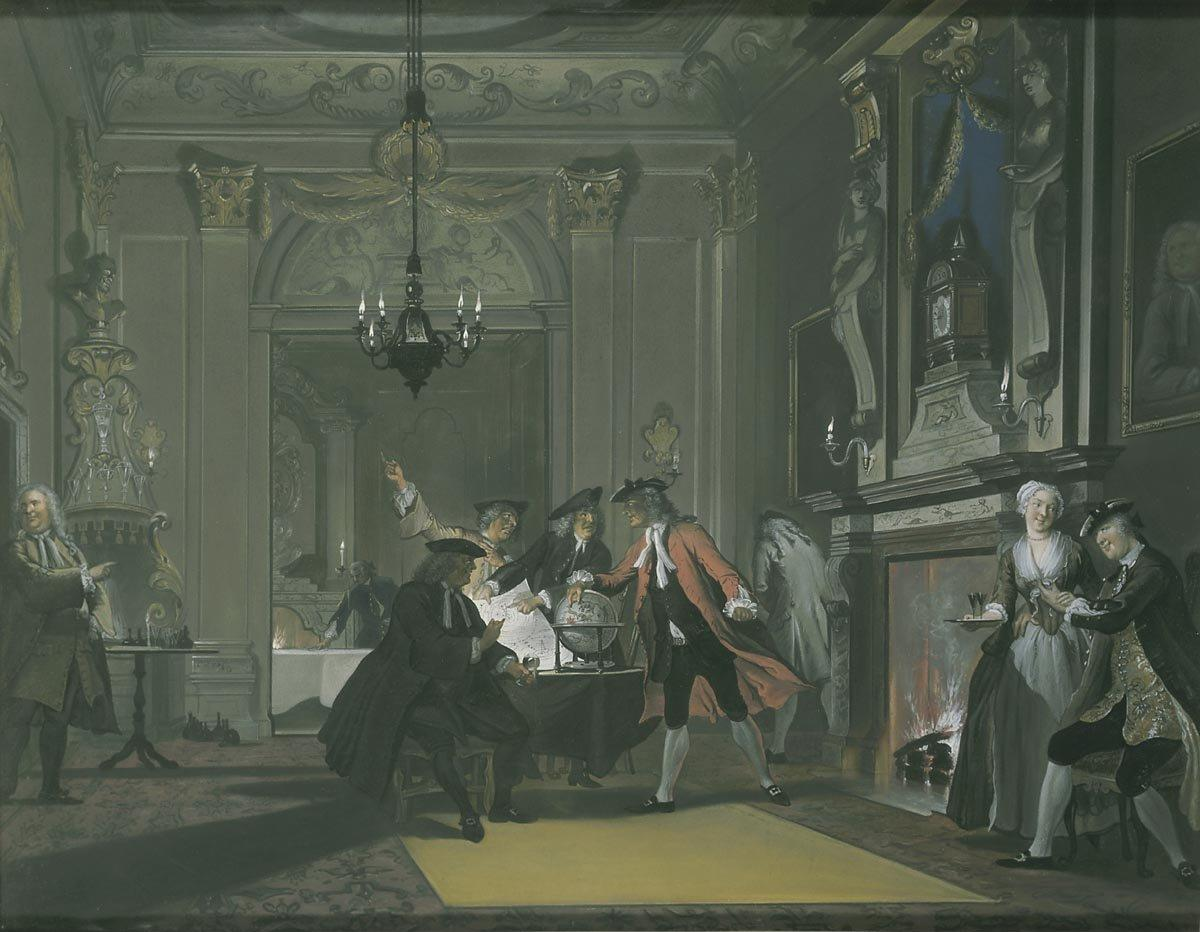
Корнеліс Трост, «Приємно було зустрітися» або «Коли всі заговорили», Мауріцхейс, Гаага.

Інтер'є́р як жа́нр (від фр. interieur внутрішній) — різновид образотворчого мистецтва із зображенням всього розмаїття внутрішніх помешкань людей.

## Відсутність в історичних класифікаціях

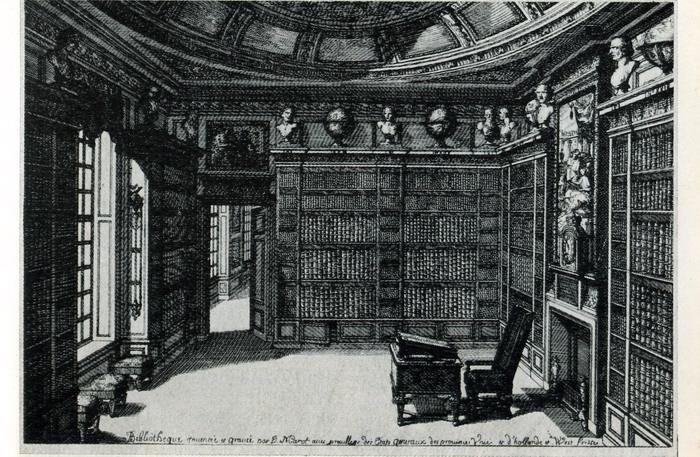
Даніель Маро. «Проект бібліотеки», гравюра до 1708 року.

Естетика класицизму та настанови раціоналізму у Франції 17 ст. призвели до спроб регламентувати мистецтво країни. Класицизм Франції так і не дав логічно вибудованих теоретичних трактатів у галузі естетики та мистецькій творчості, але ці спроби були (Андре Філіб'єн (1619—1695), офіційний історик короля Франції Луї XIV і французький історик мистецтва, більш зацікавлений в уславленні засобами мистецтва французького монарха.). Взірці класицизму — були, єдиного теоретичного підґрунтя — ні. Навіть творчість найкласичнішого за рисами художника Ніколя Пуссена не позбавилася впливу бароко. Спроби обґрунтувати власну концепцію творчості робив і сам Пуссен, правда не в розгорнутому трактаті, а лише в приватних листах. В листуванні він запровадив теорію модусів та дотримання емоційної рівноваги і середини між двома крайнощами. Але сам вимушено відступав від власних настанов, коли звертався до запеклих батальних сцен («Баталія Ісуса Навіна з аморреями») чи трагічних подій в історії («Наслідки чуми в Азотті»).
На настановами академічного класицизму Франції була вироблена класифікація жанрів.
- Головне місце в ній посів історичний живопис. Далі йшли
- Портрет
- Пейзаж
- Побутовий жанр
- Натюрморт

Але в створеному переліку не знайшли місця для інтер'єру як жанру. Історично склалось так, що його не включали до типових жанрів мистецтва майже два століття — при наявності інтер'єрів в живопису, в графіці, в дизайнерських проектах низки митців як самої Франції, так і Бельгії, Голландії, Великої Британії, Іспанії тощо.

## Наявність в мистецтві

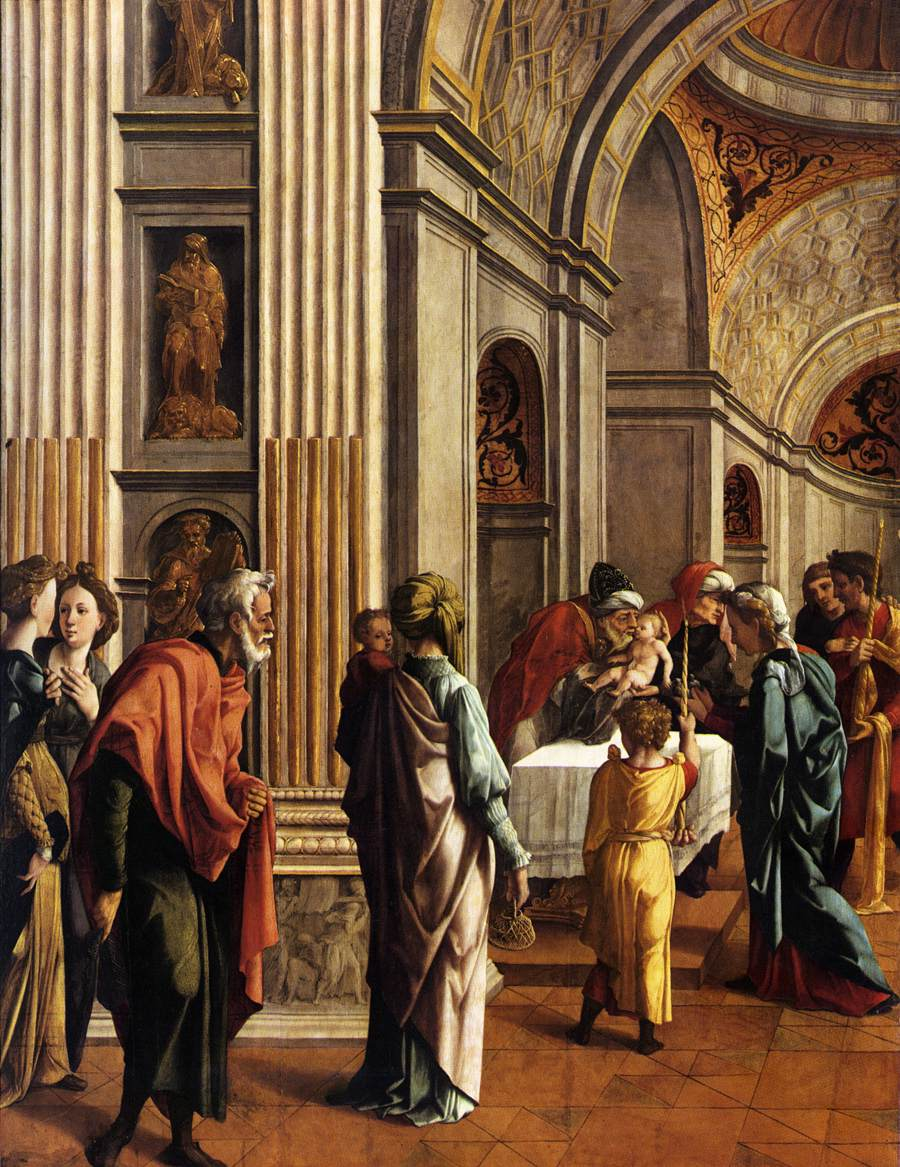
Ян ван Скорель, «Стрітення», до 1526 р.

Тим не менше інтер'єр був давно присутнім в графічних творах німців і ранніх нідерландців 16 ст., в картинах голландців 17 ст., використовувався як тло в парадних та інтимних портретах. В Голландії 17 ст. зображення інтер'єрів рано стало окремим жанром національного мистецтва.
Перші зображення куточків інтер'єрів знайдені ще в залишках живопису та в рельєфах Стародавнього Риму.
В добу європейського середньовіччя приділяли увагу не тільки інтер'єрам романських і готичних церков і соборів, а і приватним помешканням. Монастирські і світські інтер'єри (романські і готичні) відрізнялись аскетизмом облаштування та мінімумом меблів. Але вже тоді виникає перерозподіл приміщень за призначенням — кухні, зали-їдальні, спальні для хазяїв, кімнати для гостей і їхні спальні, помешкання для слуг, арсенали, караульні. Обмежена кількість середньовічних інтер'єрів чи їхніх куточків відображена в тогочасних мініатюрах, в малюнках пізньоготичної доби, в творах Раннього нідерландського живопису, останній довго спирався на досвід національного середньовіччя. Зображення інтер'єрів повільно еволюціонувало від схематичних зображень до реалістично відтворених у художників, серед яких Ян ван Ейк, Рогір ван дер Вейден, Ганс Мемлінг, Ян ван Скорель , Пітер Брейгель старший .

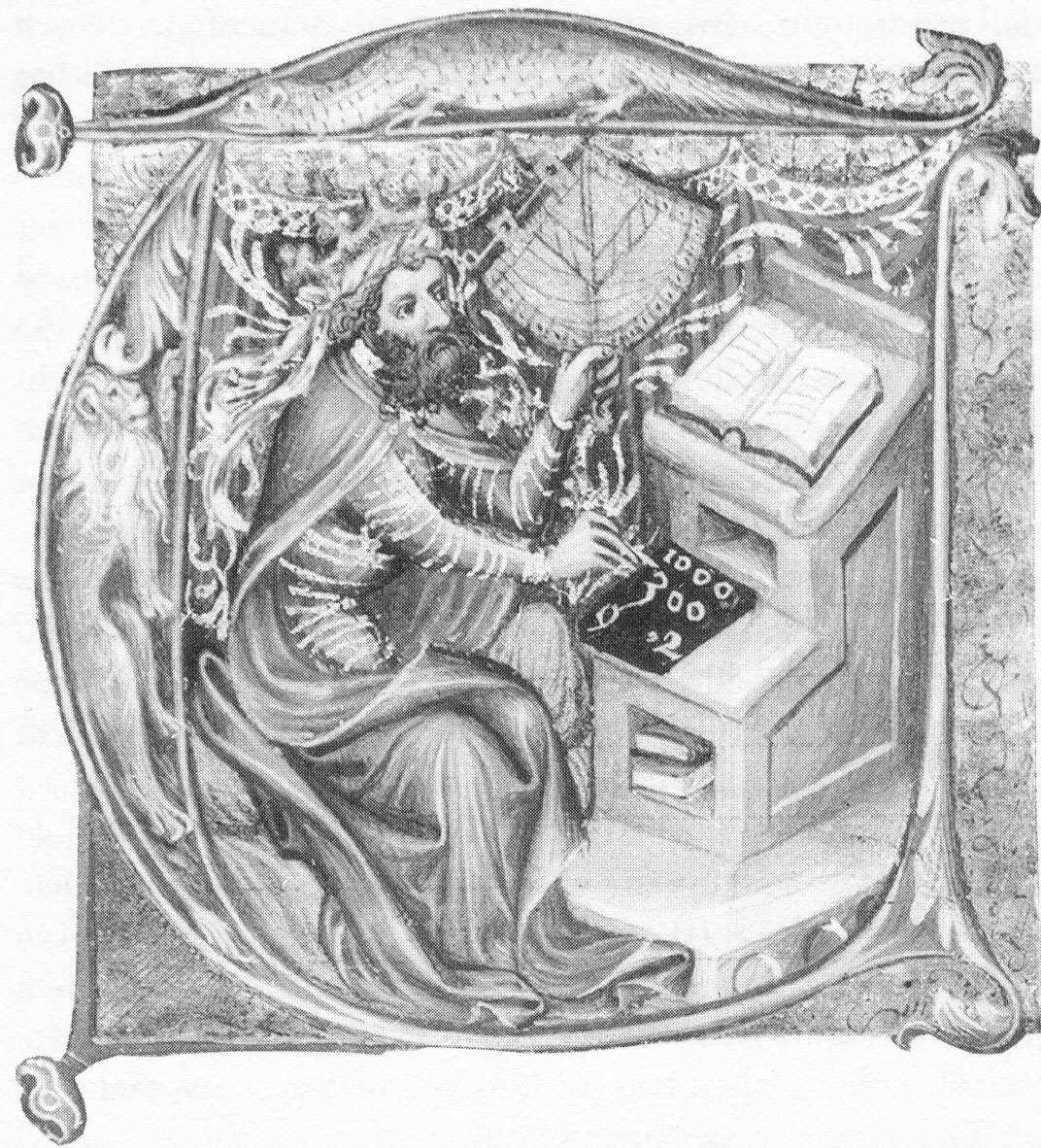
Астролог з квадрантом в келії, бл. 1400 р. Австрійська національна бібліотека
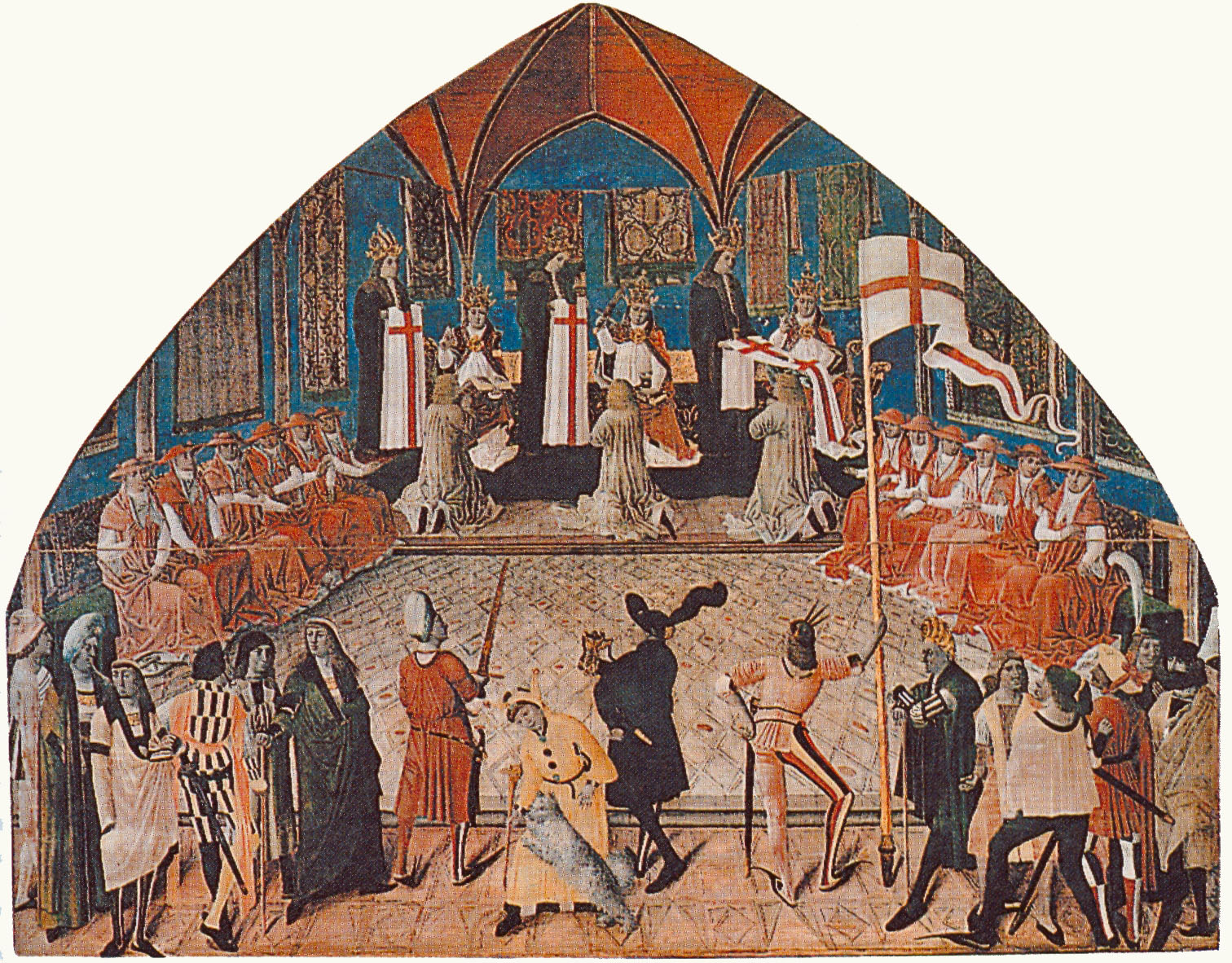
Анонім 1469 р. Латеранська базиліка. Папа римський Павло ІІ та імператор Фрідріх ІІІ.
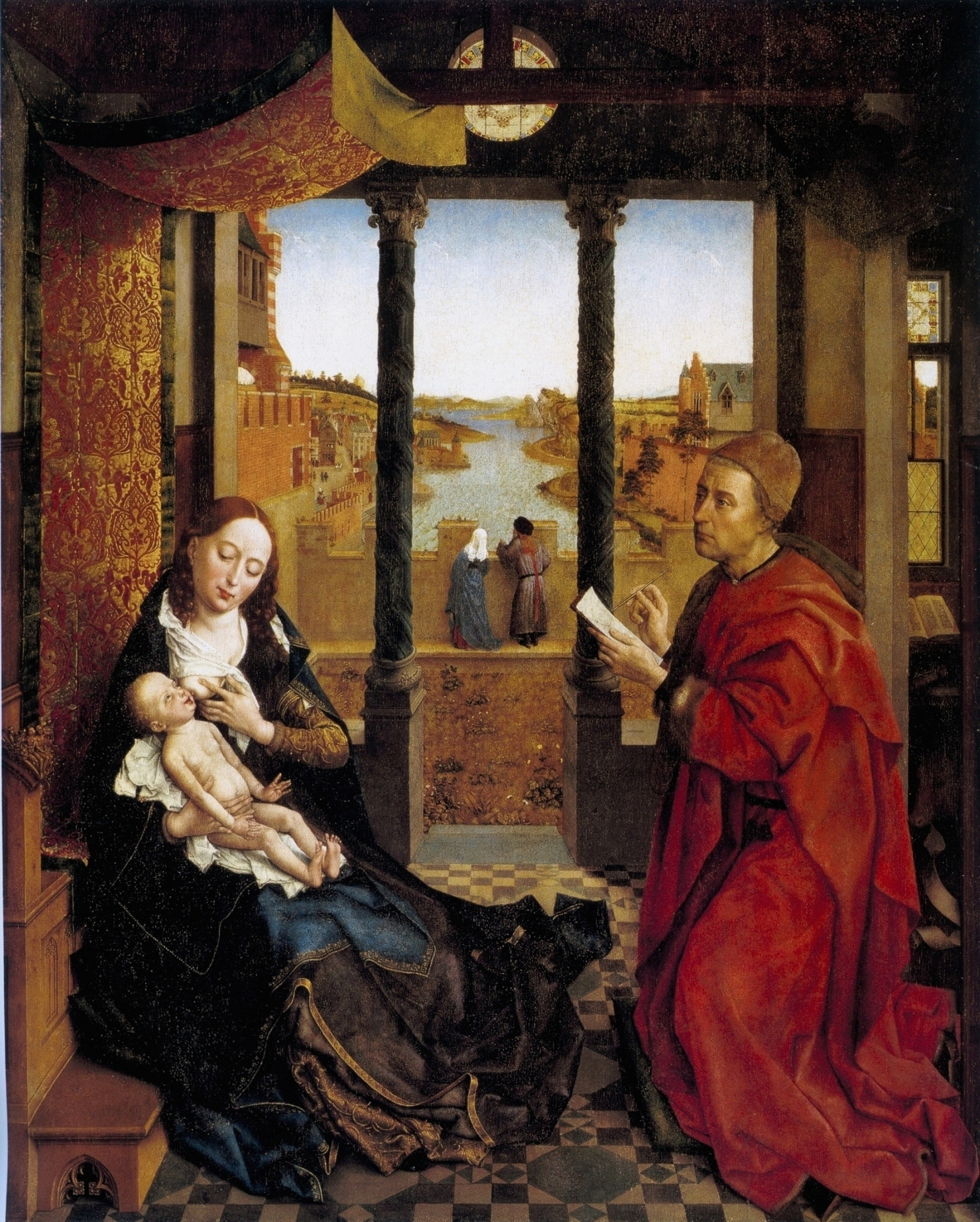
Рогір ван дер Вейден, «Євангеліст Лука малює мадонну», бл. 1440 р.
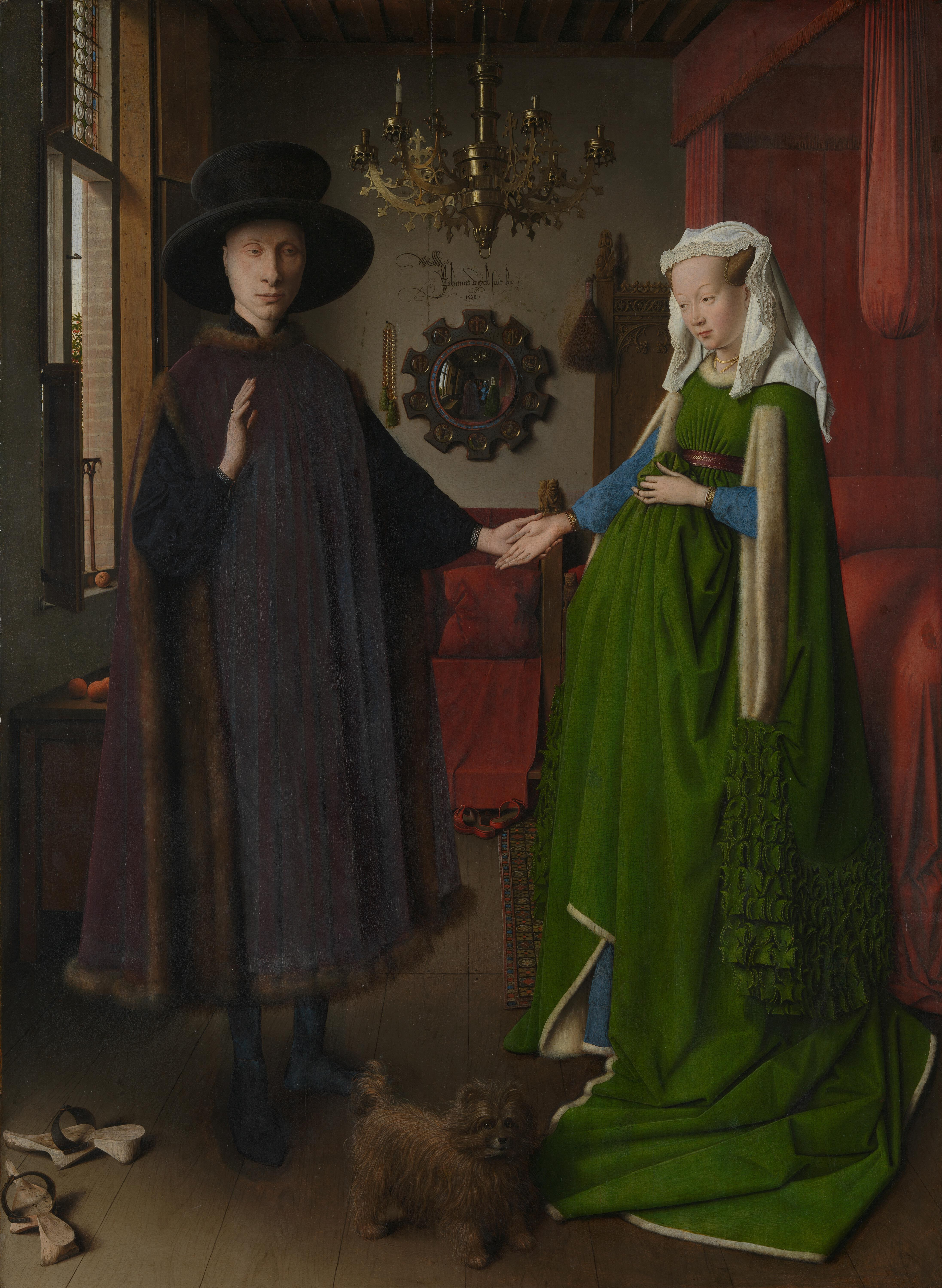
Портрет подружжя Арнольфіні, 1434

Шедевром раннього нідерландського живопису став портрет молодят Арнольфіні роботи Яна ван Ейка (1434 р., Національна галерея (Лондон)). Художник подав момент весільної присяги в інтер'єрі бюргерського будинку, де брав шлюб італійський купець, давно оселившись у Нідерландах. Ян ван Ейк насмілився надто розширити межі звичного портрета, не приховавши різниці в віці і в характерах молодят, точно відтворив незвичний зараз одяг. Молодята стоять в кімнаті, освітленій м'яким, нерізким світлом з вікна. Наслідуючи ще середньовічну традицію, Ян ван Ейк розмістив в кімнаті чимало речей, котрі мали як практичне, так і символічне значення: запалена свічка — натяк на весілля, апельсин на вікні — натяк на насолоди, кімнатний песик — алегорія вірності, чотки або вервиця — знак побожності тощо. Але конкретність зображення побутових речей повертає глядача до реальності і взаємозв'язку речей в побуті, до прагнень володарів до чистоти, зручності, добробуту і затишку, такому притаманному і приємному в оселях нідерландців, і такому не звичному для галасливих і кочових італійців, здатних тоді перетворювати навіть палаци на кочові майдани. На незручність і незатишність італійських інтер'єрів тоді скаржилися нідерландські та німецькі мандрівники.

## Німецька графіка доби відродження та інтер'єри

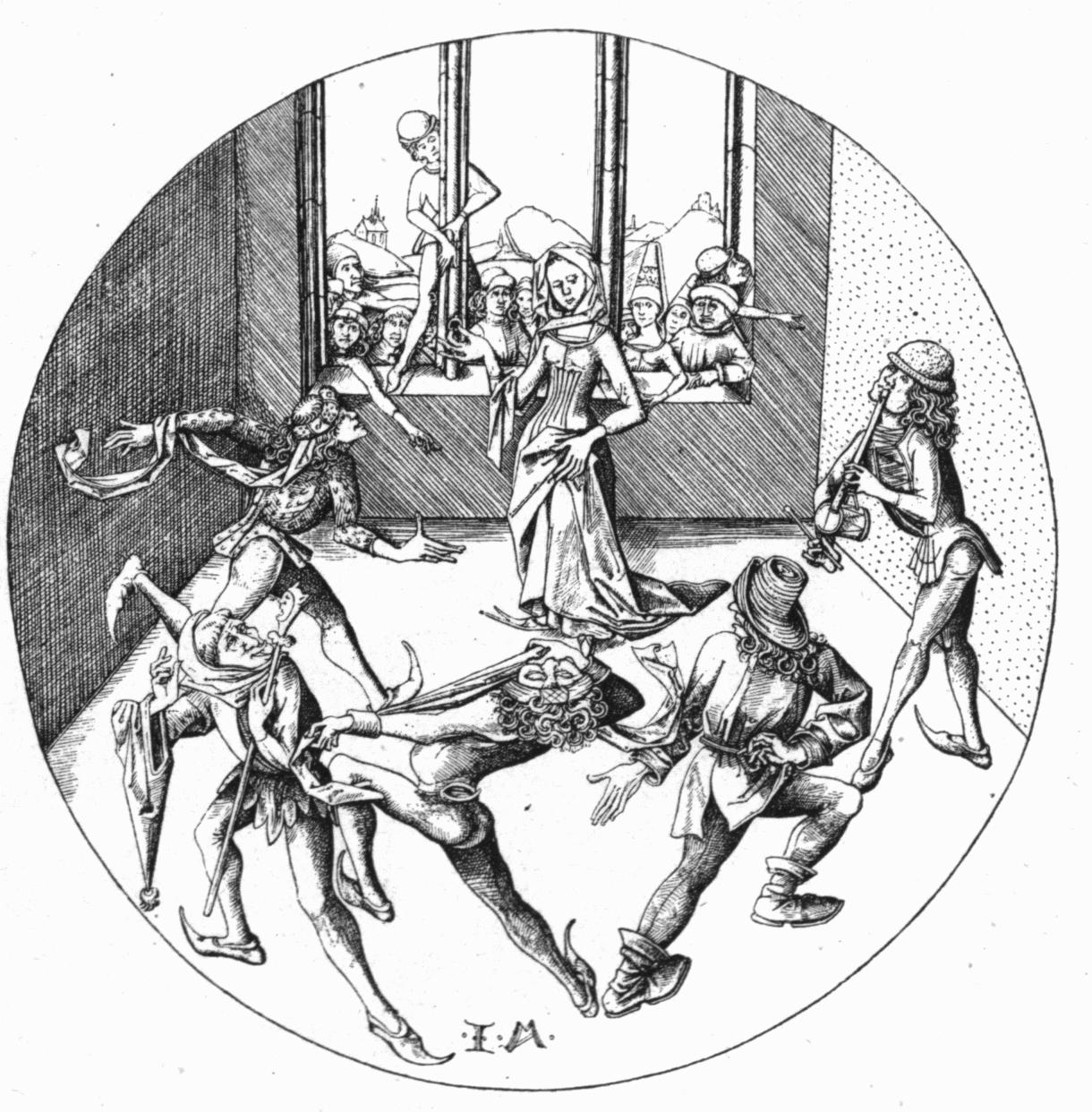
Ізраель ван Мекенем молодший (1440—1503), гравюра «Танок хороводом».

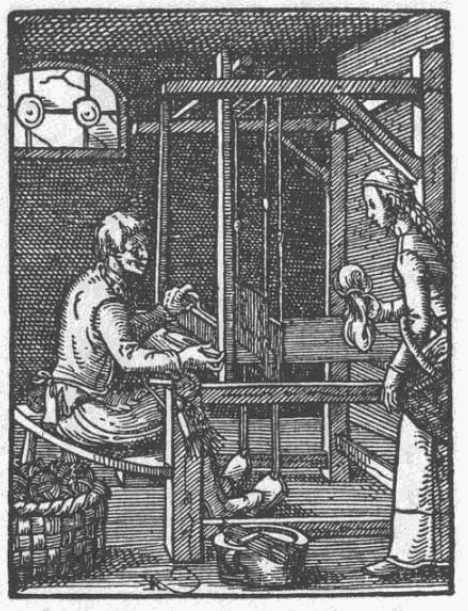
Йост Амман. «Ткач килимар»

Численні зображення інтер'єрів були створені майстрами німецької графіки. Серед них як релігійні сцени («Благовіщення», «Стрітення»), так і зображення отців-засновників церкви (« Св. Єронім в келії»). Зображення Св. Єроніма в келії було практично канонізоване і логічно перейшло від середньовічних майстрів до майстрів доби відродження та маньєризму, де кожний із них подавав власну інтерпретацію келії богослова.
Серед світських сюжетів звертають на себе увагу взагалі рідкісні тоді зображення людей під час дозвілля (Ізраель ван Мекенем молодший (1440—1503), гравюра «Танок хороводом») або цикл гравюр із зображеннями ремісників у власних майстернях (гравер Йост Амман, «Пивовар», «Ткач килимар», «Друкарня», «Аптека», «Перукарня», «Майстерня вітражиста») Інтер'єри ще не відокремлені від людей чи побутових ситуацій — і довго ще не будуть відокремлені. Але майстри залюбки відтворили особливості тогочасних меблів, побутових речей, верстатів, інструментів, тогочасного одягу. В циклі гравюр з ремісниками подані притаманні саме цим ремеслам технічні особливості, специфічний реманент і навіть особливості технологій.

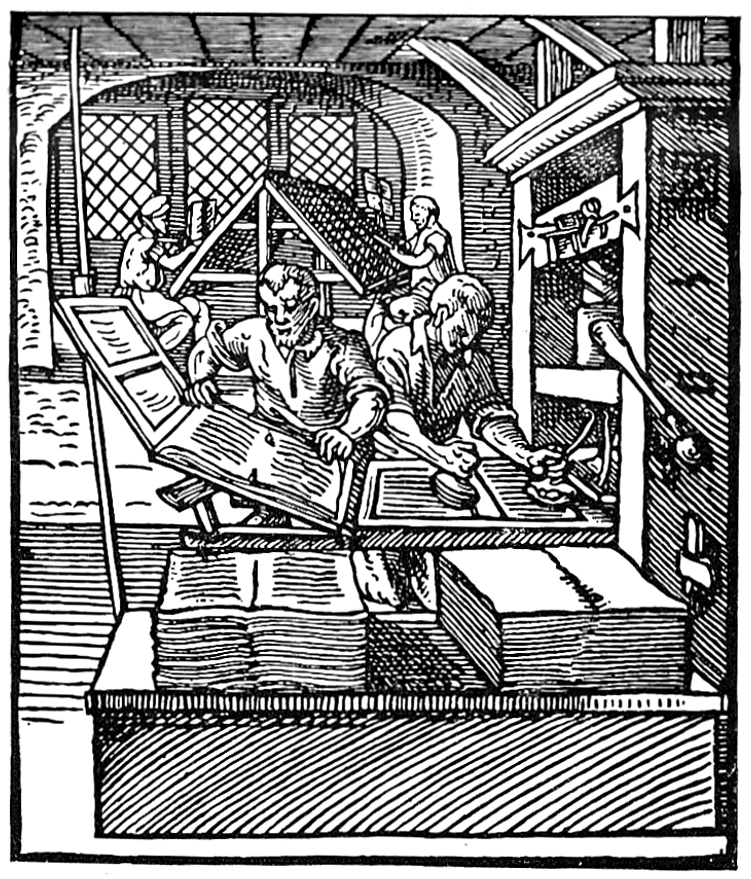
Йост Амман. «Друкарня»
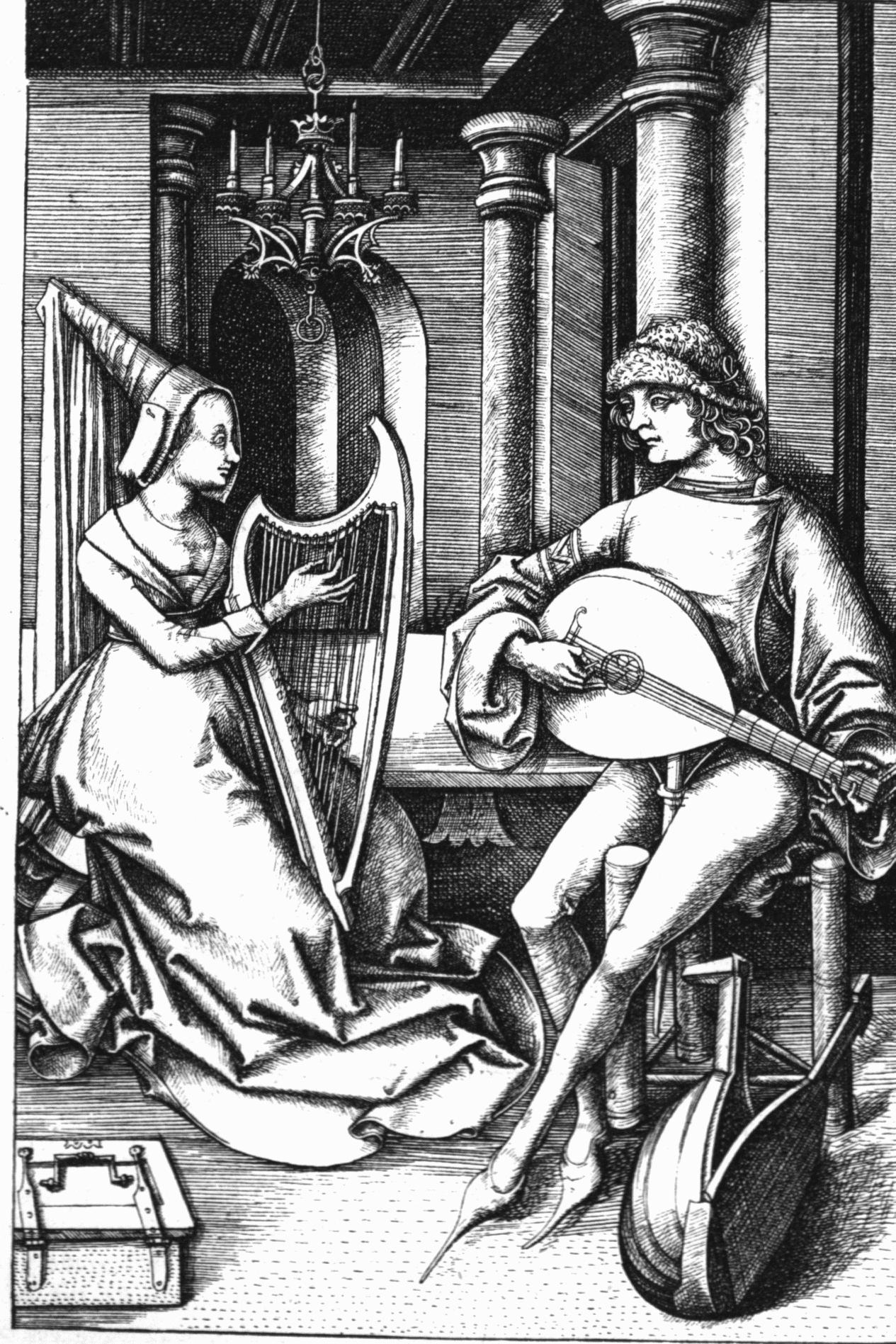
Ізраель ван Мекенем молодший (1440-1503),  дует арфи та лютні.
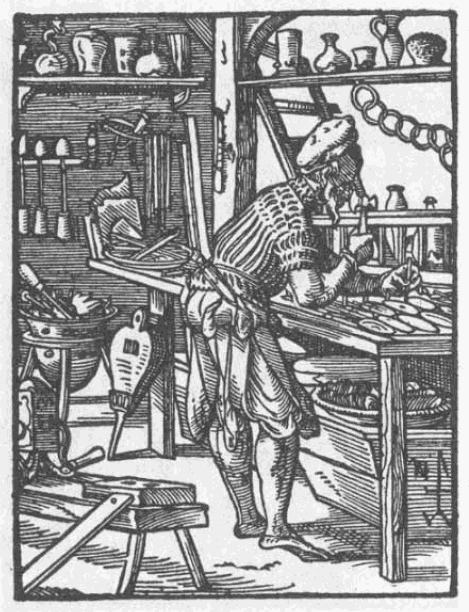
Йост Амман. «Гутник»
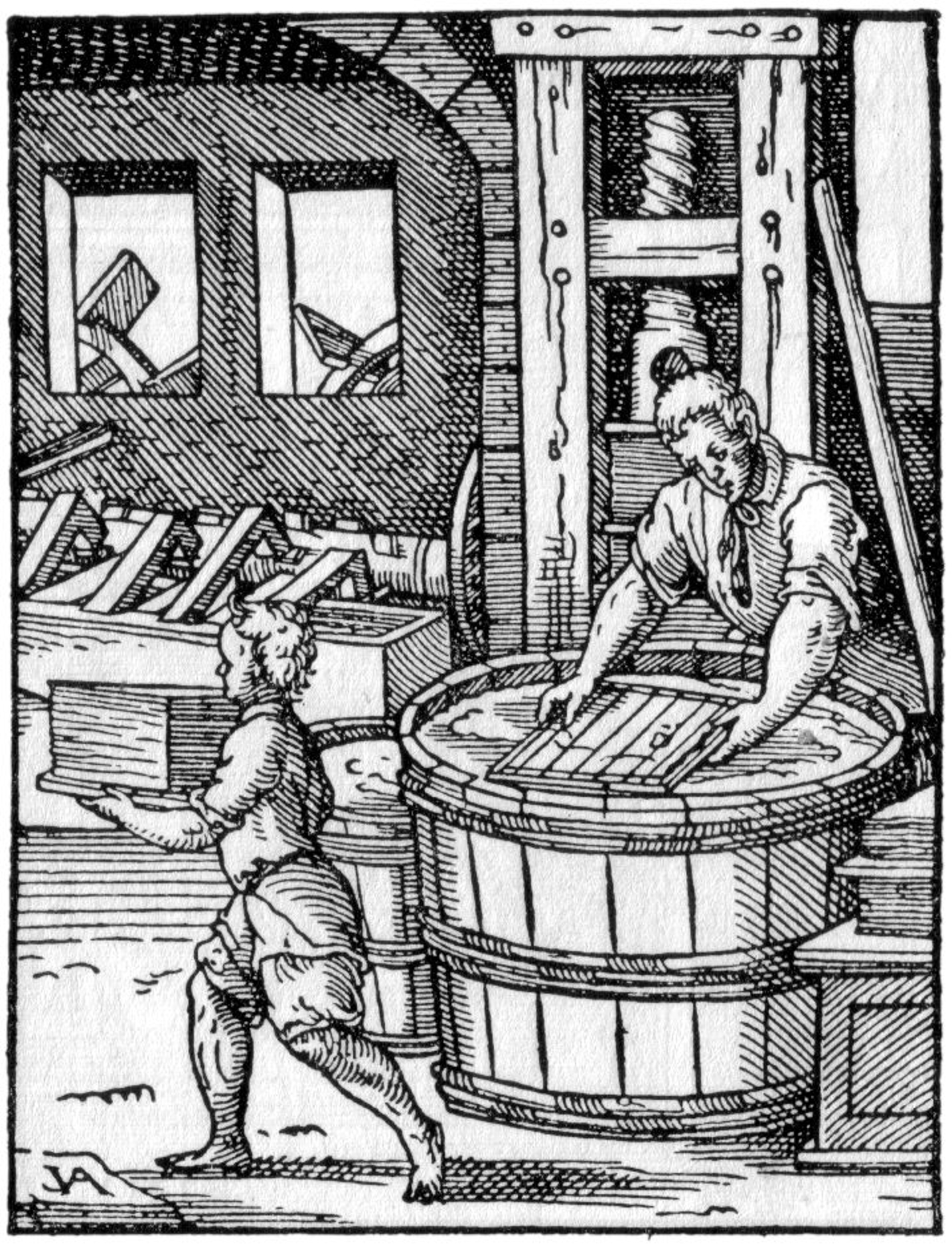
Йост Амман. «Виготовлення паперу»
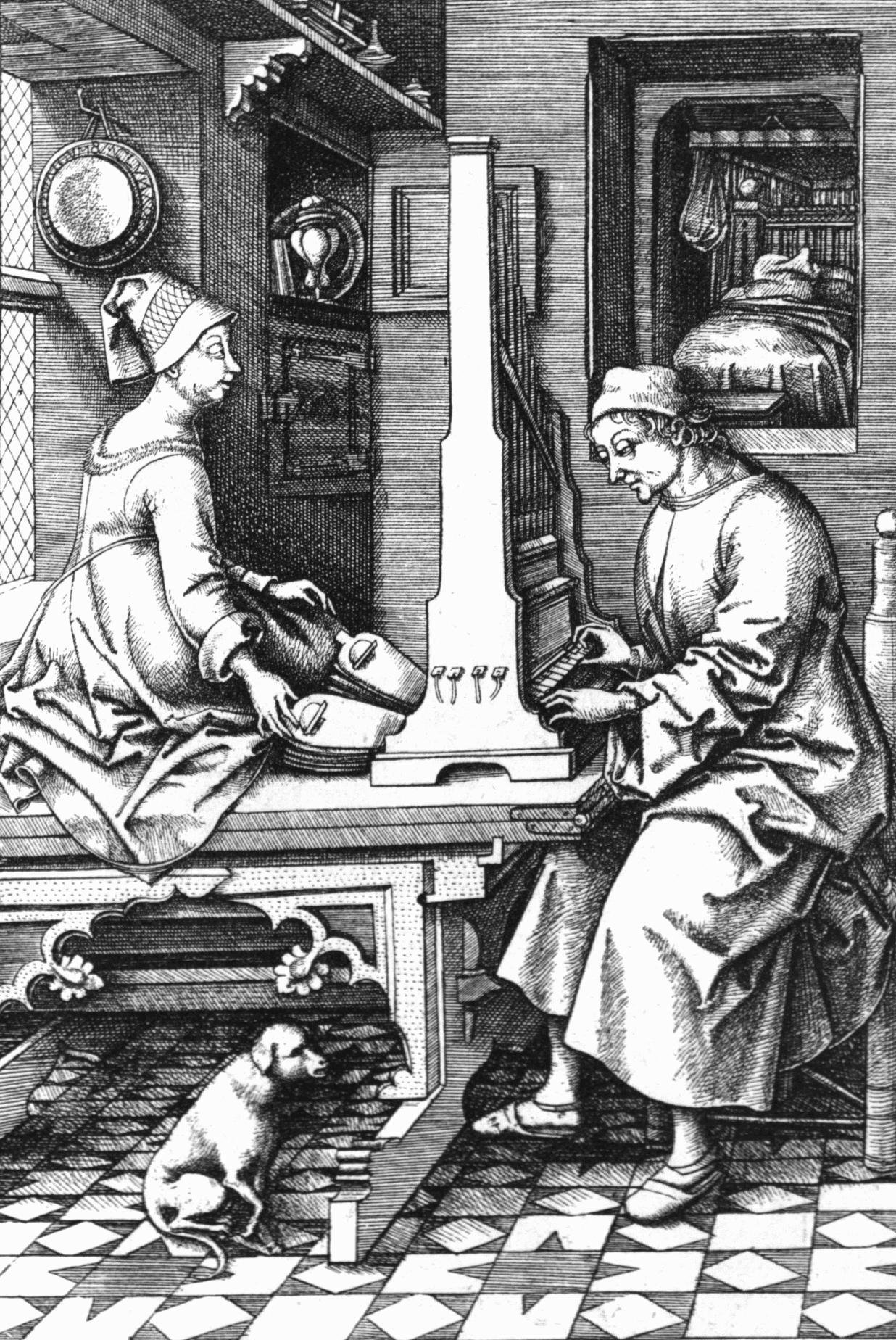
Ізраель ван Мекенем молодший (1440-1503), орган позитив, музи́ка і помічниця.
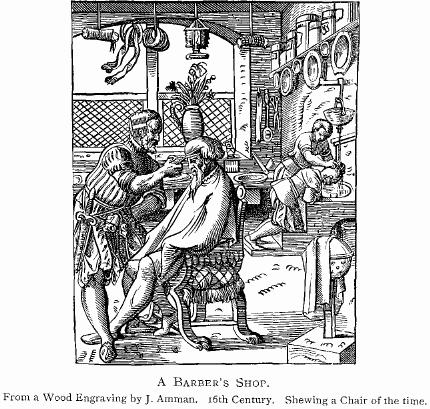
Йост Амман. «Перукарня»
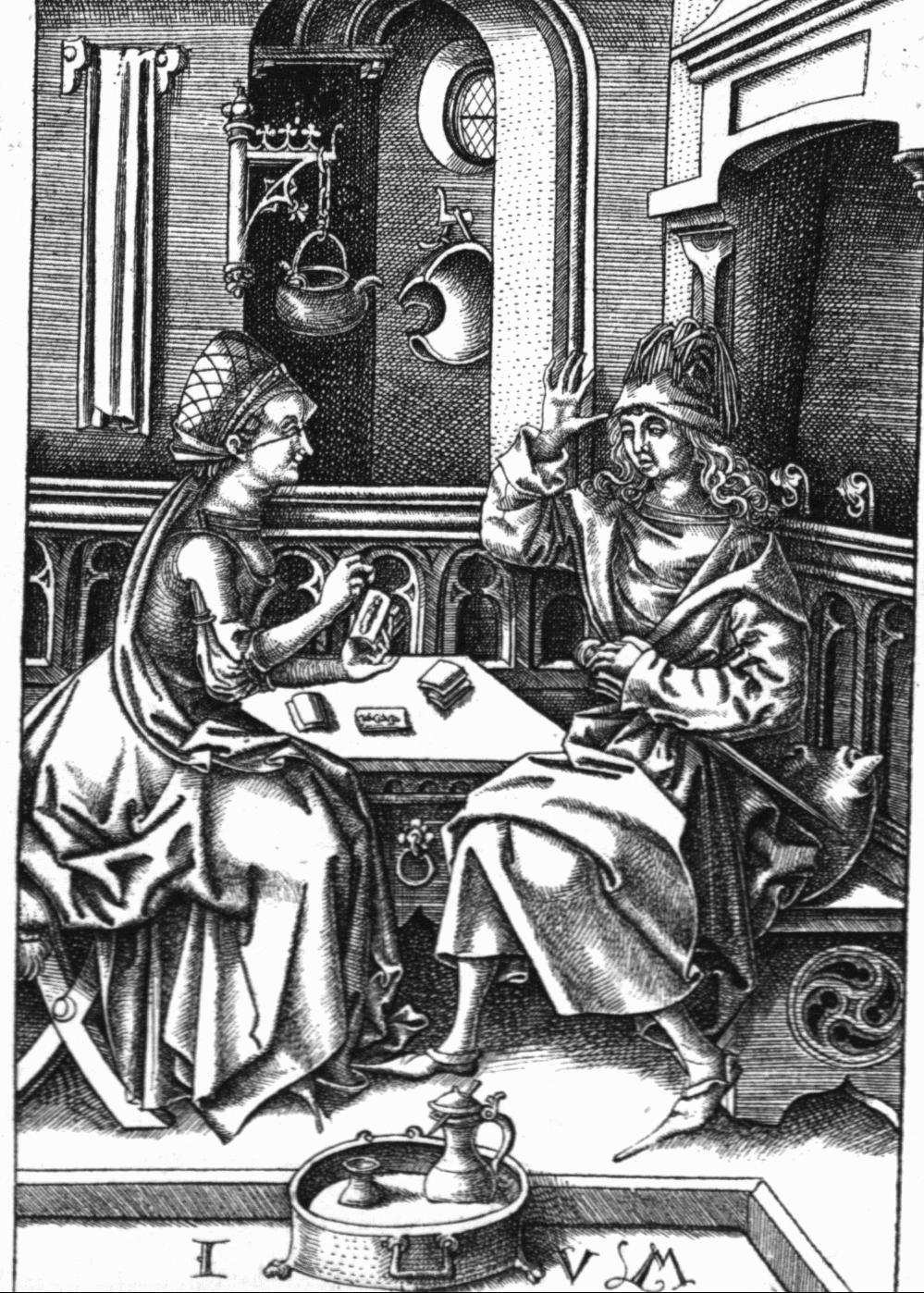
Ізраель ван Мекенем молодший (1440-1503), картярі в інтер'єрі.
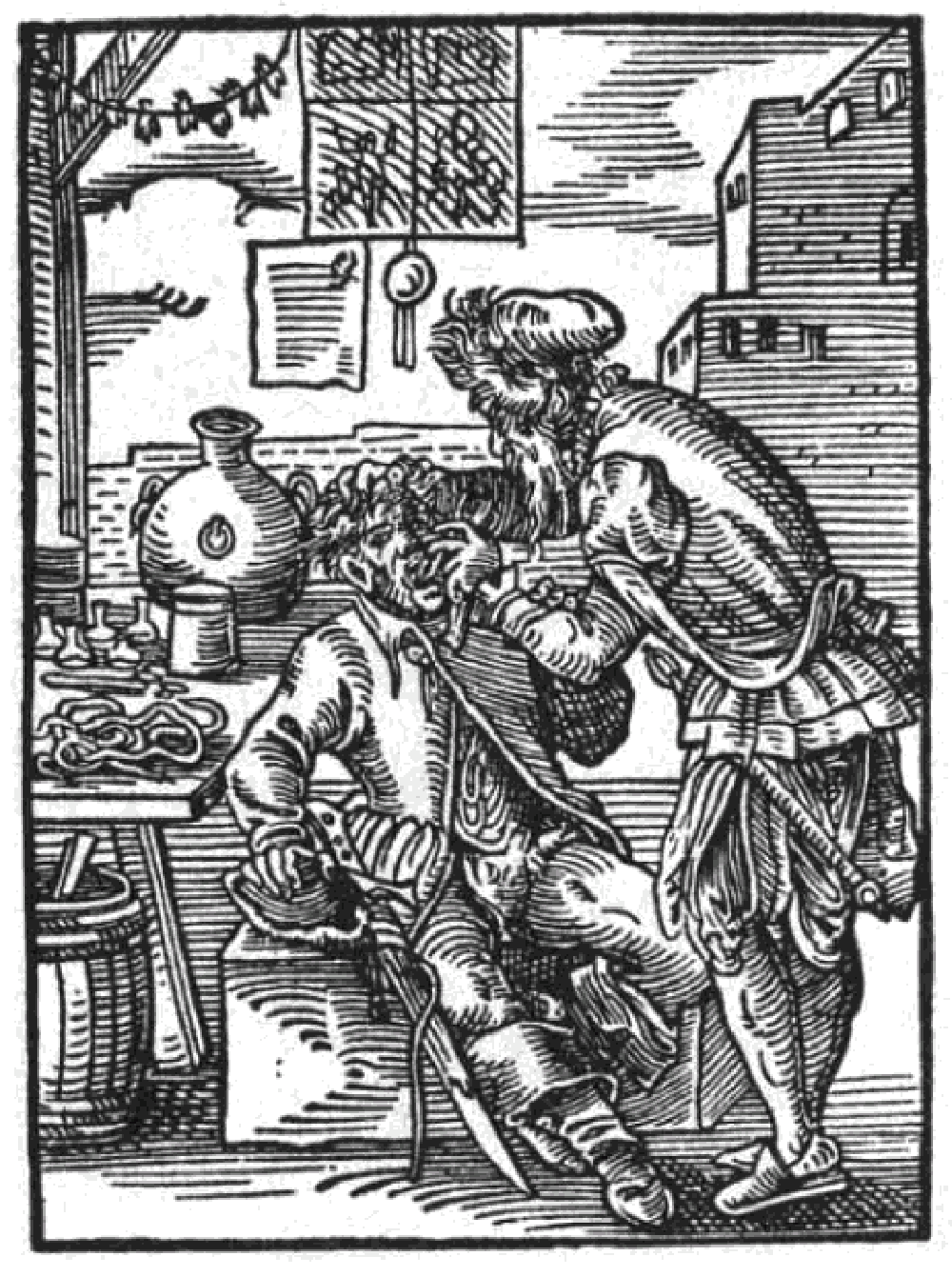
Цирюльник
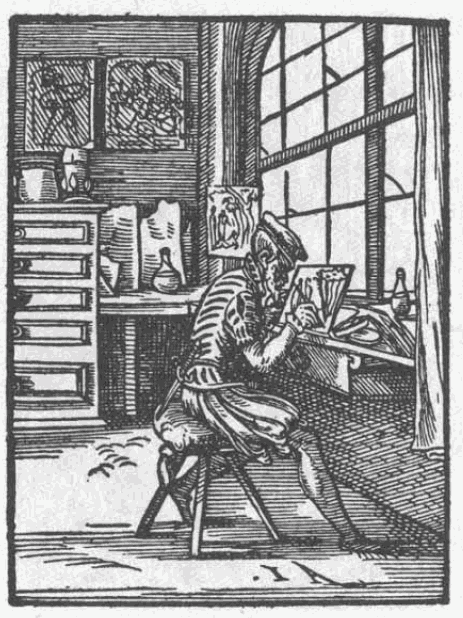
Йост Амман. «Майстерна вітражиста»
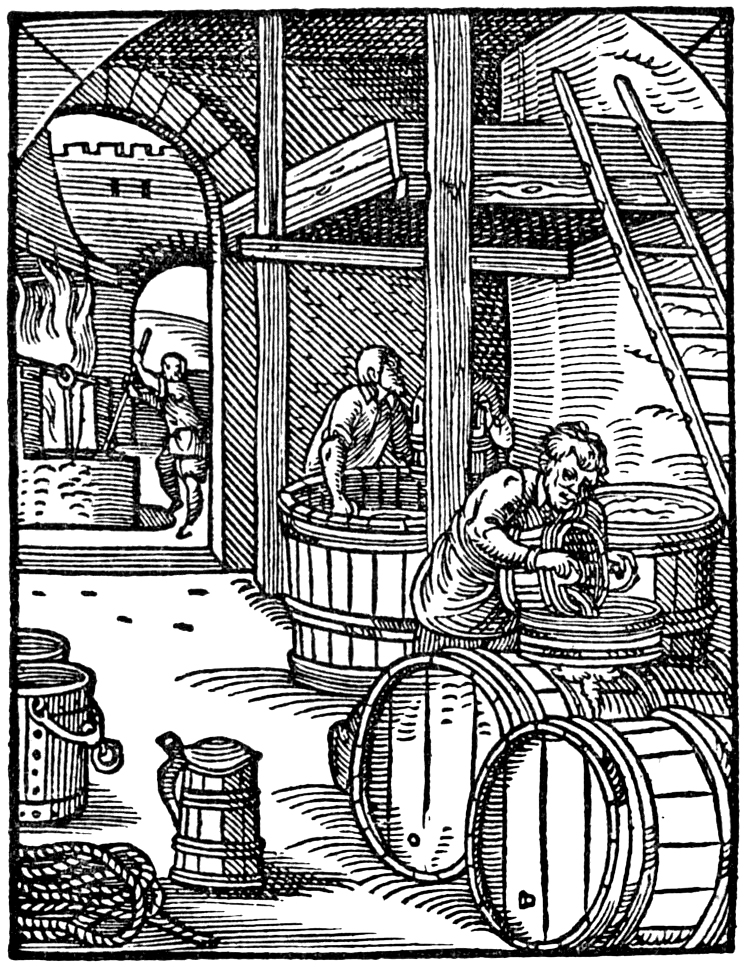
Йост Амман. «Пивовар»
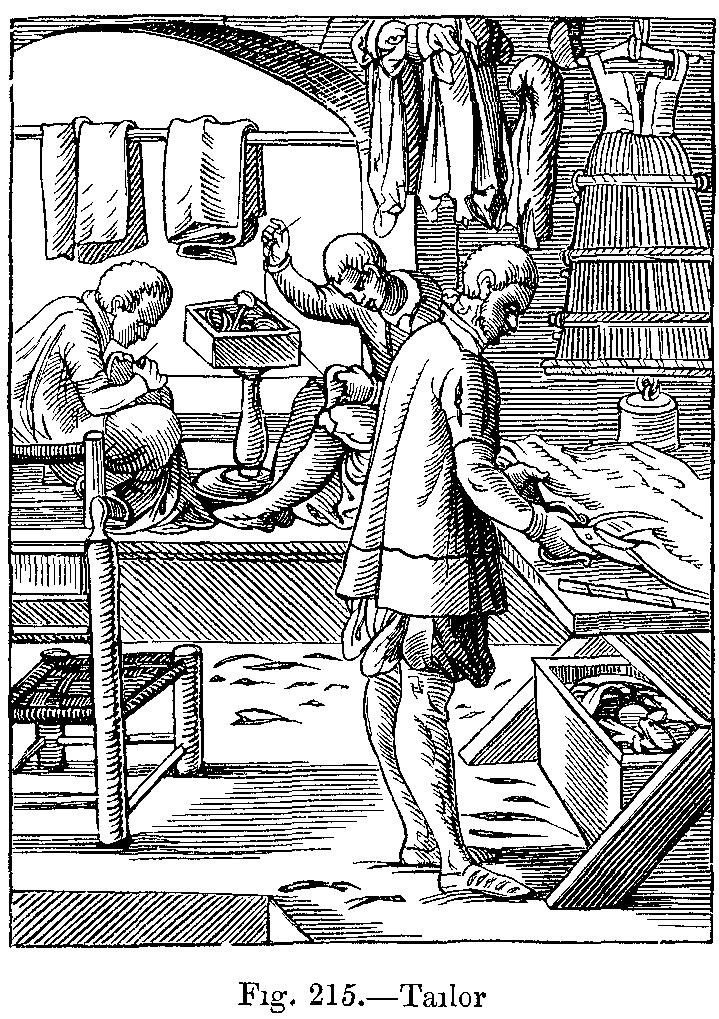
Йост Амман. «Майстерня кравця»
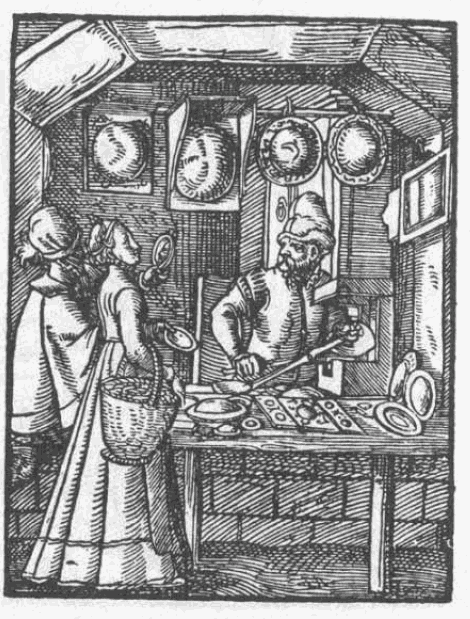
Йост Амман. «Майстерня дзеркал»
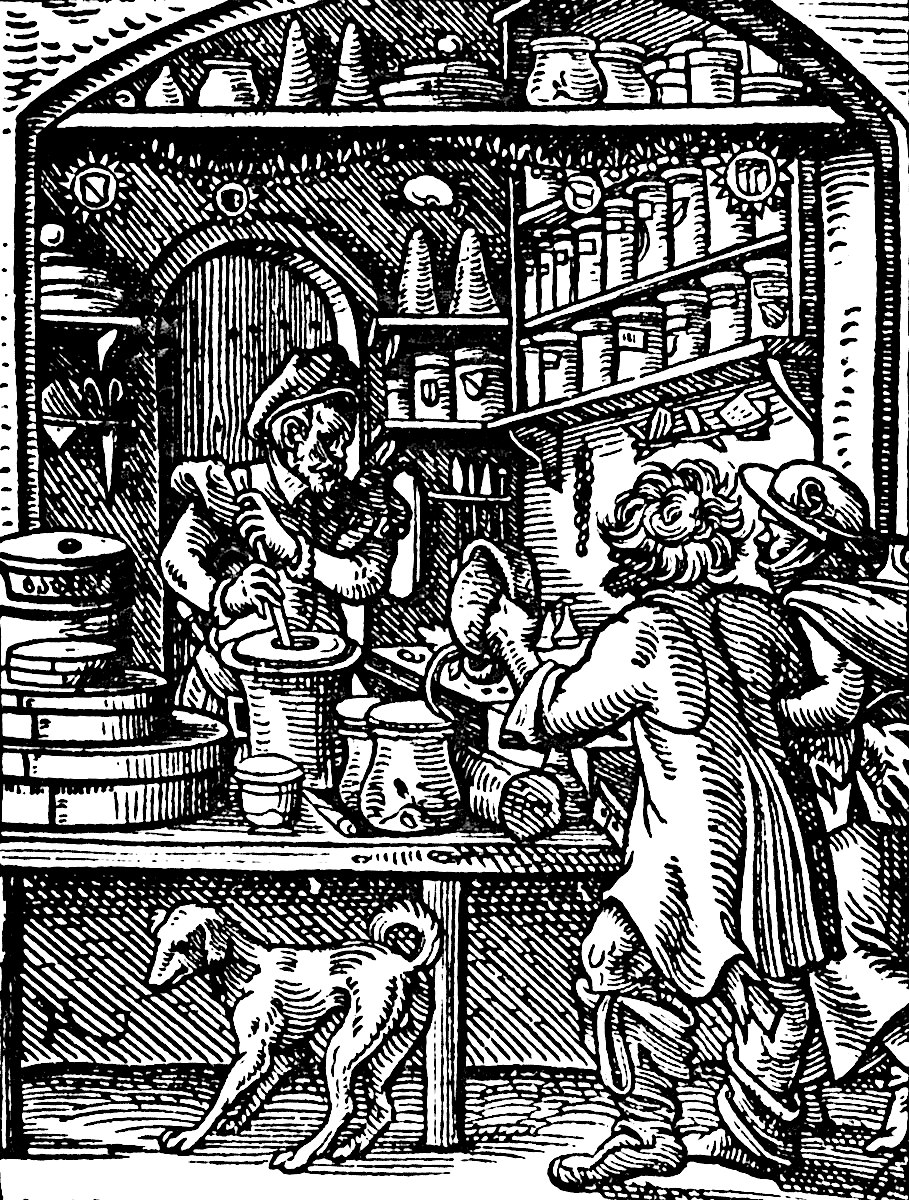
Йост Амман. «Аптека»

## Інтер'єр в живопису Голландії 17-18 ст

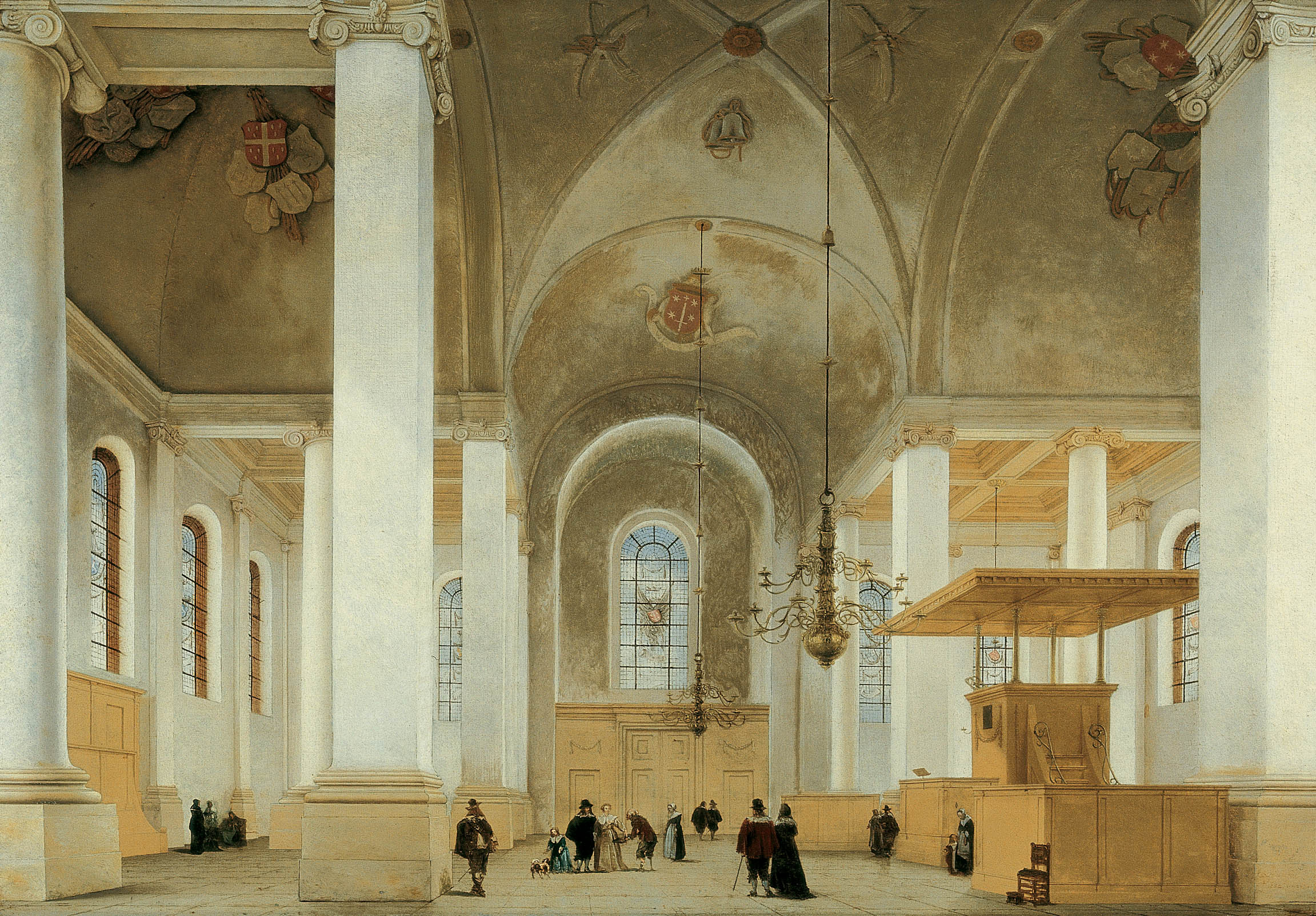
Пітер Санредам. «Церква Св. Анни в Харлемі». Музей Франса Галса

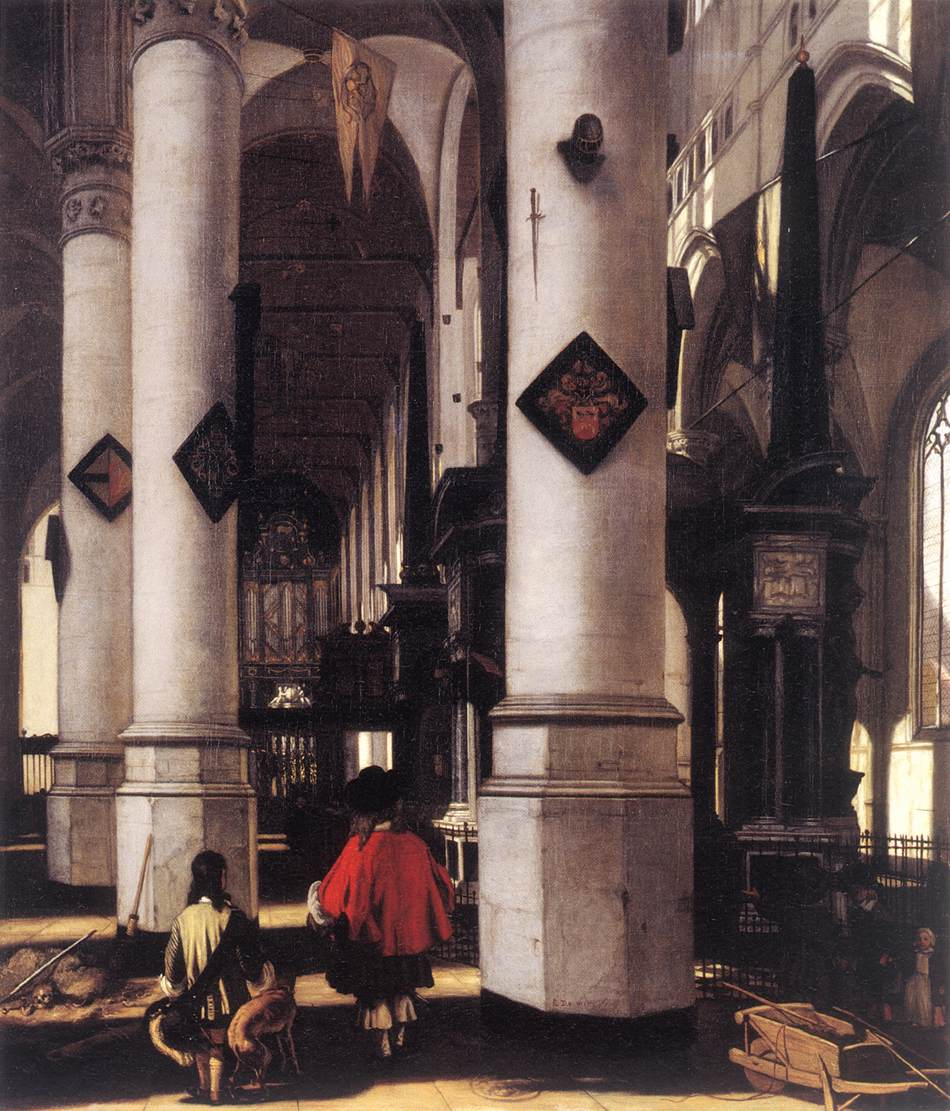
Еммануель де Вітте. «Нова церква в Делфті», 1644, Зальцбург.

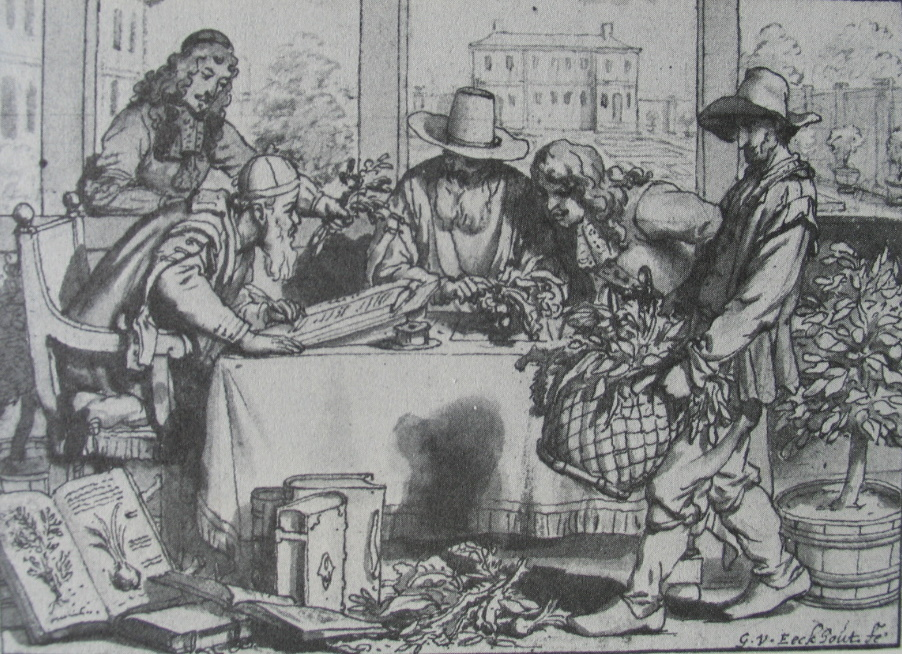
Ґербранд ван ден Екгоут. Малюнок «Ботанічний гурток за роботою».

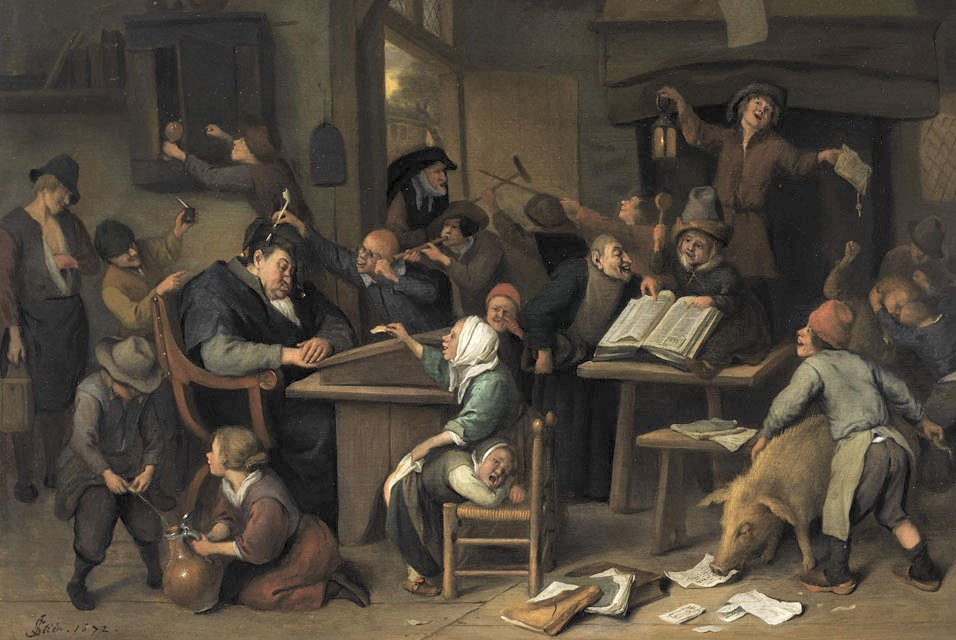
Ян Стен, «Витівки школярів, коли заснув вчитель»

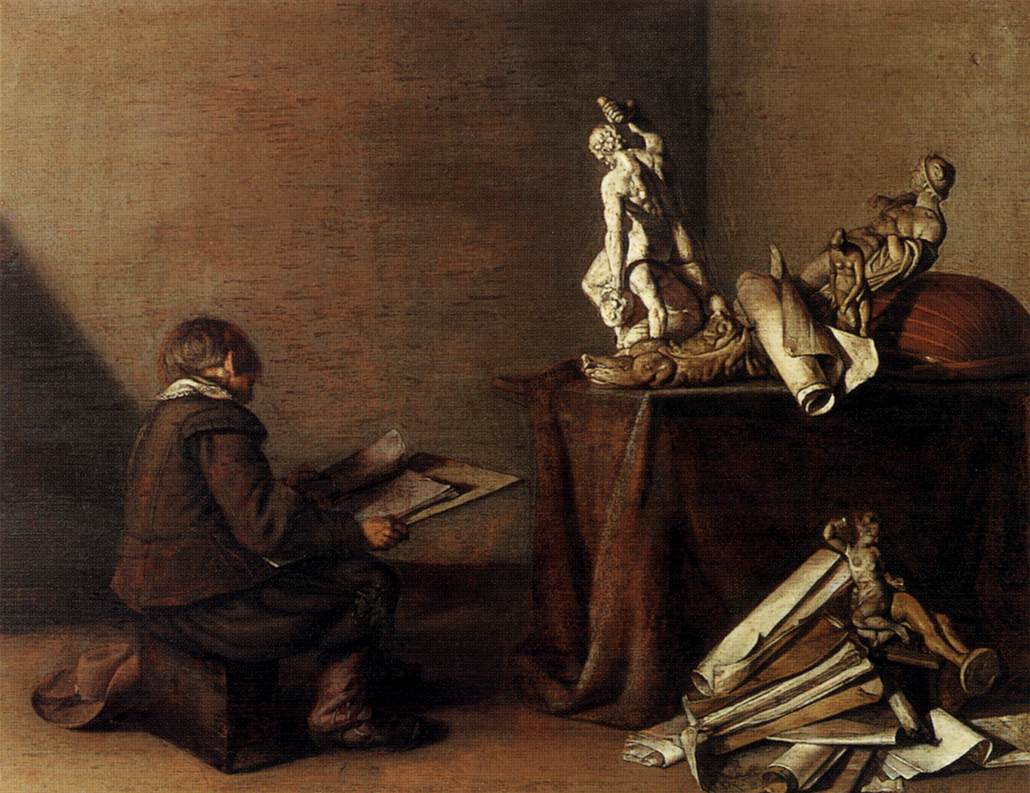
Худ. Пітер Кодде, «Учень художника»

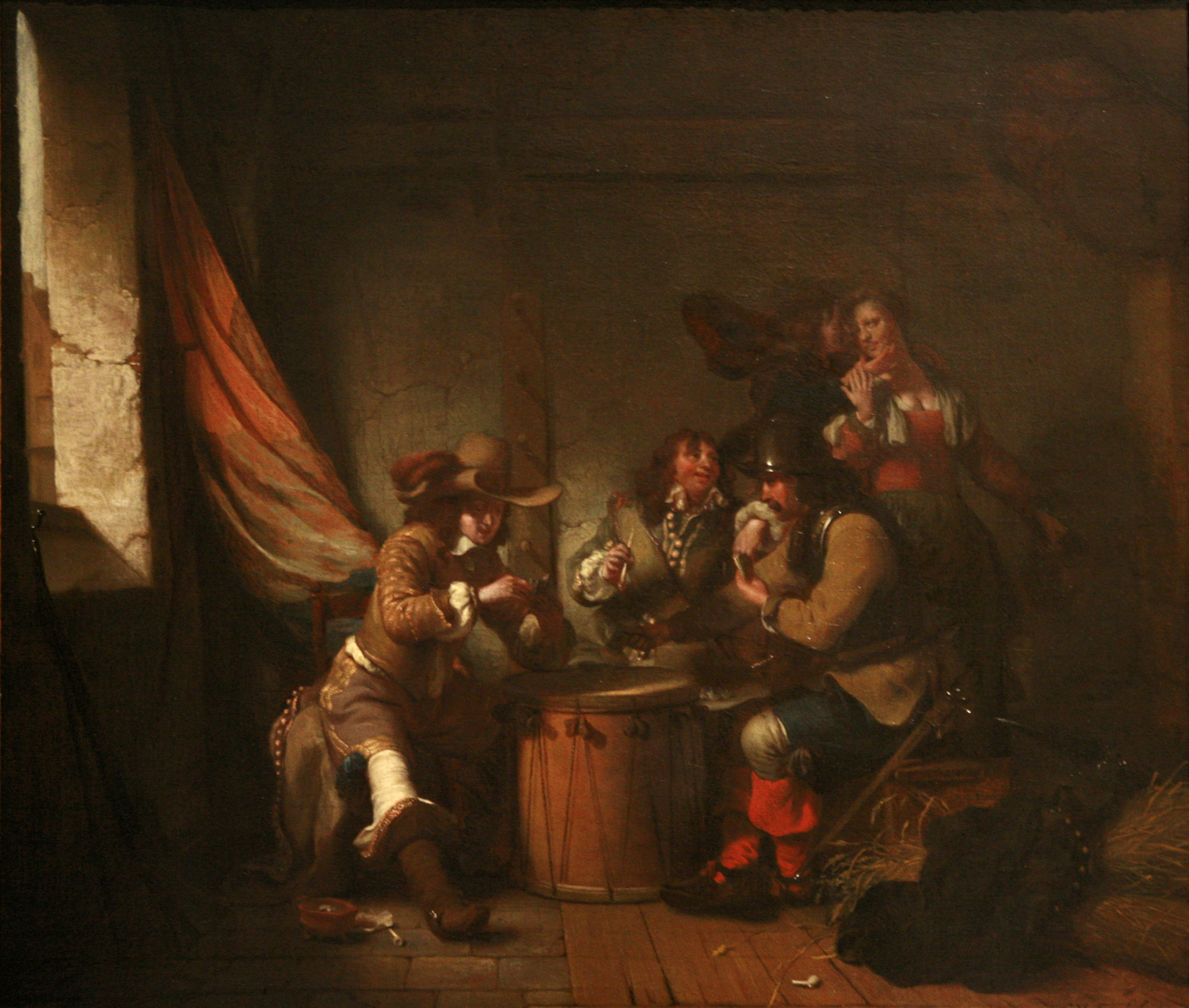
Ґербранд ван ден Екгоут. «Бедлам в караульні»

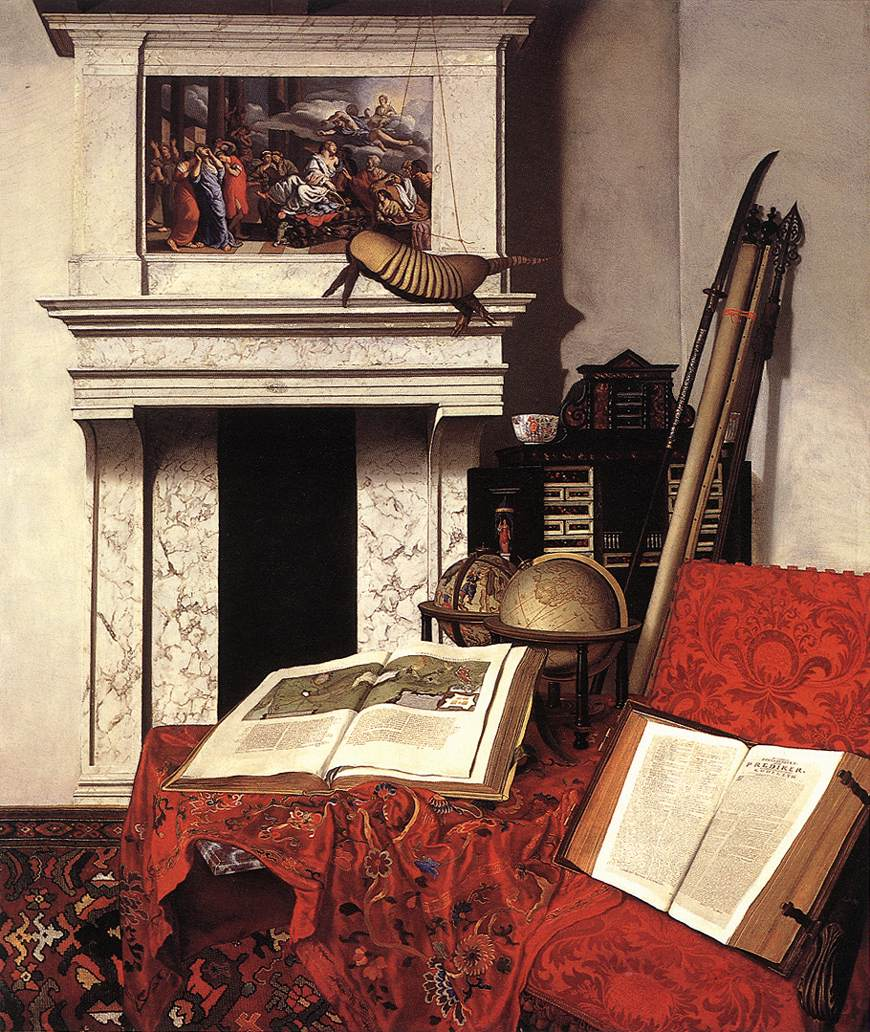
Ян ван дер Гейден. «Кабінет курйозів», 1712 р.

Мистецтво Нідерландів логічно виросло на мистецтві всіх регіонів, що входили до території Історичних Нідерландів 15-16 століть, коли вони разом з Фландрією входили до єдиних державно-політичних формувань. З 17 століття пройшло державне і мистецьке розмежування, що обумовило формування двох національних мистецьких шкіл, єдиних за походженням, але різних за ознаками. Свій внесок в мистецьке розмежування внесли і конфесійні розбіжності. Південні Нідерланди і Фландрія в їх складі залишились у лоні католицизму, де релігійне мистецтво мало новий розквіт в 17 ст. в стилістиці бароко. Голландія стала переважно протестантською державою з реалістичними настановами в культурі і обмеженим використанням стилістики бароко.
На початку 17 століття Голландія пережила низку років самоствердження і бадьорості. Бо успішно закінчувалася боротьба за власну незалежність від могутньої імперії Іспанії. Залишалася довга праця щодо визнання молодої держави, яка щойно з'явилася на політичній мапі Західної Європи. Самоствердження і бадьорість були притаманні і поведінці мешканців, і національному мистецтву, що активно позбавлялося релігійних обмежень, які йшли від католицької Італії. Панування протестантизму, що не визнавав релігійного живопису католицького зразка і пройшов етап іконоборства, привело до значного скорочення замов на релігійні картини. І, навпаки, це приведе до вибухового поширення світських за тематикою жанрів. Саме в мистецтві Голландії неабиякої моці й розвитку набули портрет, пейзаж, побутовий жанр, натюрморт, інтер'єр як жанр, подібного котрому не знали навіть визначні центри тогочасного мистецтва в Італії чи у Франції.

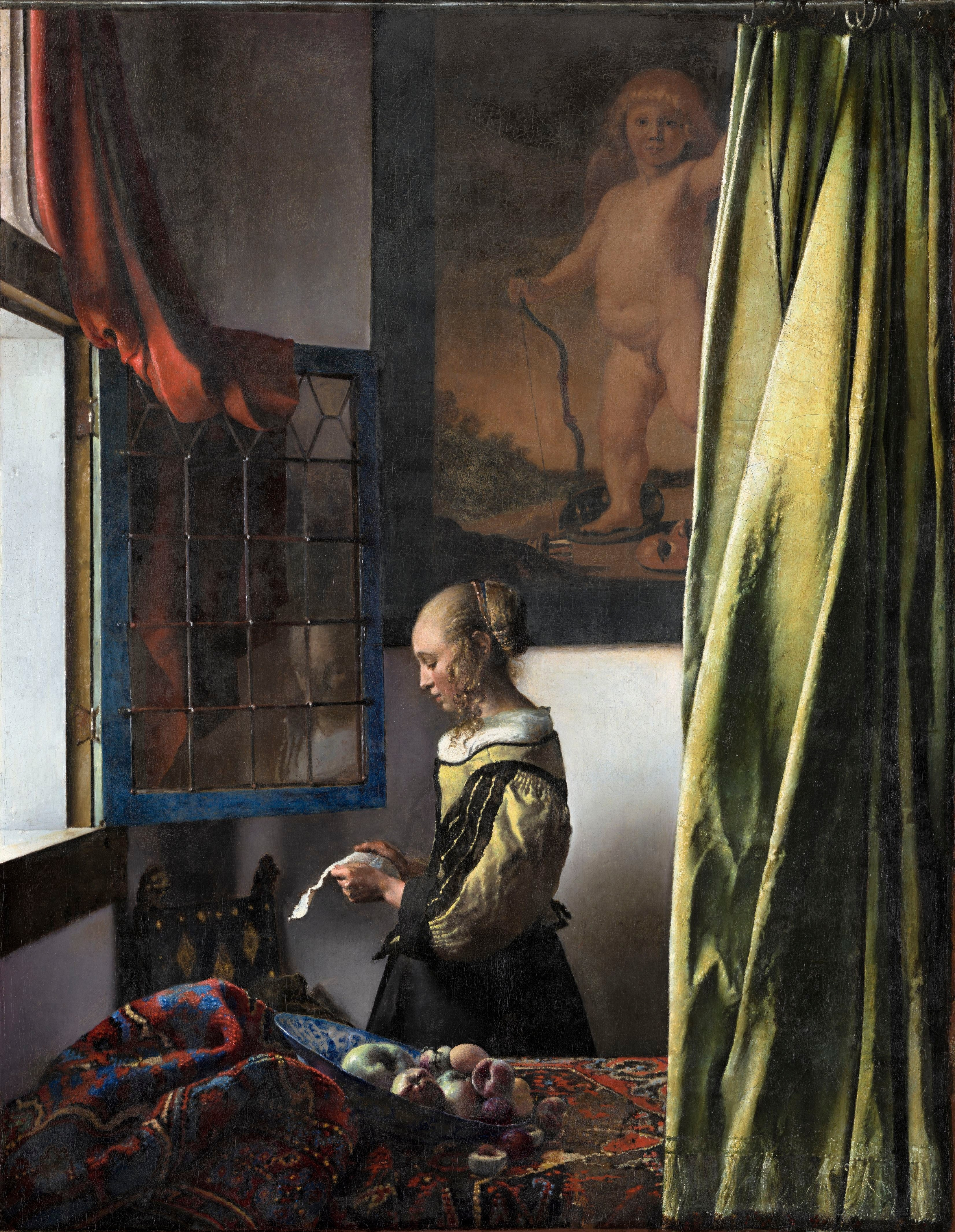
Ян Вермер.«Дівчина, що читає лист біля відкритого вікна». 1657-59. Дрезденська картинна галерея. Дрезден
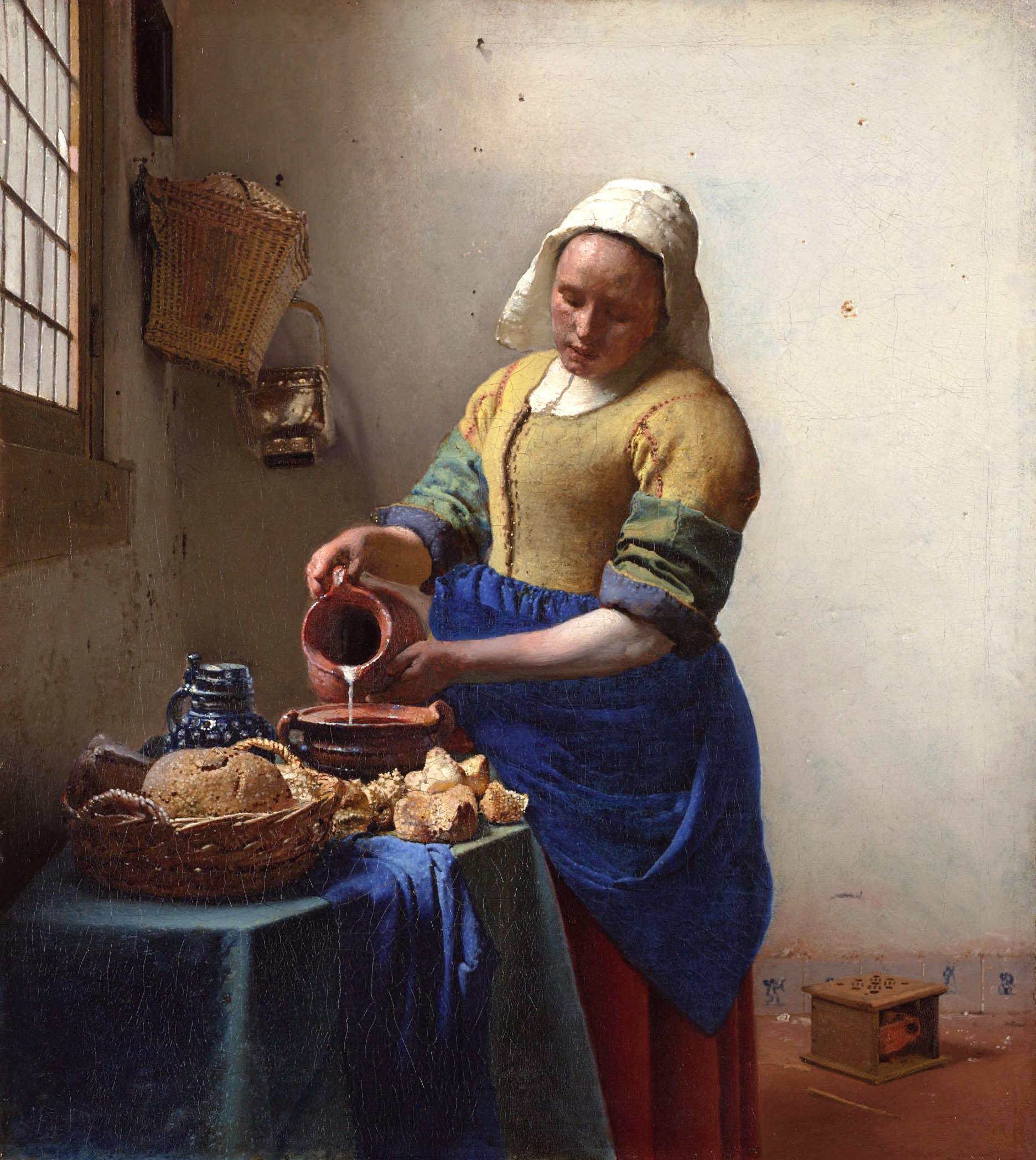
Ян Вермер. «Молочниця»,  1658 р. Рейксмузей. Амстердам
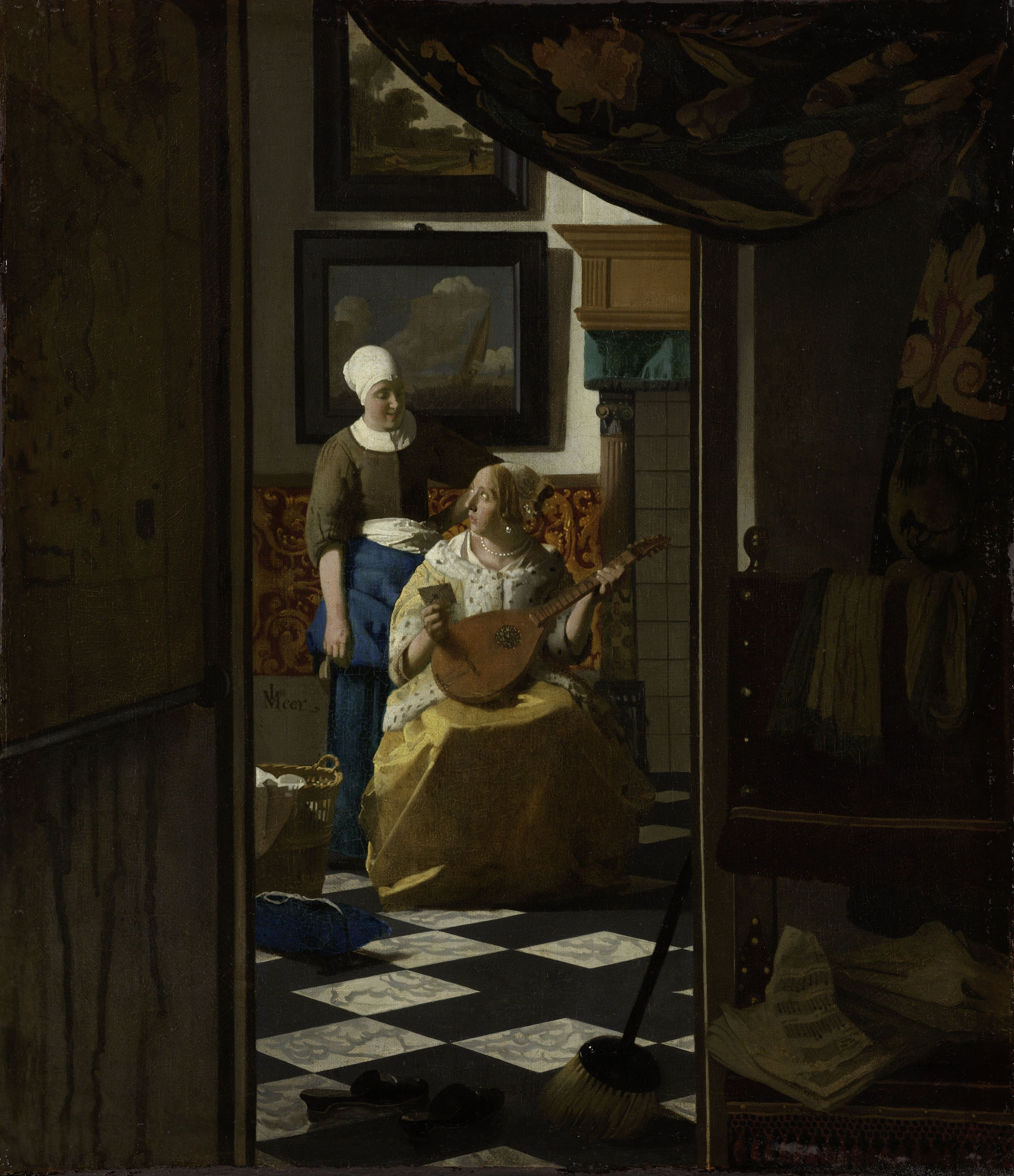
Ян Вермер. « Лист від коханого » Державний музей (Амстердам).
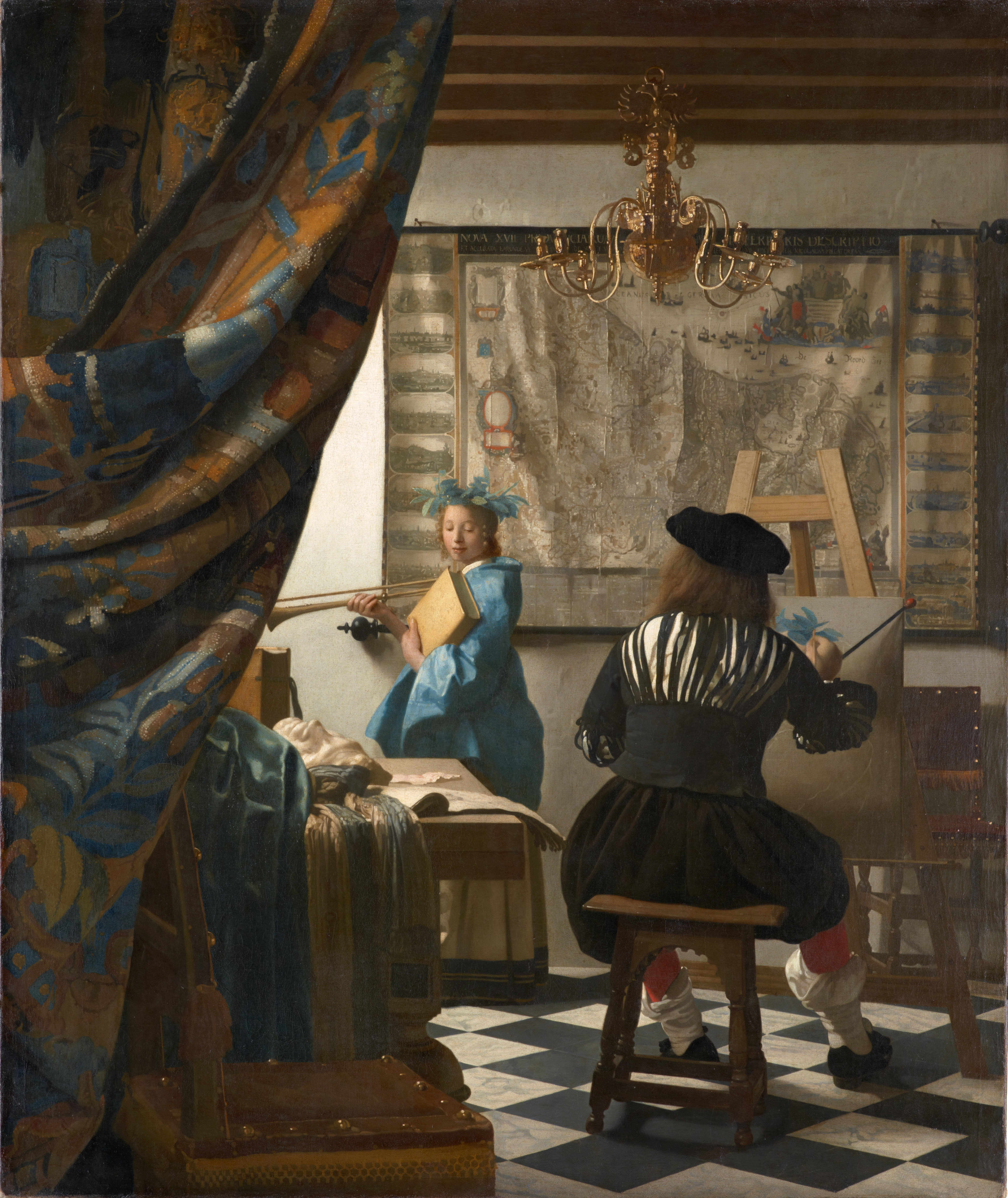
Ян Вермер. «Алегорія живопису», Художньо-історичний музей, Відень.

Надто велика наявність художників в Голландії 17 ст., котрі працювали синхронно за часом, обумовила їхню вузьку спеціалізацію, аби послабити конкуренцію. Виникає низка митців, що створюють перебільшено морські пейзажі (марина Віллем ван дер Велде, Людольф Бакхейзен, Симон де Влігер, Адам Сіло, Ян Порселліс,), батальні сцени (Дірк Мас,), портрети (Франс Галс), натюрморти. Більше того, пройшли перерозподіл і спеціалізація навіть в окремих жанрах: є портрети інтимні, а є майстри парадних, репрезентативних портретів (Гендрік Тербрюгген, Бартоломеус ван дер Гелст) для палацових зал та помешкань нових багатіїв нешляхетного походження . Перерозподіл пройшов і в жанрі натюрморту, де окремі майстри спеціалізувались на створенні композицій з рибами та морськими істотами (Абрахам ван Бейєрен), з квітами чи фруктами(Ян ван Хейсум), з побутовими речами (Пітер Клас, Клара Петерс, Балтазар ван дер Аст), з натюрмортами символічного значення (ванітас Йоханнес Торрентіус, Пітер Стенвейк, Юріан ван Стрек), кухонні натюрморти (Філіпс ван Ангел), мисливські трофеї (Ян Венікс). Лише художники значного обдарування легко долали кордони окремих жанрів і працювали успішно в кожному з них, іноді створюючи картини суміжних жанрів (натюрморти в композиціях і в портретах Рембрандта).
Художники Голландії залюбки малюють інтер'єри власних і чужих помешкань. Майже всі композиції уславленого Яна Вермера подані в затишних, бюргерських інтер'єрах. Непересічними майстрами інтер'єрів з фігурами були Ян Стен, Пітер де Хоох, Герард Терборх. Спорожнілі після років іконоборства, аскетичні інтер'єри церков малювали Пітер Санредам, Антоні де Лорм, . Більш теплими за почуттями сакральні інтер'єри в картинах Еммануеля де Вітте, освітлені сонцем і не захаращені деталями. Напівселянські домівки небагатих ткачів, художників, цирюльників, нотаріусів, дрібних ремісників, кузні ковалів зафіксували Пітер Кодде, Корнеліс Бега, Міхіл ван Мюсхер, Адріан ван Гасбек, Корнеліс Белт. Частка композицій була з обов'язковим куточком інтер'єру — це «Науковець у власному кабінеті». Власні варіанти з дорослим чи сивим персонажем чи то богословом, чи то астрологом (з книгами, глобусом,) створили Рембрандт, Соломон Конінк, Бартоломеус Матон, Константин Нетшер, Домінікус ван Тол. Інтер'єри в картинах голландських майстрів супроводжують людину від народження до смерті чи до «уроку анатомії»(котрі відвідували всі охочі), особливого жанру голландського мистецтва 17 ст.

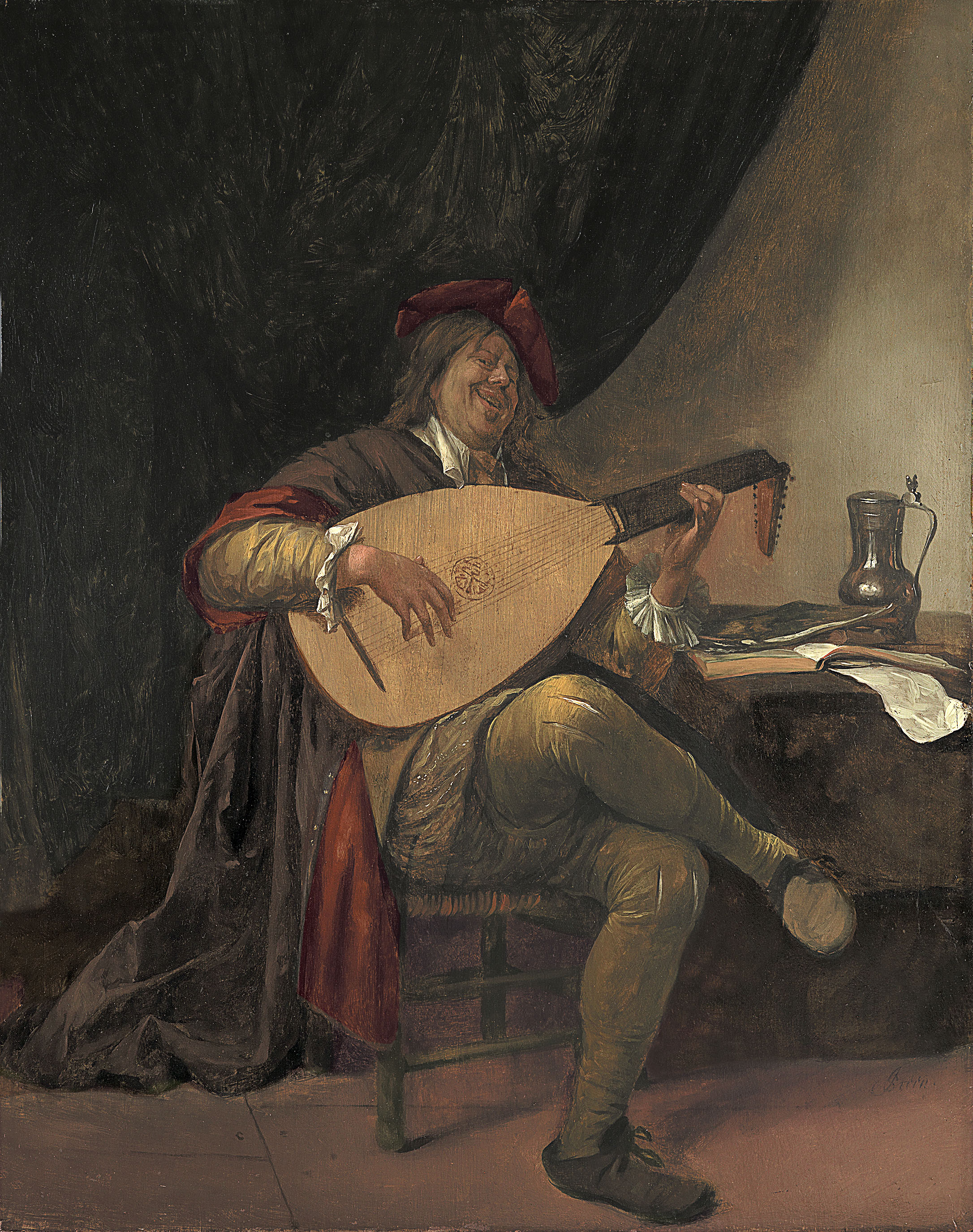
Ян Стен,« Автопортрет з лютнею»
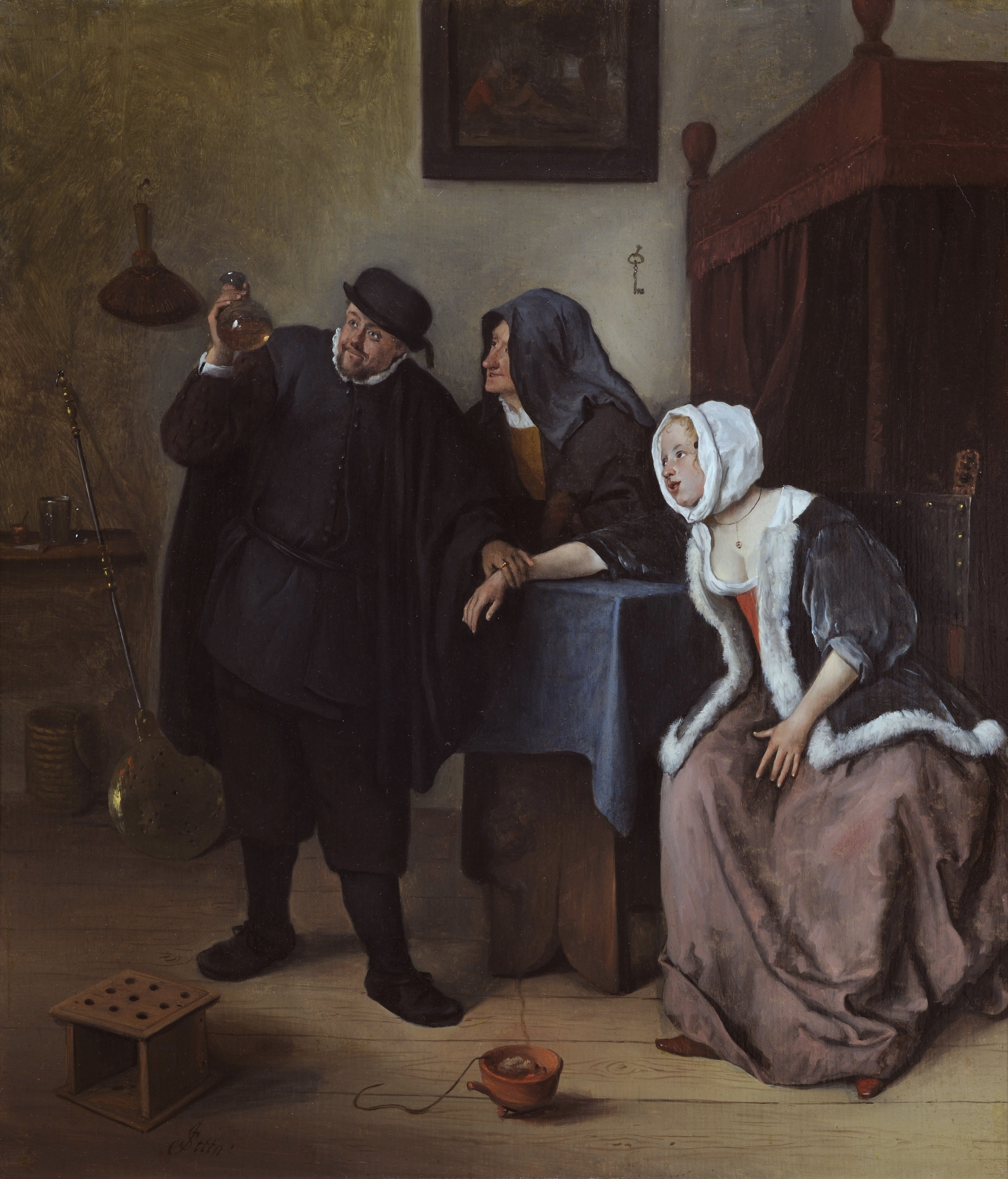
Ян Стен, «Лікар і хвора» ( Аналіз сечі ), Лейден.
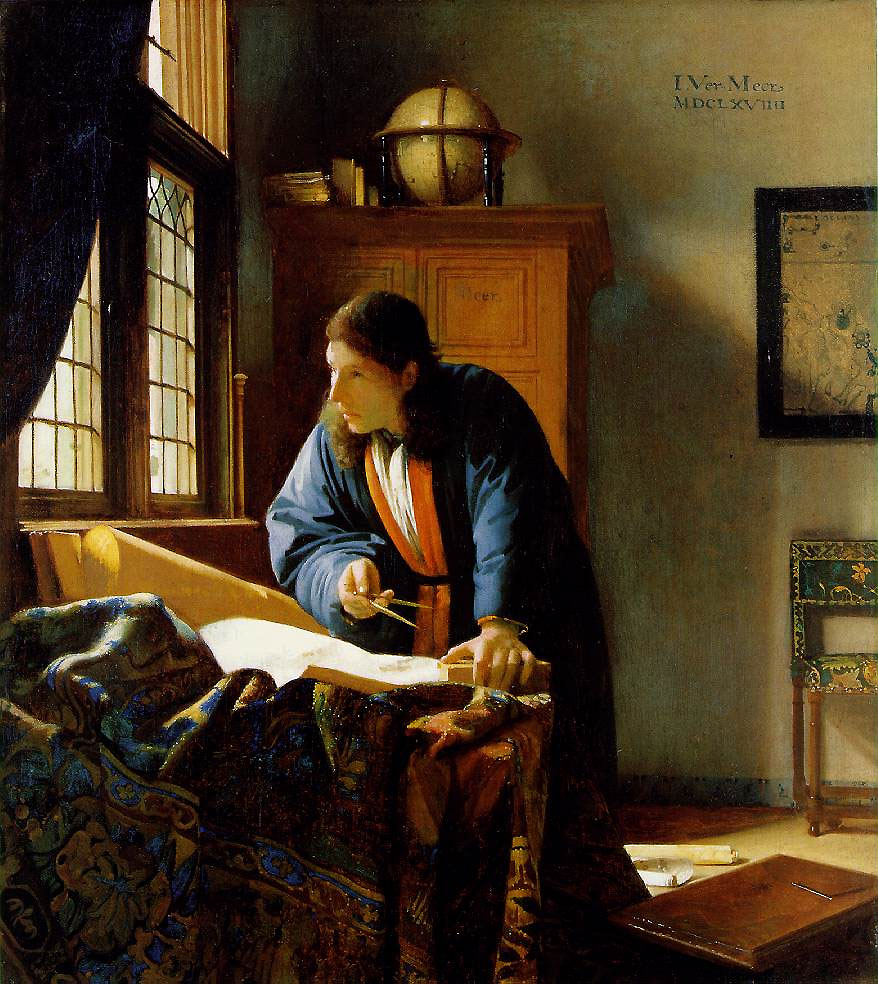
Ян Вермер. «Географ»
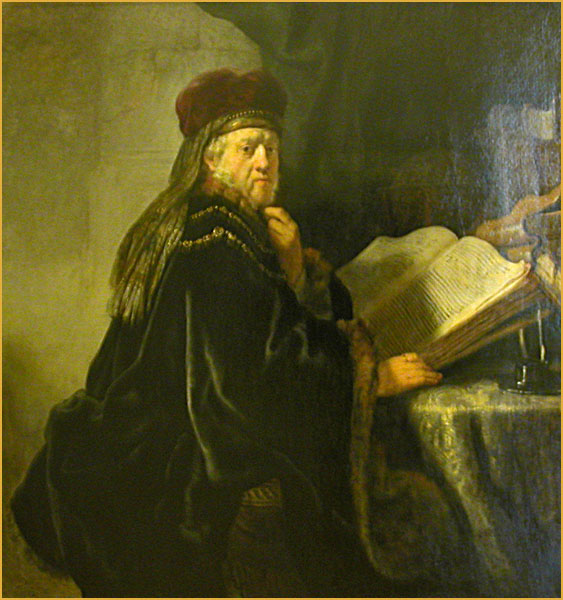
Рембрандт. «Богослов».
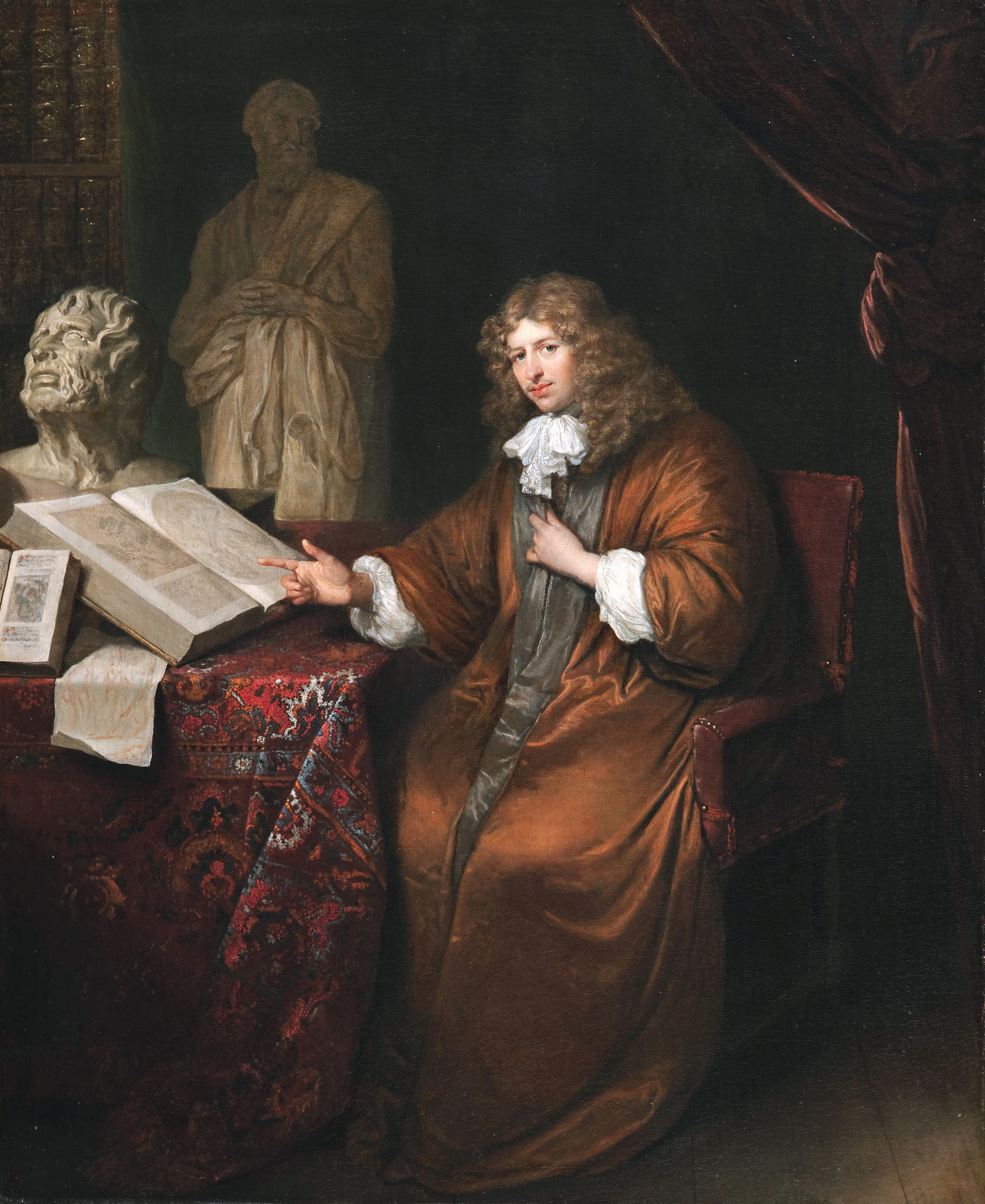
Каспар Нетшер. «Абрахам Леннеп в кабінеті»
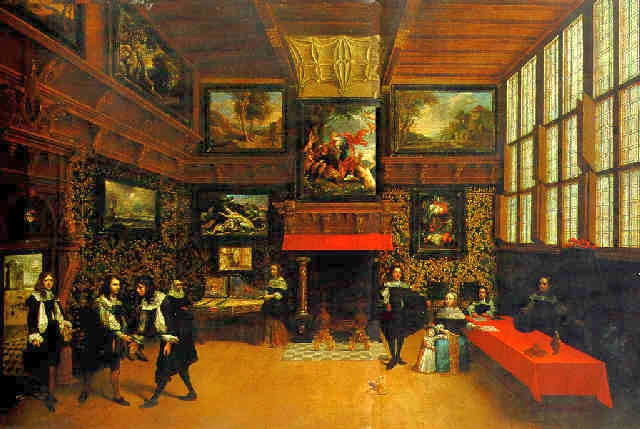
Корнеліс Кокес. «Вітальня заможного будинку у Антверпені з шляхетним товариством », 1650 р.
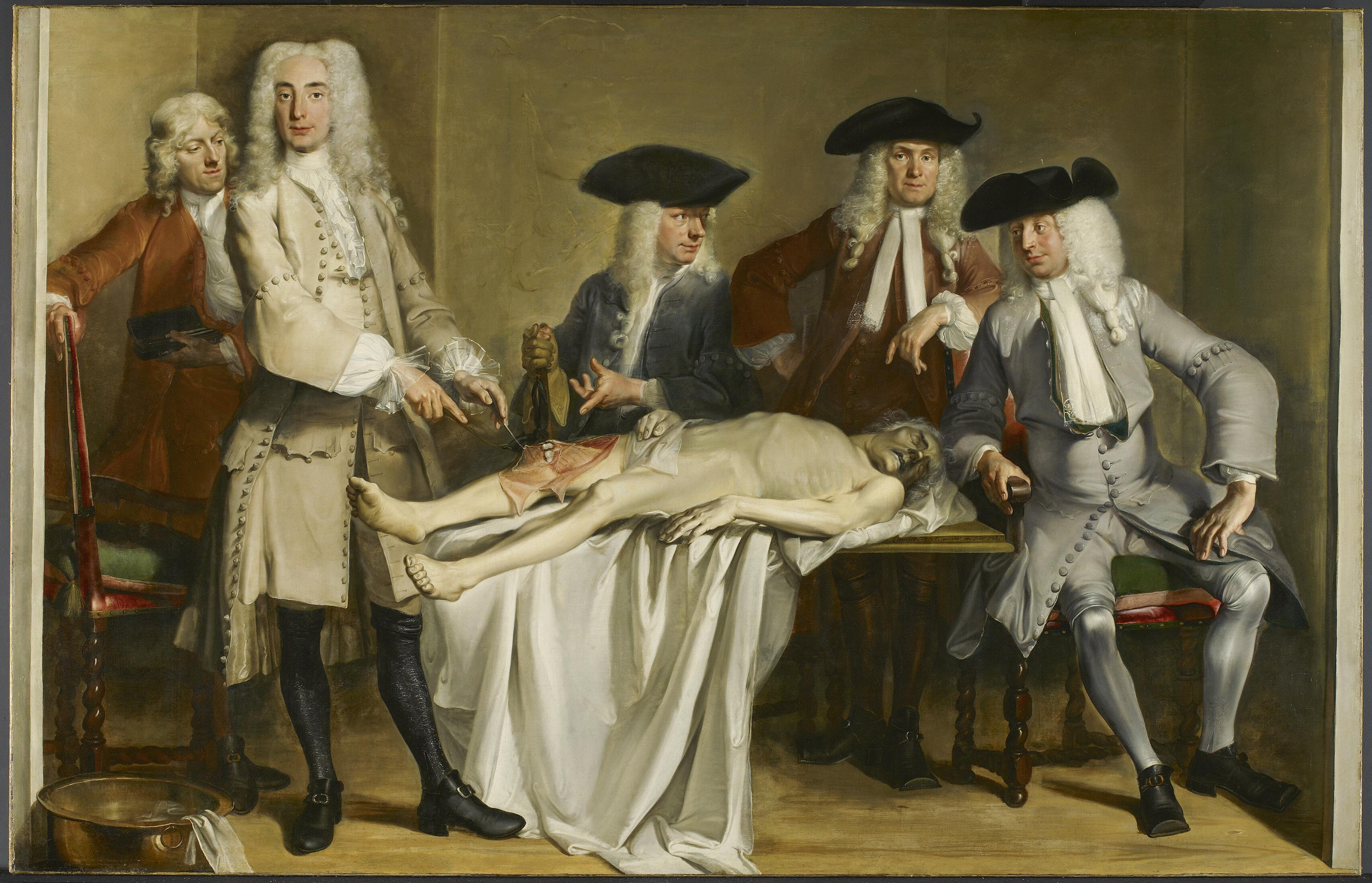
Корнеліс Трост. « Урок анатомії доктора Віллема Рюеля »
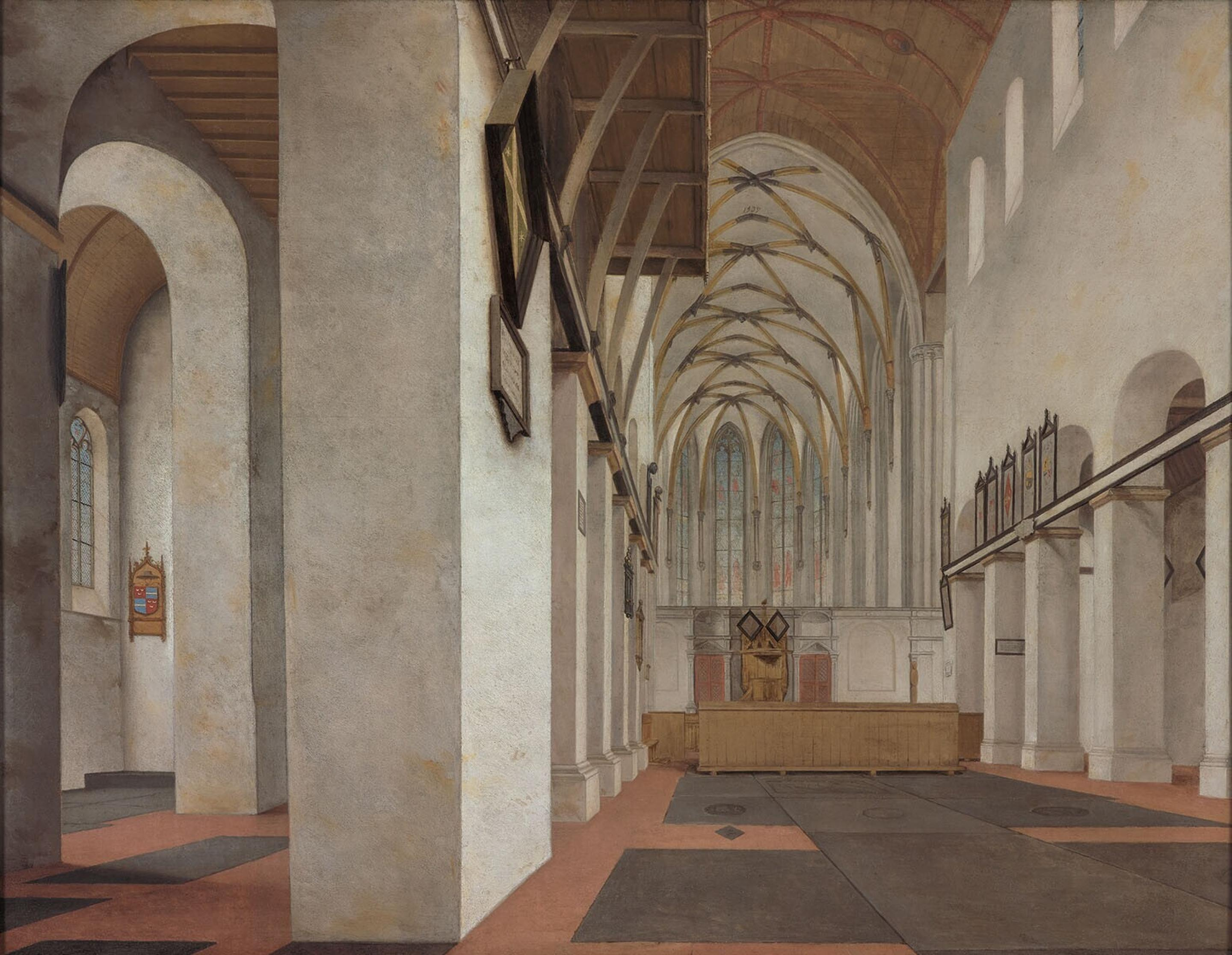
Пітер Санредам.  «Церква Св. Яна в місті Утрехт»
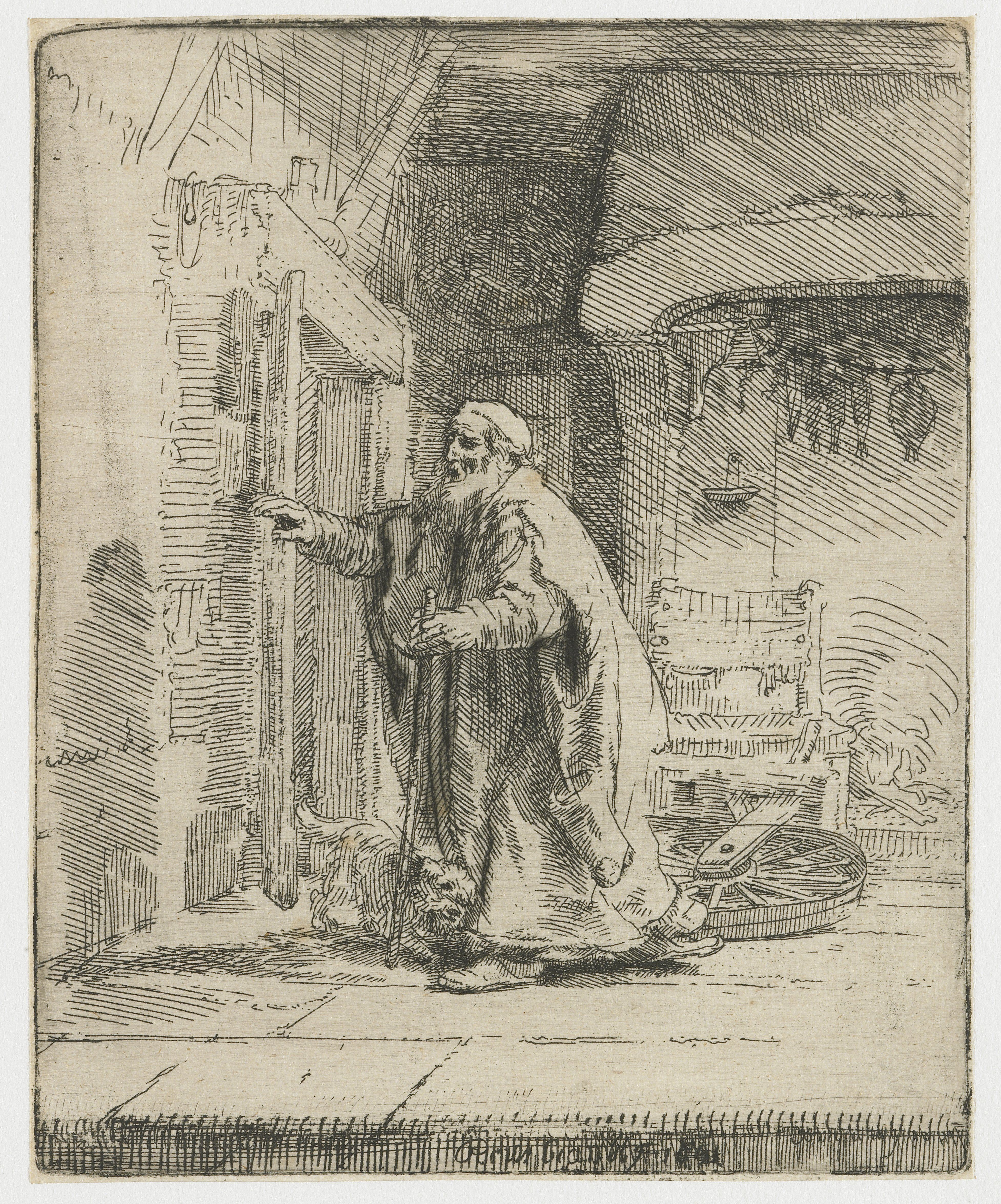
Рембрандт. «Сліпий батько Товія, що почув прихід сина» .

Мистецтво Голландії 17 століття стало своєрідним феноменом в мистецькій ситуації Європи 17 століття. Шляхом, започаткованим митцями Нідерландів, підуть митці інших національних художніх шкіл Європи.

### Періодизація
Деякий час мистецтво 18 ст. у Франції розділяли на два головні періоди — рококо та класицизм (або неокласицизм кінця 18 ст.) або за королями, що непродуктивно. Цей спрощений підхід, котрий панував у мистецтвознавців Франції, досить схематичний і не спирався на історичні закономірності і їх відбиток в реальності. Спрощений підхід ігнорував реальні зміни, переносив акцент на інші події, відсував у тінь накал антифеодальної боротьби і важливість такого періоду, як революційний класицизм, унікального явища західноєвропейського мистецтва.
Реальна картина боротьби ідей і змін стилів була куди складнішою, пістрявою, багатоетапною.
- Перші десятиліття 18 ст. — це академічний класицизм, вельми своєрідний і більш схожий на «бароковий» класицизм.
- Стилістичним напрямкам передував період предрококо, слабкі паростки якого пробилися в творчості декількох різних майстрів, не обов'язково французів (голландець Ніколас Берхем, італійка Розальба Кар'єра з Венеції)
- Рококо (що запанувало між академічним класицизмом 17 ст. та неокласицизмом кінця століття).
- Просвітництво, що розвинулось паралельно і сінхронно з рококо і практично підготувало антифеодальну революцію 1789–1793 рр.
- Класицизм кінця 18 ст. в співіснуванні з сентименталізмом, короткий за терміном революційний класицизм і нав'язаний мистецтву Франції (Наполеоном та його прибічникамими-маршалами) ампір.
- Класицизм (і ампір) проіснував до 1830-1850-х рр. і співіснував з романтизмом.

Практично у всі періоди історичний живопис, оголошений головуючим жанром, втрачав провідні позиції, поступаючись портретному жанру. Бо практично всі відомі митці століття, прибічники рококо Франції та Італії, були портретистами, а портрет опинявся в центрі боротьби ідей, практично головував в мистецьких пошуках..

## Інтер'єр в живопису рококо

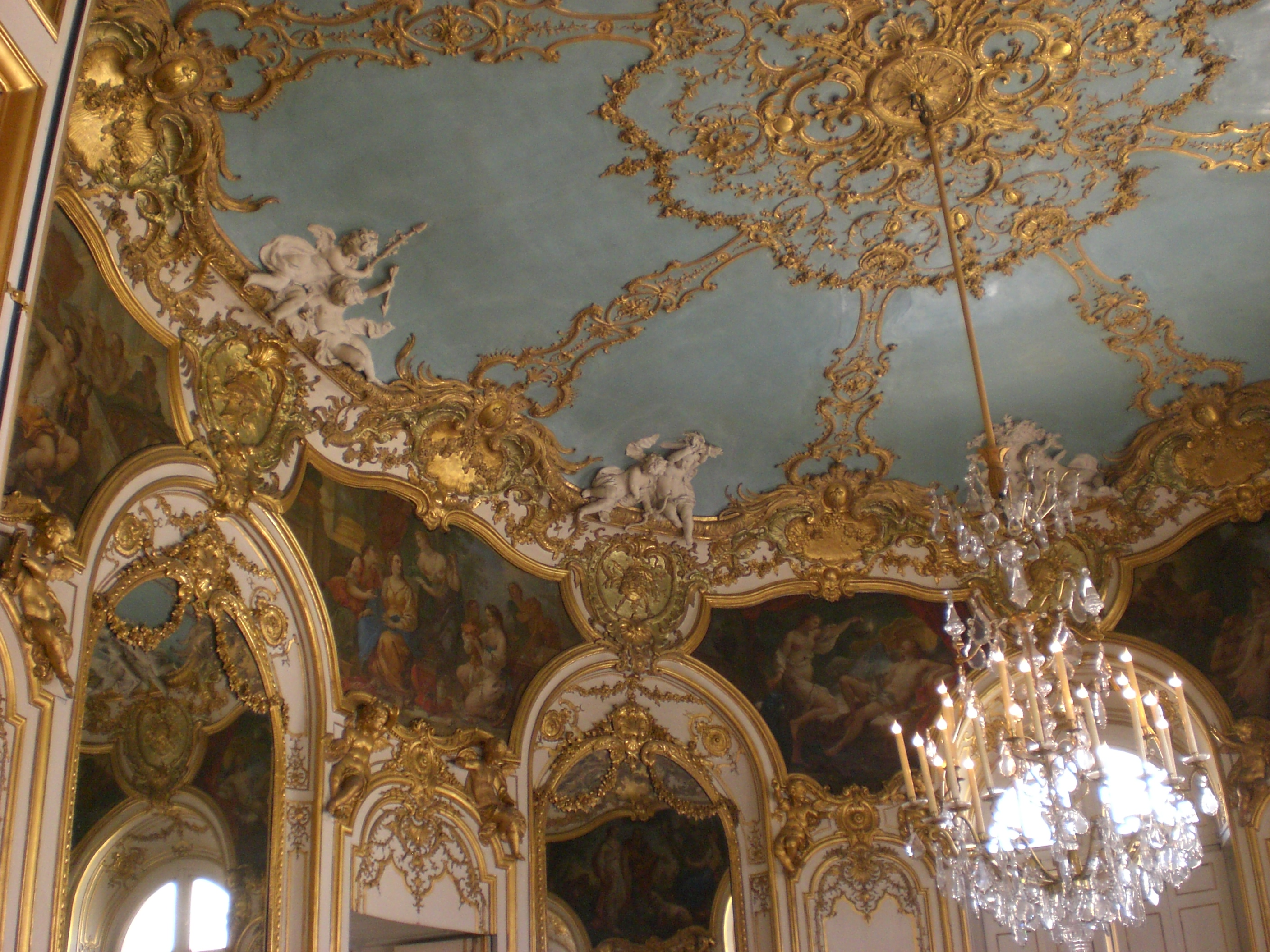
Жермен Бофран, інтер'єр отелю Субіз — зразок стилю рококо

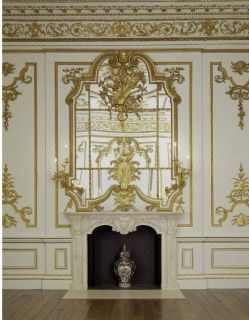
Музичний салон Норфолк Наус, дзеркало і камін. Музей Вікторії й Альберта

Початок 18 століття в Парижі був відзначений народженням стилю рококо. До формування нового стилю в живопису були причетні художники француз Антуан Ватто і італійка з Венеції Розальба Кар'єра, діяльно підтримані багатієм і меценатом П'єром Кроза. Жермен Бофран став першою значною фігурою серед дизайнерів інтер'єрів, започаткувавших рококо в палацовому декорі численних отелів (приватних міських маєтків французьких аристократів). Овальна зала отелю Субіз стала зразком нового стилю — з його відмовою від класичної тектоніки і колон-пілястр, з арочними вікнами, рослинним декором, що оплітав картини-вставки і переходив на стелю. Ордерні побудови заміняють на дерев'яні панелі, картини і дзеркала вплітають в чудернацькі звивисті орнаменти, легкі і примхливі. Важливою особливістю інтер'єрів стають легкі і зручні меблі, котрі витісняли пишні і важкі меблі бароко.
Мистецтво як таке зберігає аристократичний характер і обслуговує потреби привілейованих станів суспільства. Мистецтво рококо (з його легковажністю, культом насолод, фліртом) існує наче для того, щоби подобатись аристократії і легко розважити її в дозвілля. Воно б і залишилось однією зі сторінок моди, якби не звертання до стилістики рококо низки надзвичайно обдарованих митців, серед яких і Жермен Бофран. Вперше після доби готики в інтер'єрах відмовились від ордеру, замінивши його на рослинний чи хвилястий декор. Зміни моди, ремонти, переобладнання приміщень в інших стилях не сприяли збереженню інтер'єрів рококо. Уявлення про їхню значну мистецьку цінність прийде згодом. Саме тоді, в 19 ст., їх зафіксують у серіях акварелей (художник Гау Едуард Петрович, інтер'єри Великого Гатчинського палацу), на малюнках і фото в 20 ст. Значна мистецька вартість нечастих в Британії інтер'єрів рококо спонукає істориків перенести унікальний декор палацу Норфолк Наус в Музей Вікторії й Альберта (Музичний салон Норфолк Науса), де він стане важливим експонатом минулої доби.

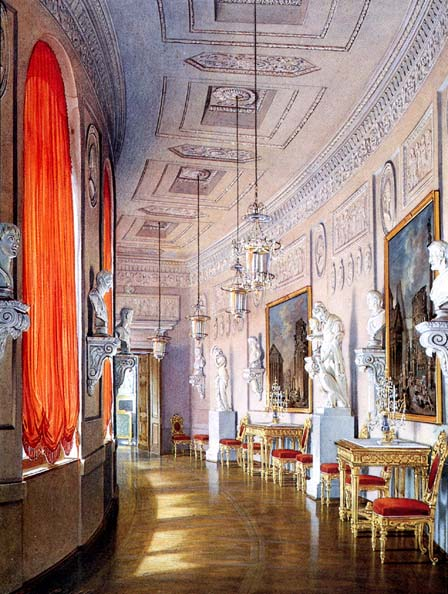
Худ. Е. Гау. «Грецька галерея», Великий Гатчинський палац.
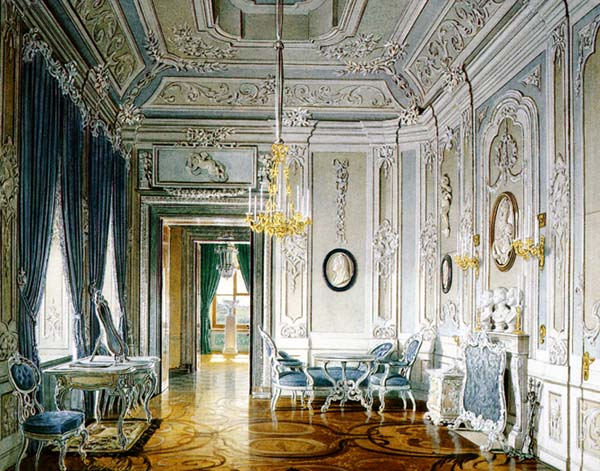
Худ. Е. Гау. «Гардеробна імператриці Марії Федорівни». Великий Гатчинський палац.
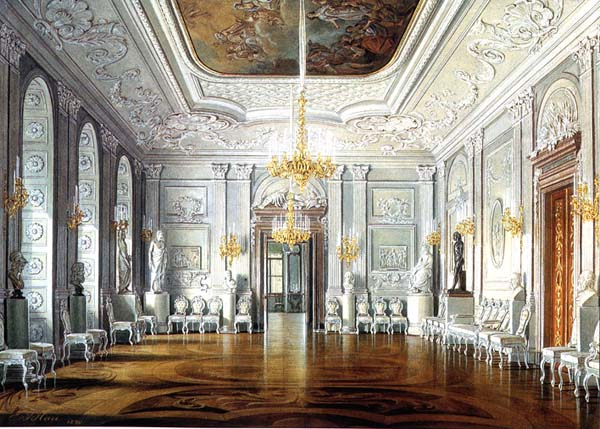
Худ. Е. Гау. «Біла зала», Великий Гатчинський палац.
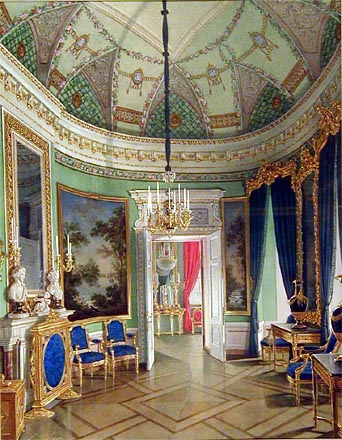
Худ. Е. Гау. «Овальна кімната», Великий Гатчинський палац.

## Зразок чистого інтер'єру доби рококо

Анонім середини 18 ст., копія картини Ф.С Рокотова. «Картинна галерея графа І. І. Шувалова». Державний історичний музей.

Зразком повноцінного інтер'єру доби рококо стала картина Федора Рокотова «Картинна галерея графа І. І. Шувалова», відома лише за копією невідомого художника середини 18 ст. Фаворит імператриці Єлизавети Петрівни отримав земельну ділянку на вул. Італійській в Петербурзі, де і вибудував власний палац з двома внутрішніми дворами, облямованими господарськими флігелями. Помешкання графа мали низку парадних зал, пристосованих для свят, маскарадів, бенкетів і гри картярів. Збережене зображення лише однієї зали палацу — картинної галереї Шувалова, одної з перших і значущих приватних збірок тогочасного Петербурга. Вікна картинної галереї виходили на парадний двір, а протилежні від вікон стіни були цілком віддані під картини. Ще 1745 р. за наказом Імператриці Єлизавети художник Г. Гроот придбав в місті Прага сто п'ятнадцять (115) картин для оздоб імператорських резиденцій. 1755 року частка придбаних картин подарована імператрицею фавориту з приводу закінчення будівництва палацу. Торець стіни підкреслював камін, прикрашений коштовним дзеркалом в різьбленій рамі. Простір по обидва боки каміна та суміжних стін рясно завішений картинами — шпалерна розвіска встик за модою того часу. Лише нижня частина стін прихована дерев'яними панелями. Стелю прикрасив плафон (живопис). Інтер'єр доповнюють клавесин і крісло з гнутими ніжками. Лівий кут картини відданий великому парадному портрету графа Івана Шувалова, котрий створив французький художник Жан Луї де Веллі (1730—1809). Портрет — поки що без рами і для нього ще ніби шукають відповідне місце, що привнесло в композицію рухи живого життя і тимчасових незручностей, таких частих в мінливому побуті аристократів доби рококо.
Дослідники звернули увагу на досить точне відтворення збірки, описи і інвентарі якої збережені (опис І. Бернуллі 1777 року). Серед картин збірки Шувалова розрізняють (окрім парадного портрета пензля Жана Луї де Веллі) чотири композиції італійця Алессандро Маньяско з фантастичними пейзажами та портрет роботи Міхеля Свертса . А збірка І. Шувалова уславилась ще за життя володаря, бо мала також оригінали Паоло Веронезе, Луки Джордано, Доменіко Беккафумі, Тінторетто, кавалера Челесті, Рубенса, картин голландців, французів…
Вони дійшли до 21 століття і перейшли в збірки Державного Ермітажу.

## Майстерня художника та інтер'єр як жанр

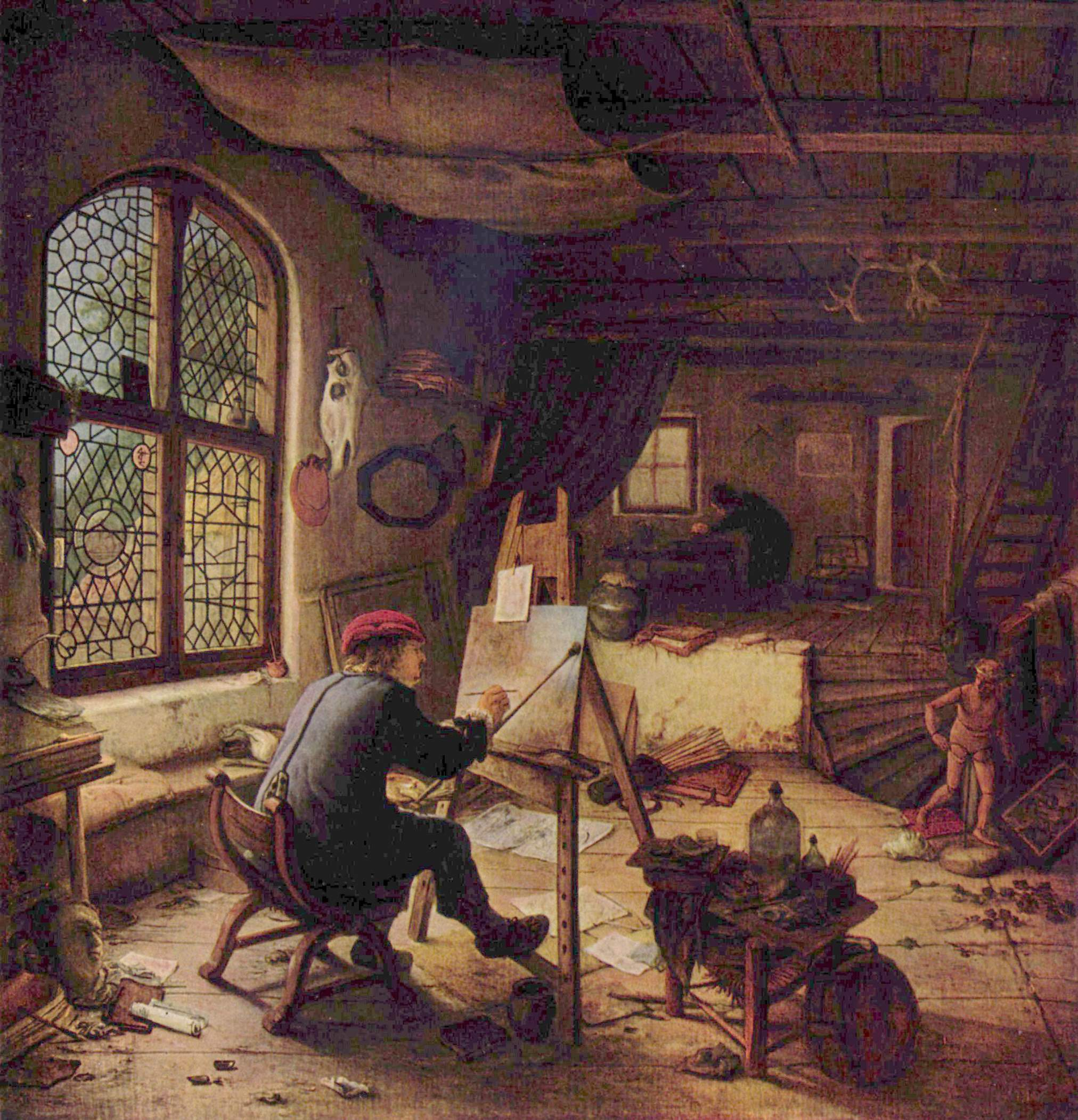
Адріан ван Остаде. Майстерня художника. 1663 р.,  Дрезден
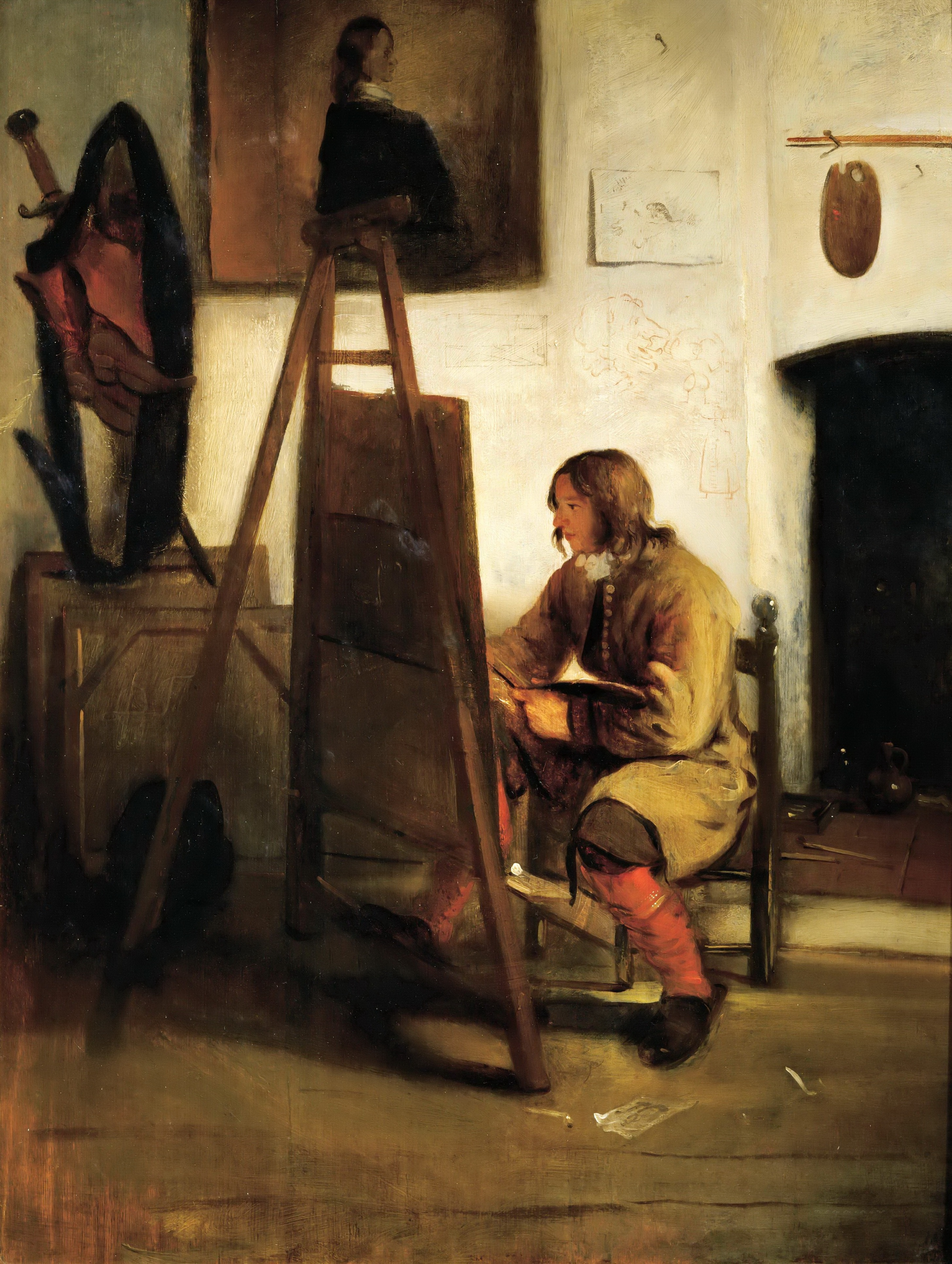
Барент Фабріціус (1624—1673), «Молодий художник в майстерні », до 1660 року
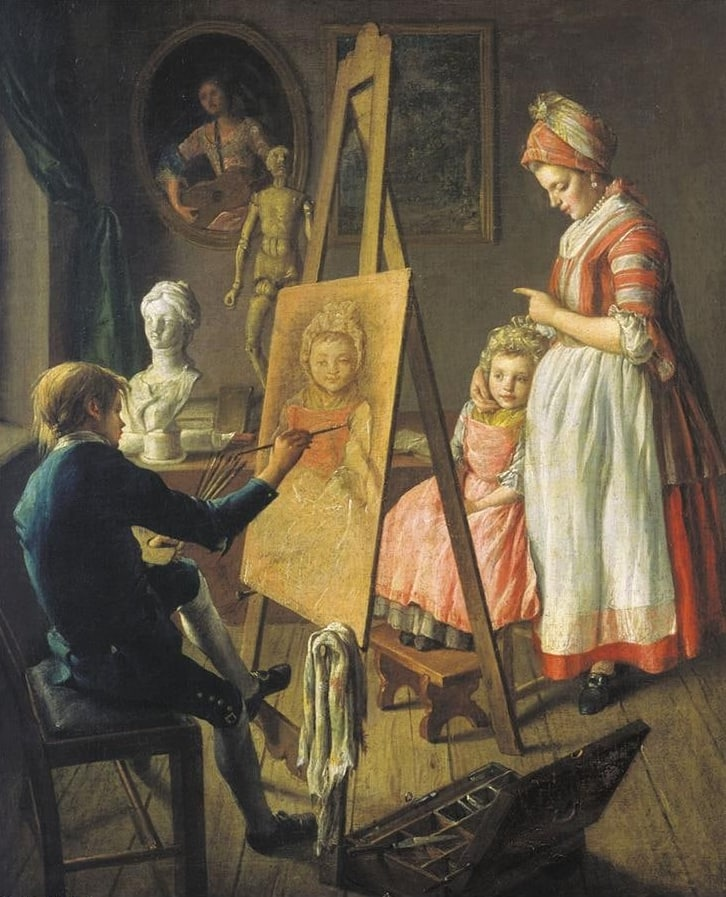
Іван Фірсов, «Юний живописець», 1760-ті рр., Третьяковська галерея
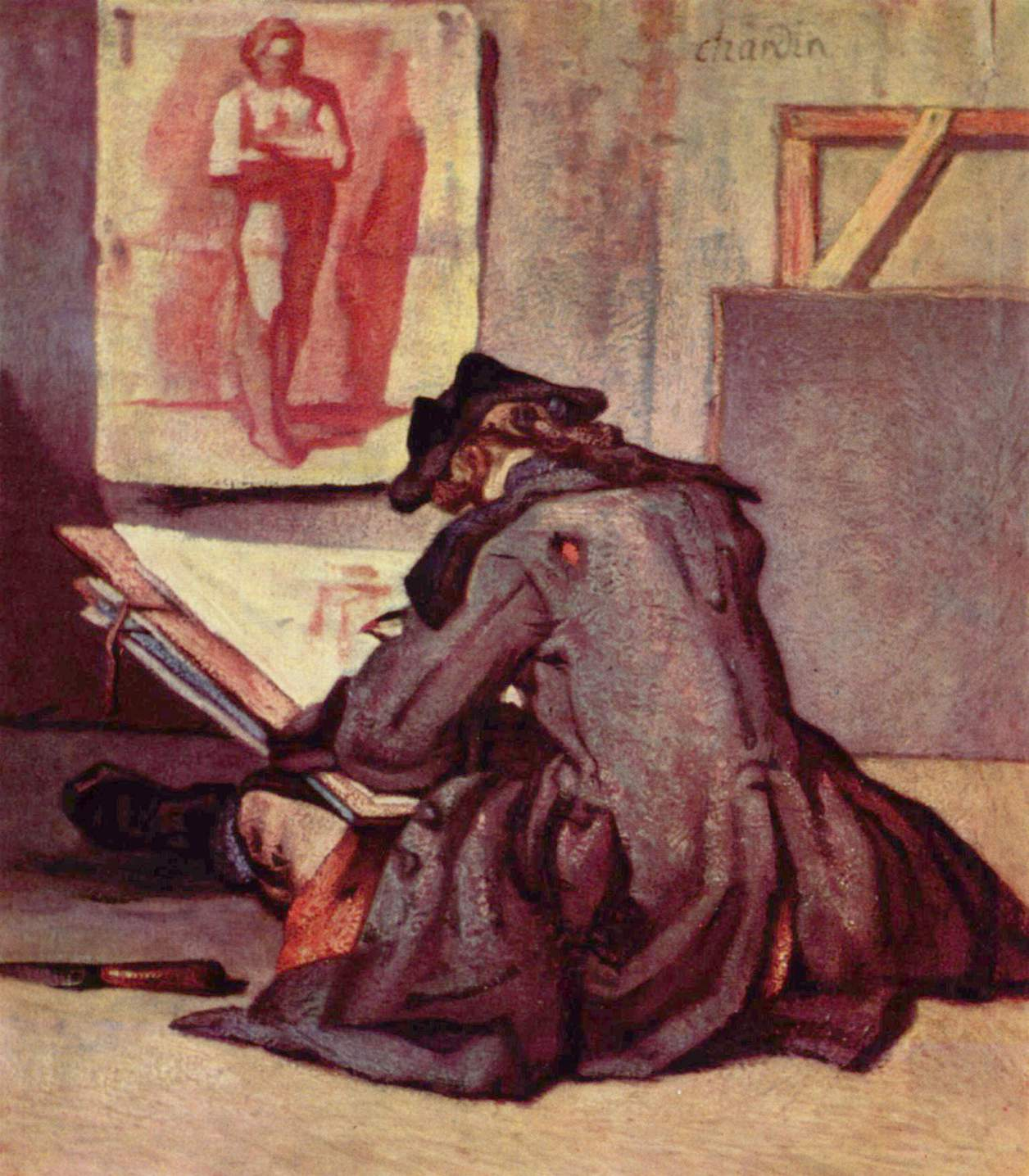
Шарден,« Молодий художник », 1738, Національний музей Швеції, Стокгольм
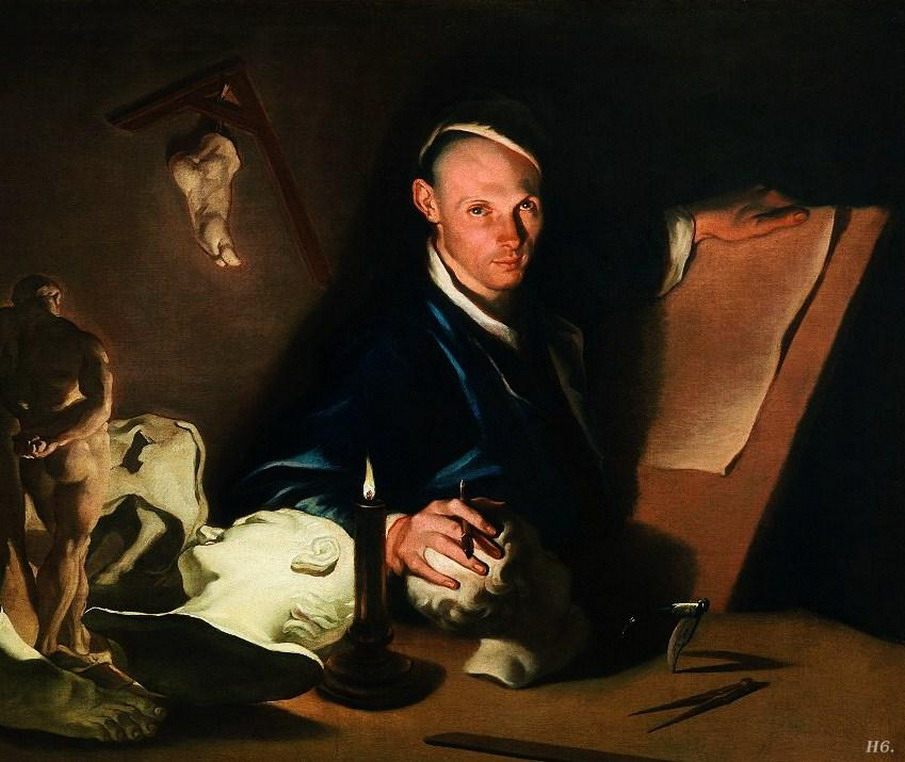
Кристофоро Терци (1692–1743),« Портрет невідомого скульптора» (в майстерні ввечері), бл. 1730 року
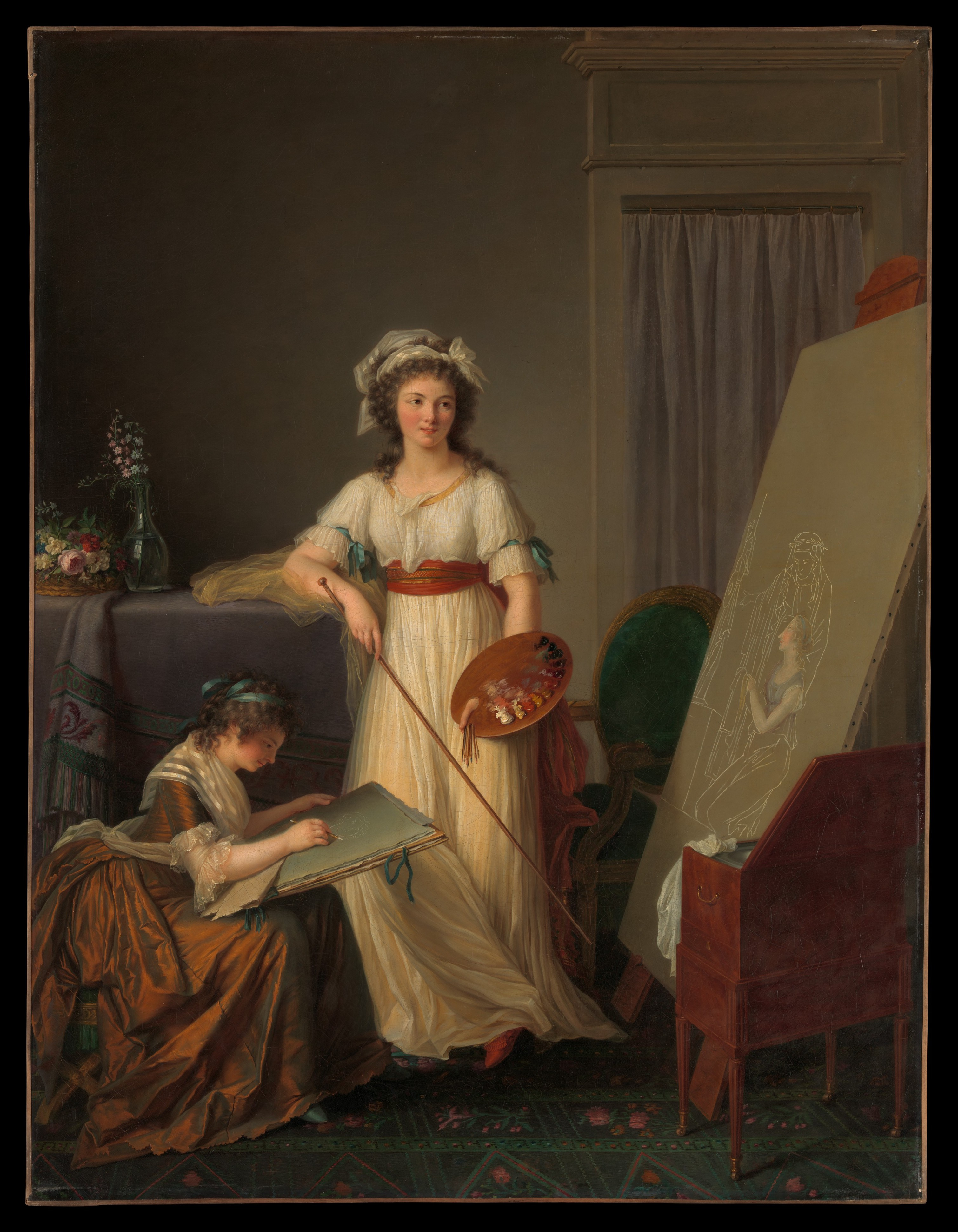
Художниця  Марі-Віктуар Лемуан, « Майстерня художниці », можливо майстерня Віже Лебрен. 1796 р.
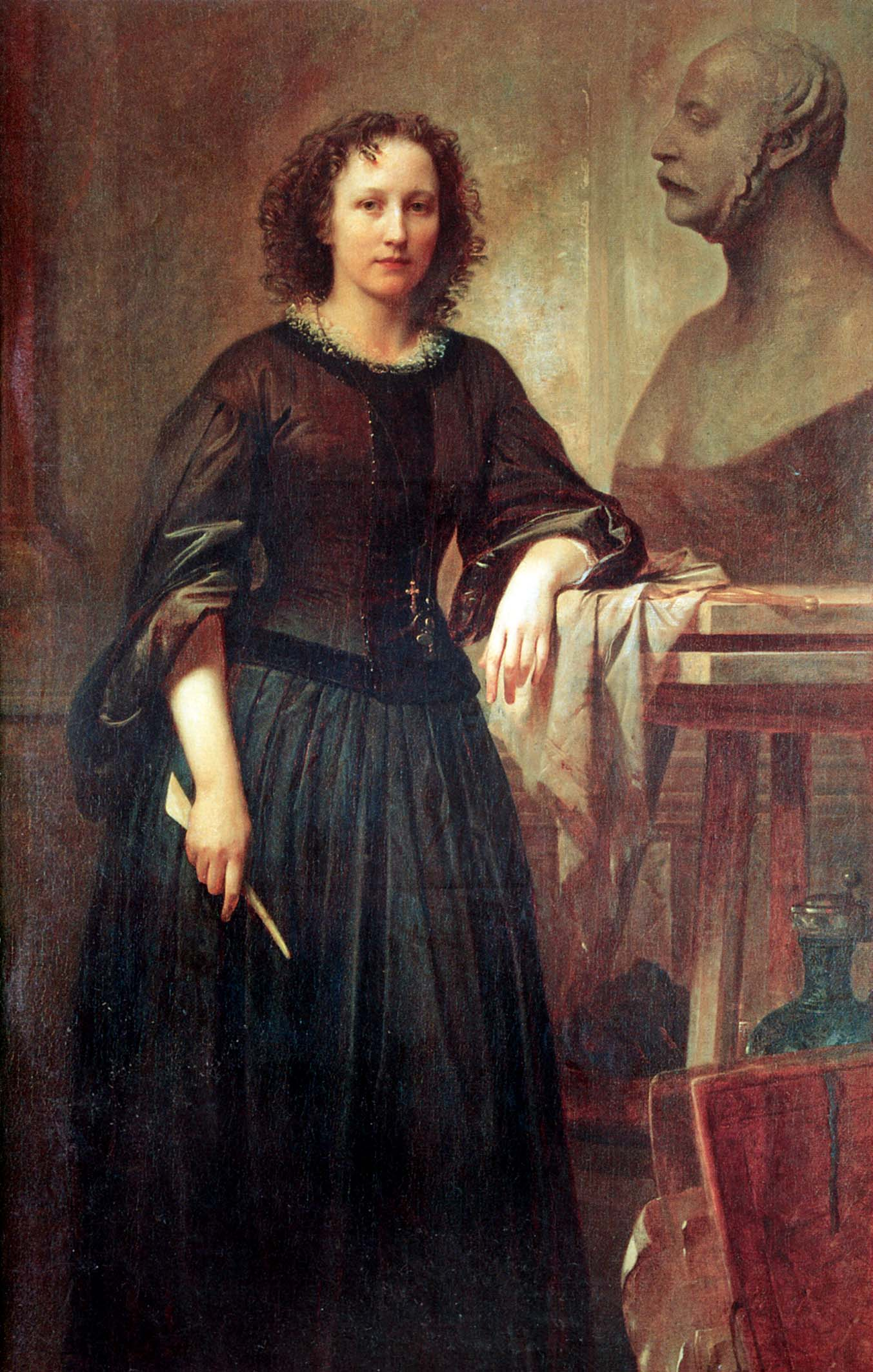
Фрідріх Каульбах (1822 —1903), «Скульпторша Елізабет Ней», 1860 року.
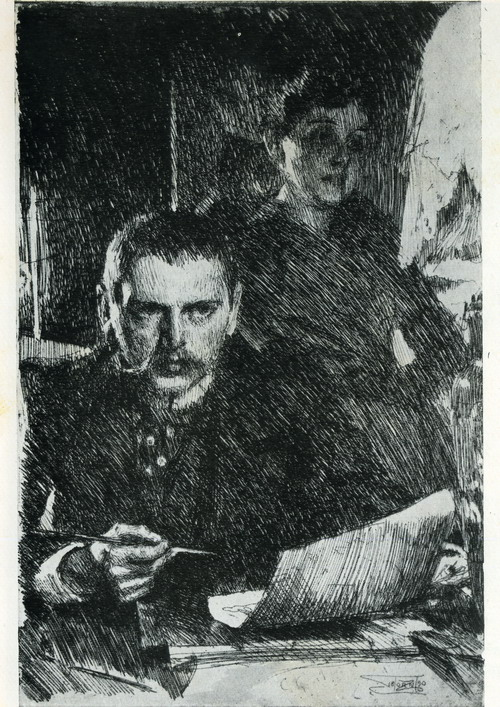
Андерс Цорн, «Автопортрет з дружиною в майстерні» , офорт, 1890 р.

## Інтер'єр, Венеціанов і венеціановська школа

Костянтин Коровін. «В кімнаті», 1919 р.

Виникнення інтер'єру як жанру в російському живопису пов'язують з творчістю Олексія Венеціанова. Під час відвідин Імператорського Ермітажу він побачив картину Франсуа Гране «Хори церкви капуцинського монастиря на площі Барберіні в Римі». Картина колеги-француза вразила Венеціанова зосередженістю ченців-католиків на молитві та суворим реалізмом аскетичного, непарадного інтер'єру. Він напланував створити щось схоже, але на російському матеріалі. Відбув у село, наказав випиляти дерев'яну стіну господарської споруди і написав картину «Гумно». Серію сільських сюжетів Венецанова схвально сприйняли сучасники, як національну, нечужинську і неакадемічну за сюжетами. А картина «Гумно» обумовила появу низки картин з інтер'єрами. Особливо ними уславилась так звана венеціановська школа, тобто учні-кріпаки художника.
Розкішні інтер'єри царських резиденцій зафіксували Луіджі Премацци, Едуард Гау, Крендовський Євграф Федорович, Мокрицький А. Н., К. Ухтомський, А. Зарянко, випадково збережені і нині існуючі. Більш цікавими стануть інтер'єри повінційних помешкань і небагатих дворянських садиб, недбало і похапцем знищених, зафіксованих аматорами-володарями чи другорядними і самодіяльними художниками.
Інтер'єр як жанр не помер і на новому етапі Жанр приваблював як високо обдарованих фахових художників (Полєнов Василь Дмитрович, Сомов Костянтин Андрійович), так і митців-сценографів, котрі залюбки працювали в театрі (Коровін Костянтин Олексійович, Головін Олександр Якович, Бенуа Олександр Миколайович).

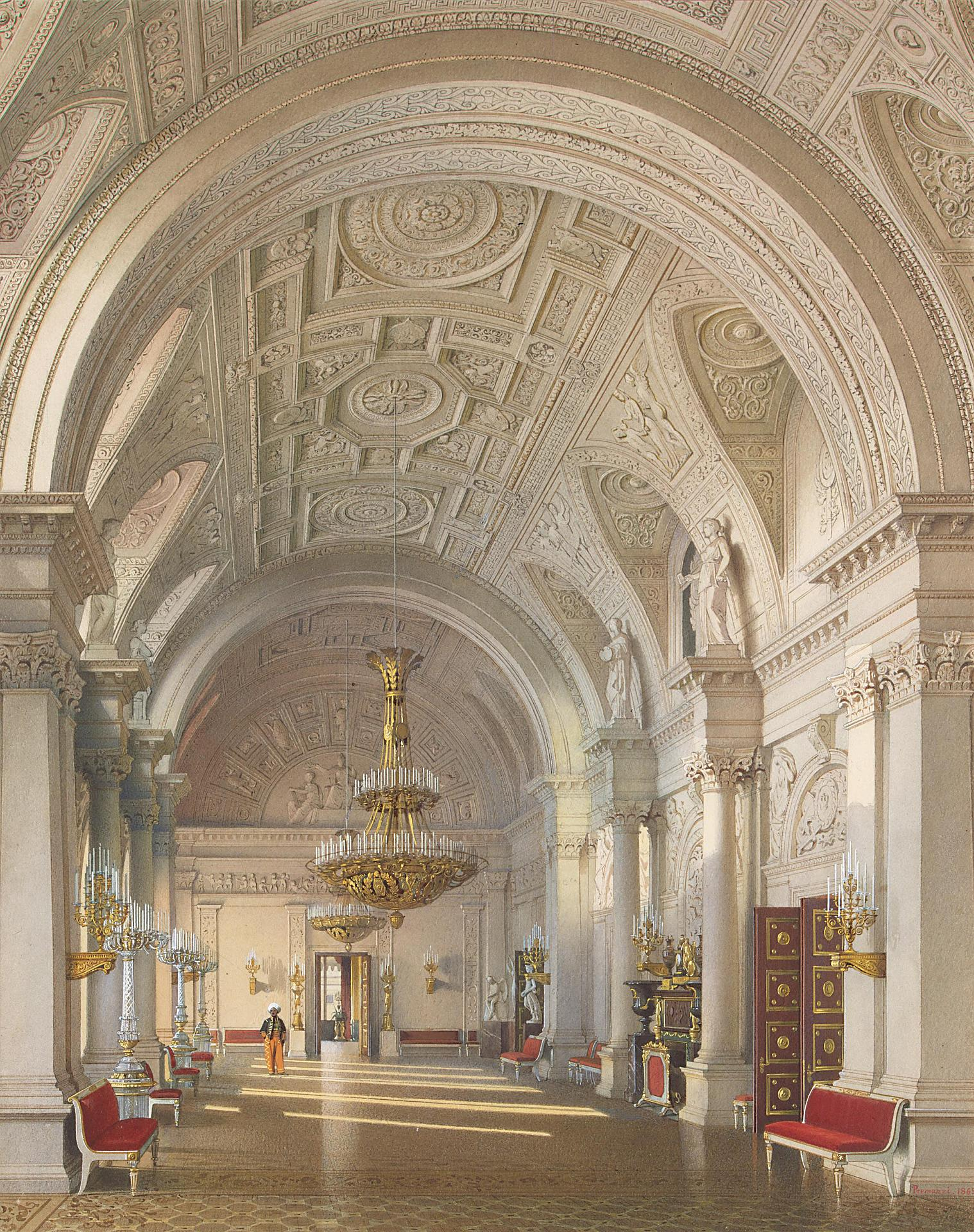
Луіджі Премацци, «Зимовий палац. Біла зала», акварель 1865 р.
Анонім 19 ст. «Вітальня в садибі Знаменське-Райок».
Подключников Н. «Кабинет П.Н. Зубова». 1840 р.
Ребу Ш. «Бібліотека в садибі Авчурино». 1846 р.
Анонім. «Майстерня провінційного художника пізнього класицизму», 1840-ві рр.
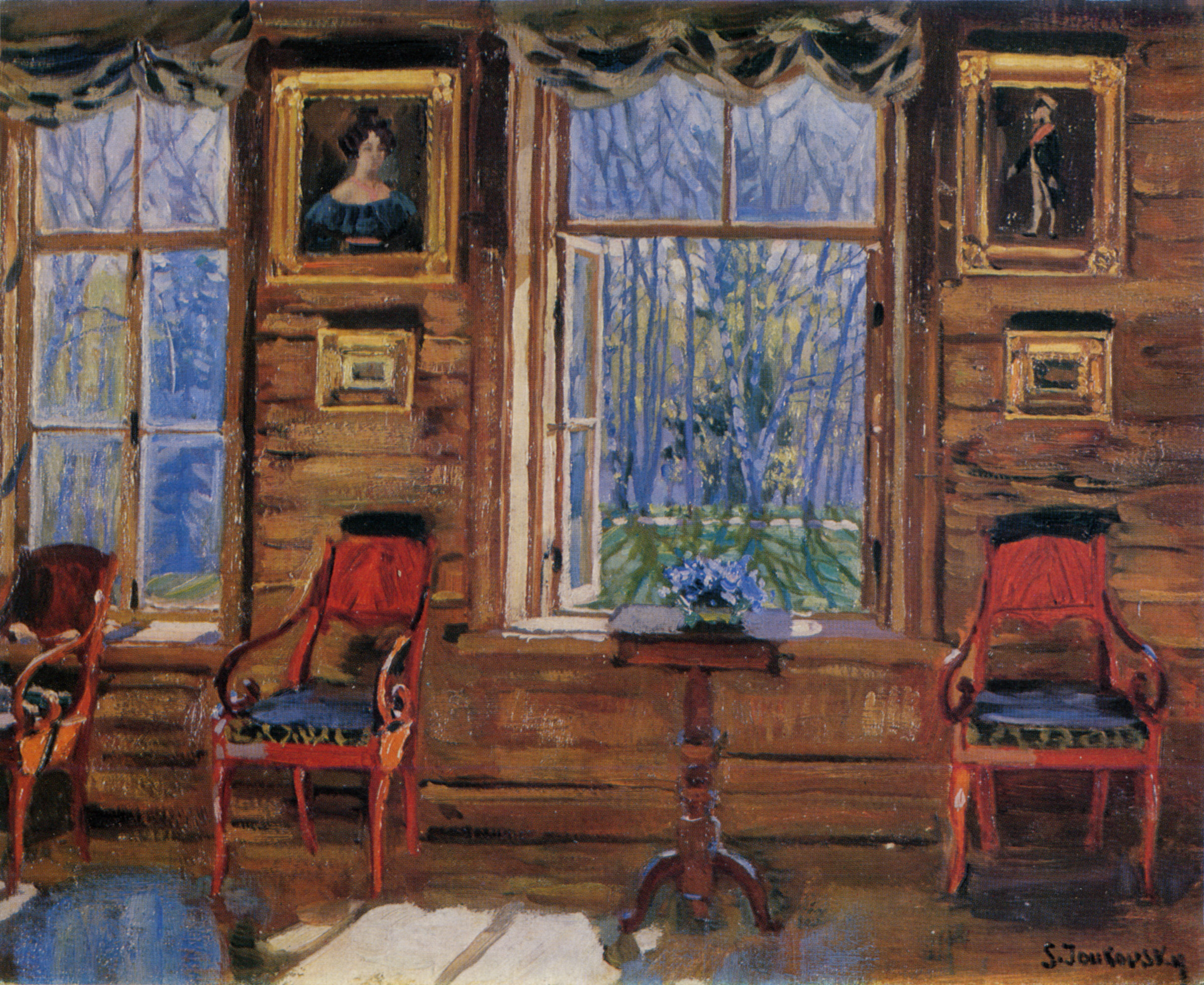
Жуковський Станіслав Юліанович. «Травнева радість», 1912 р., Львівська національна галерея мистецтв
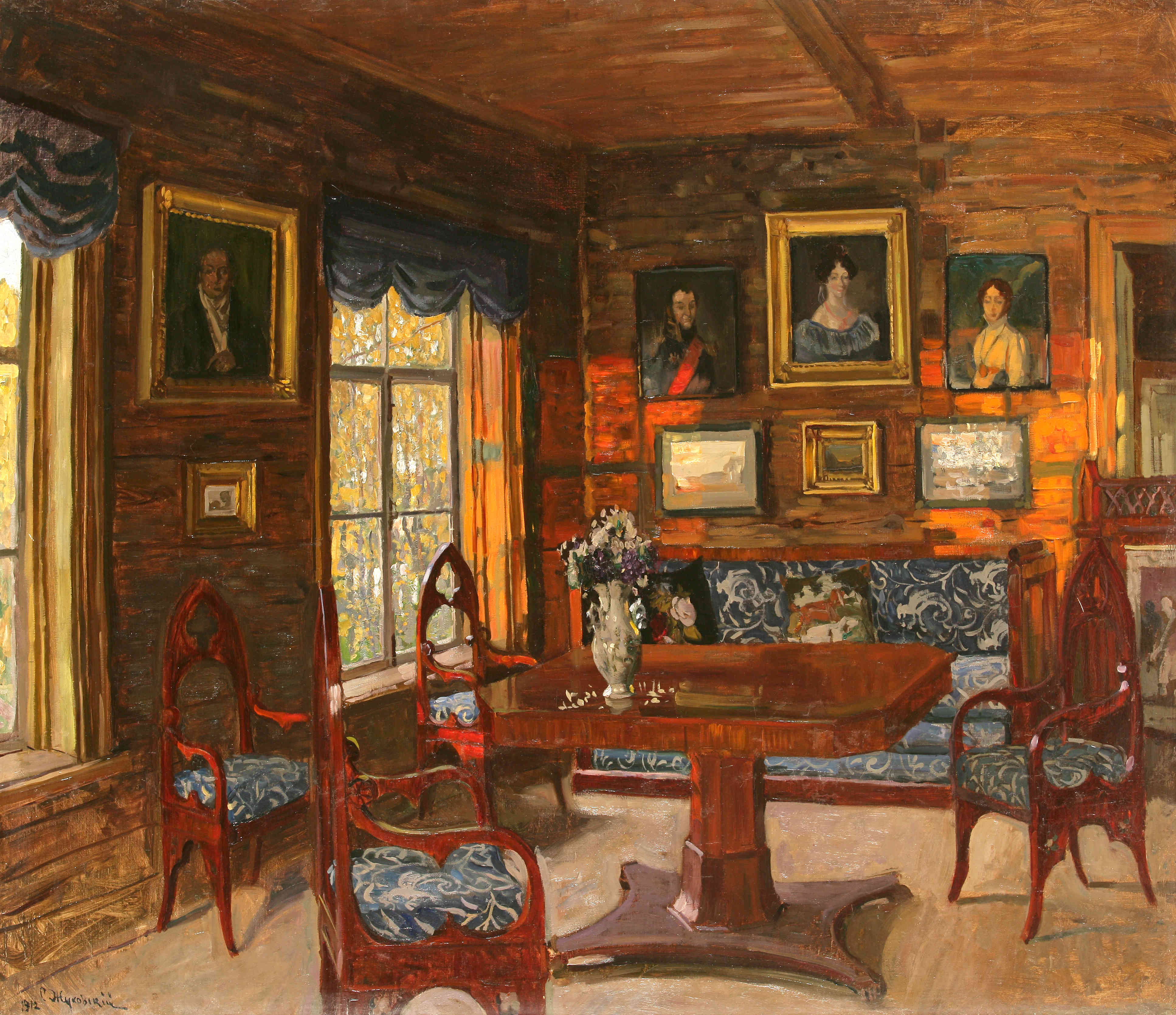
Жуковський Станіслав Юліанович. «Минуле. Кімната дворянської садиби», 1912 р., Національний художній музей Республіки Білорусь

## Приватні і садибні інтер'єри в Російській імперії 19 ст

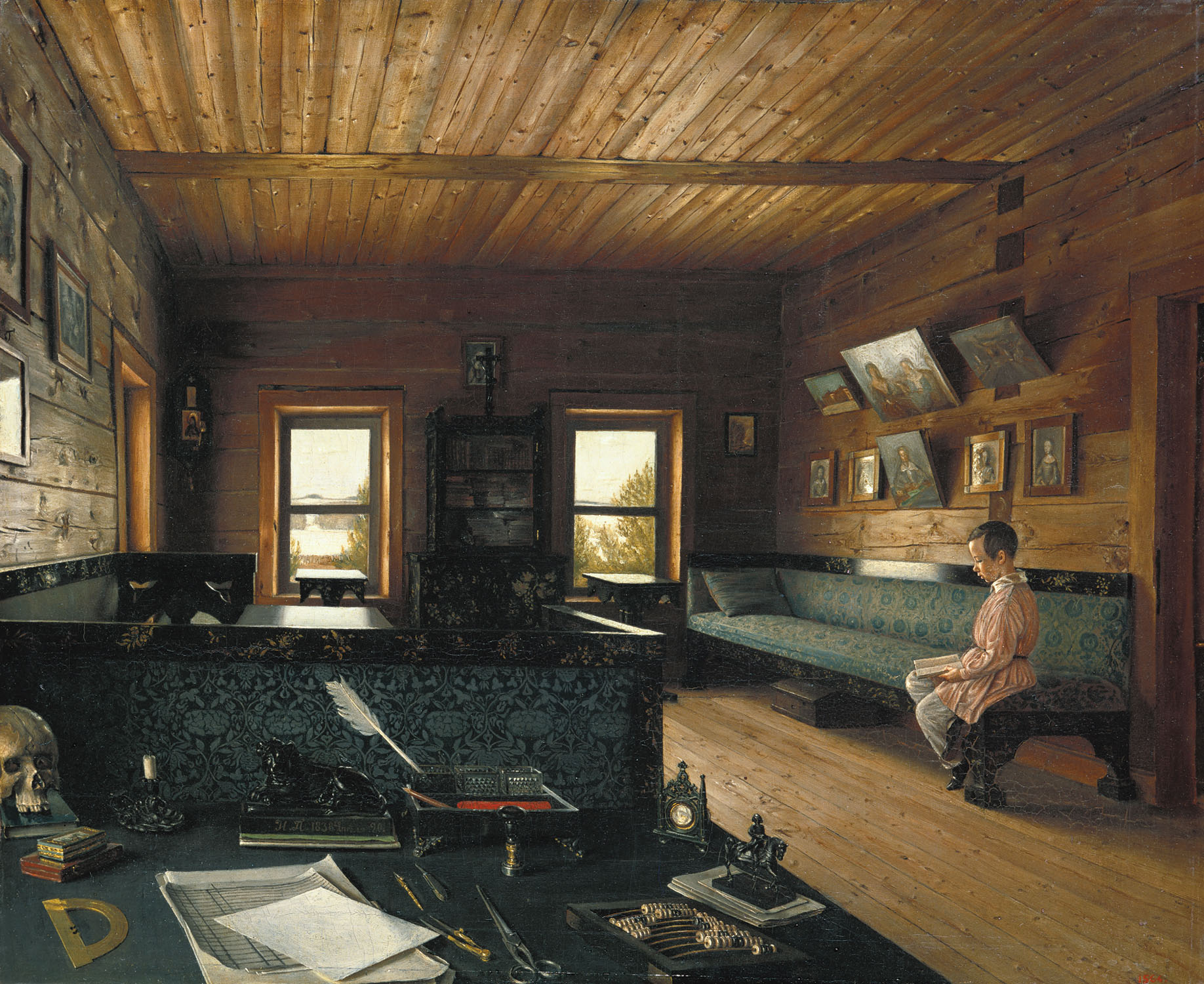
Художник-кріпак Григорій Сорока. «Кабінет панського будинку в садибі Островки». 1844 р. Держ. Російський музей

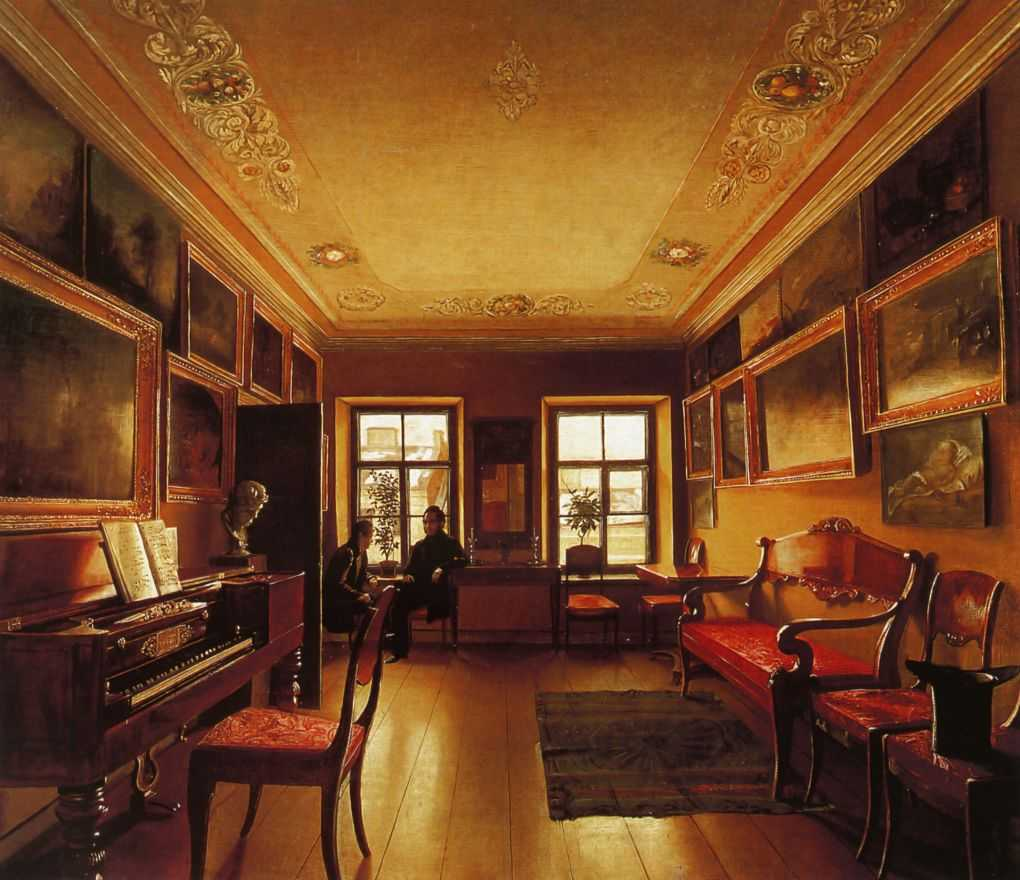
Тиранов Олексій Васильович, «Вітальня панського будинку», 1930-ті рр.
Анонім. «Вітальня будинку Соймонових в Москві».1840-ві рр.
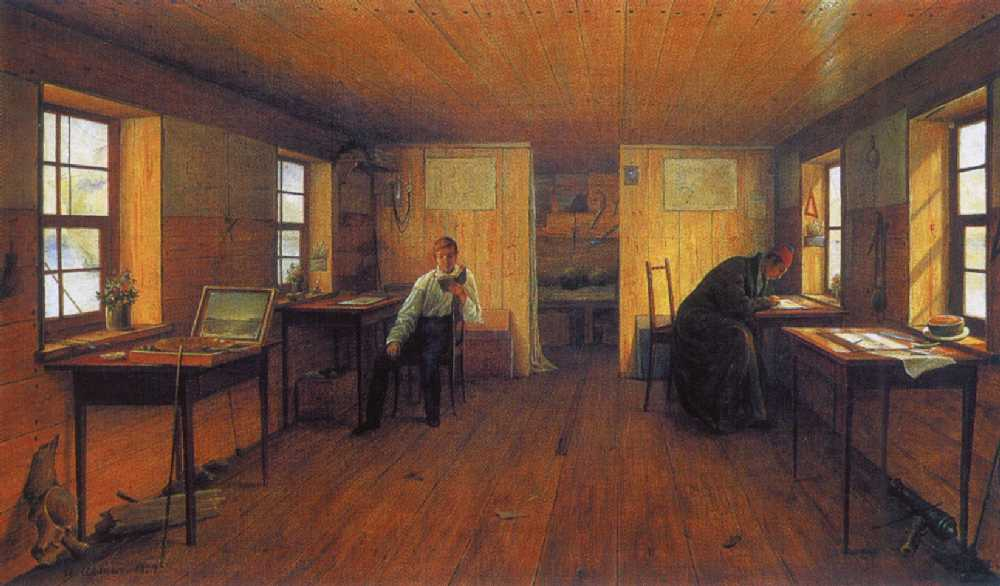
Тиранов Олексій Васильович, «Студія художників братів Чернецових», 1838р., Держ. Російський музей.
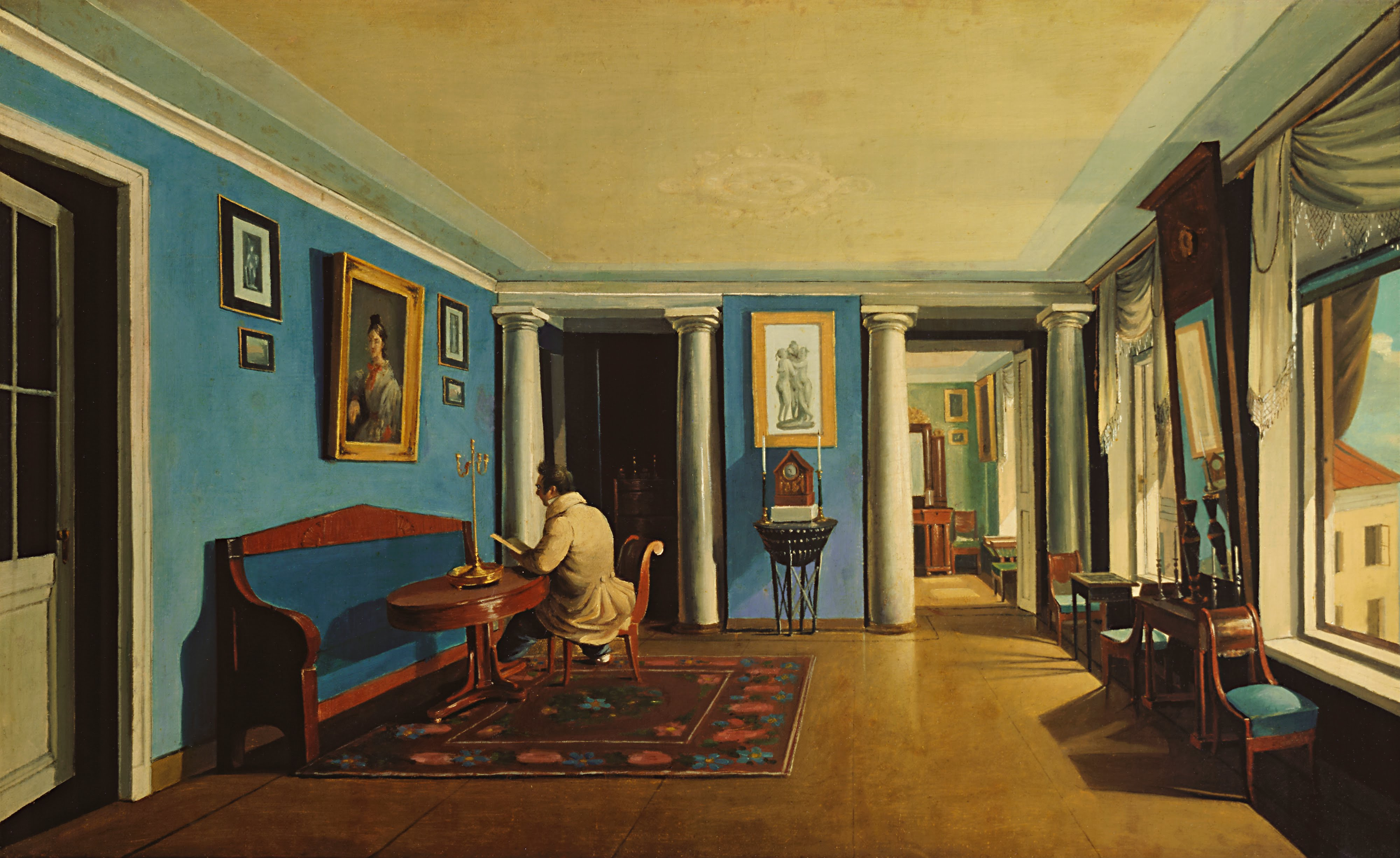
Зеленцов Капітон Олексійович. «Вітальня з колонами на антресолях», 1830-ті рр(?),  Держ. Третьяковська галерея

## Інтер'єр в живопису Західної Європи 19 ст

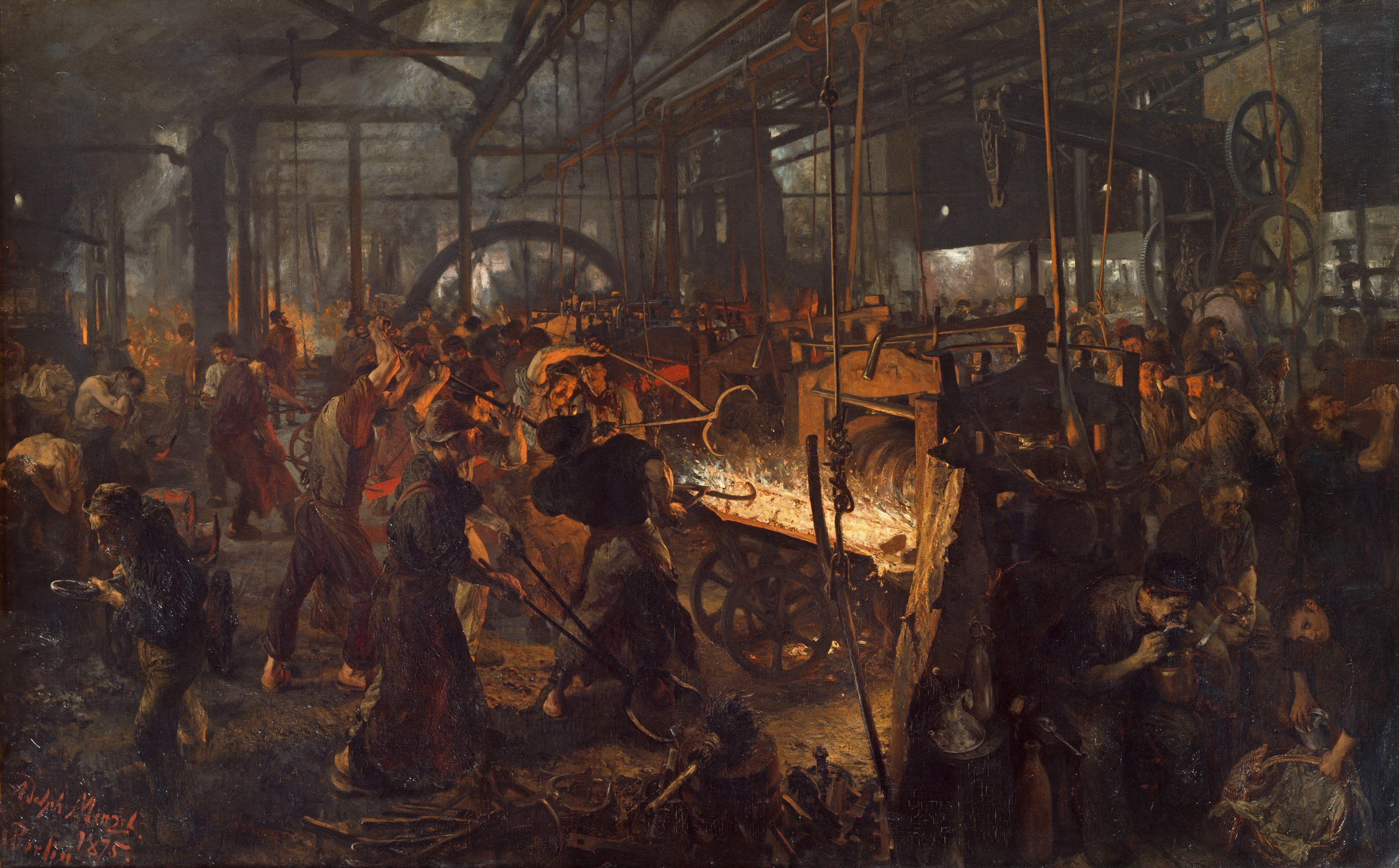
Адольф фон Менцель, «Залізовиробний завод», 1875 р.

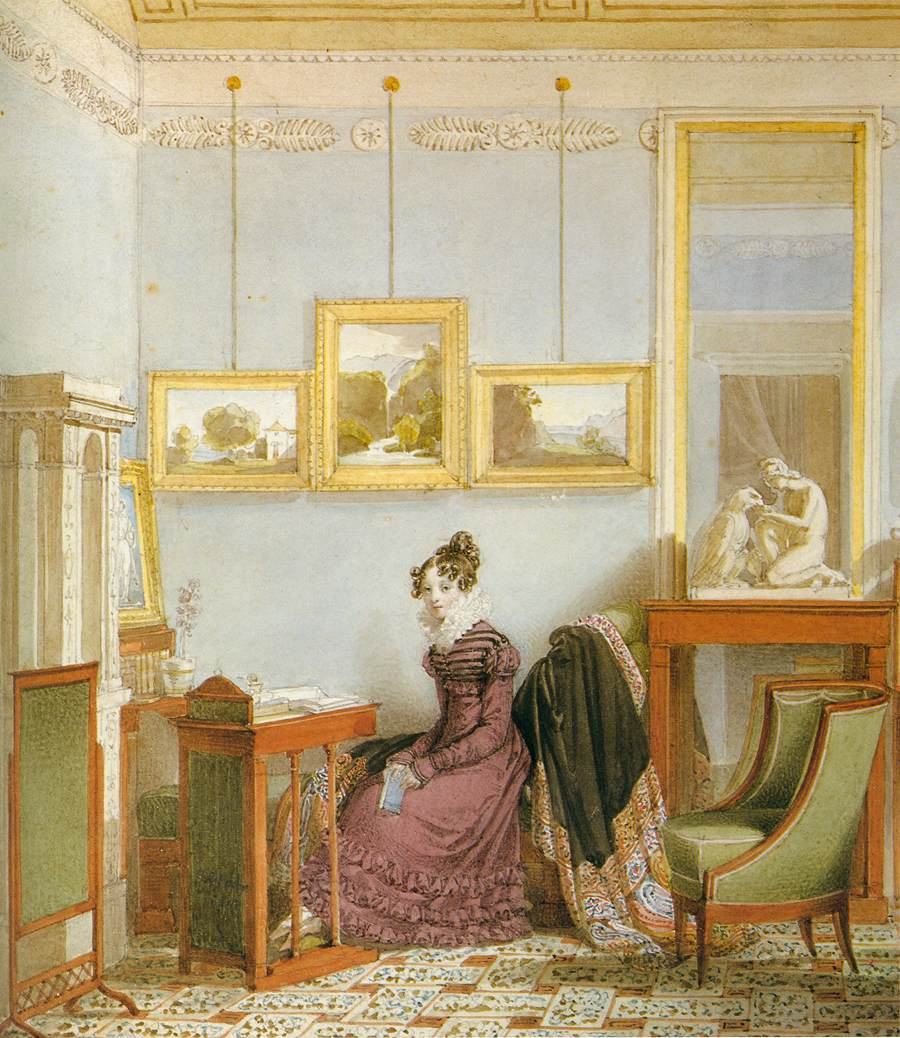
Йоган Ендер. «Пані за письмовим столом», 1820 р.

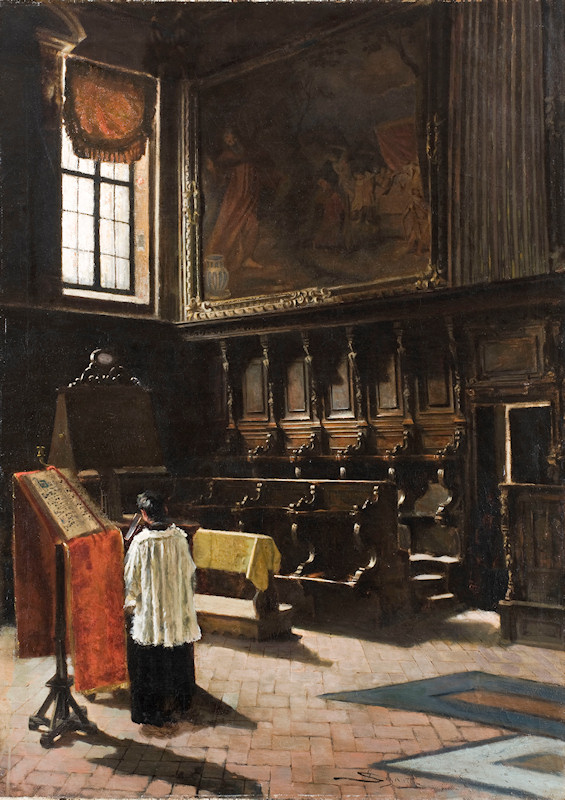
Джованні Сегантіні, «Хор церкви Св. Антонія в Мілані»

, 1879 р.

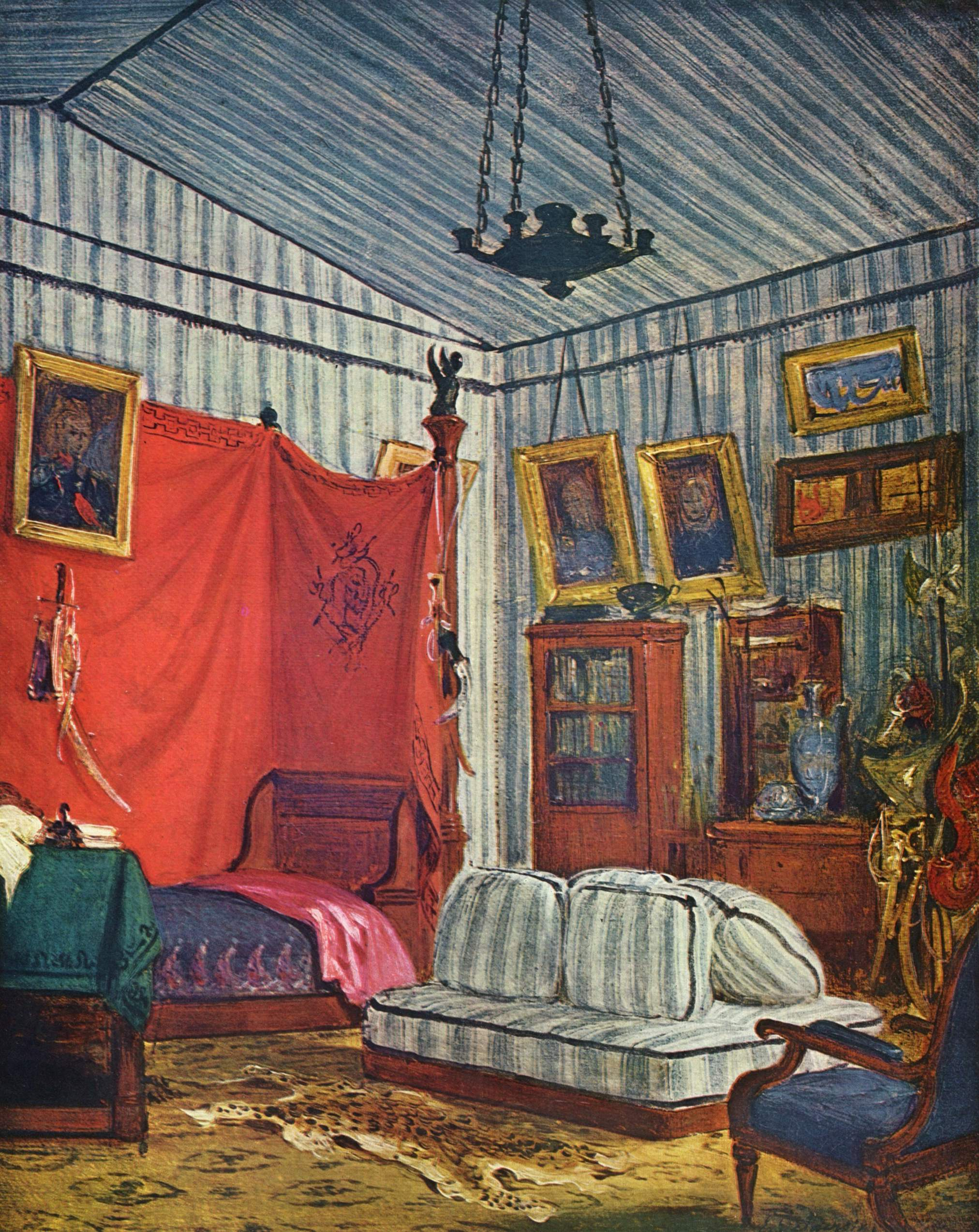
Ежен Делакруа, «Спальня графа де Морні», 1832 р. Лувр, Париж
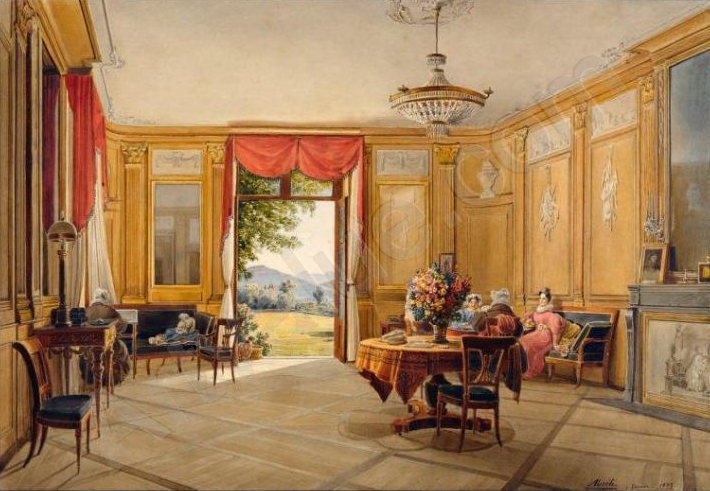
«Інтер'єр палацу неподалік Женеви», 1832 р.
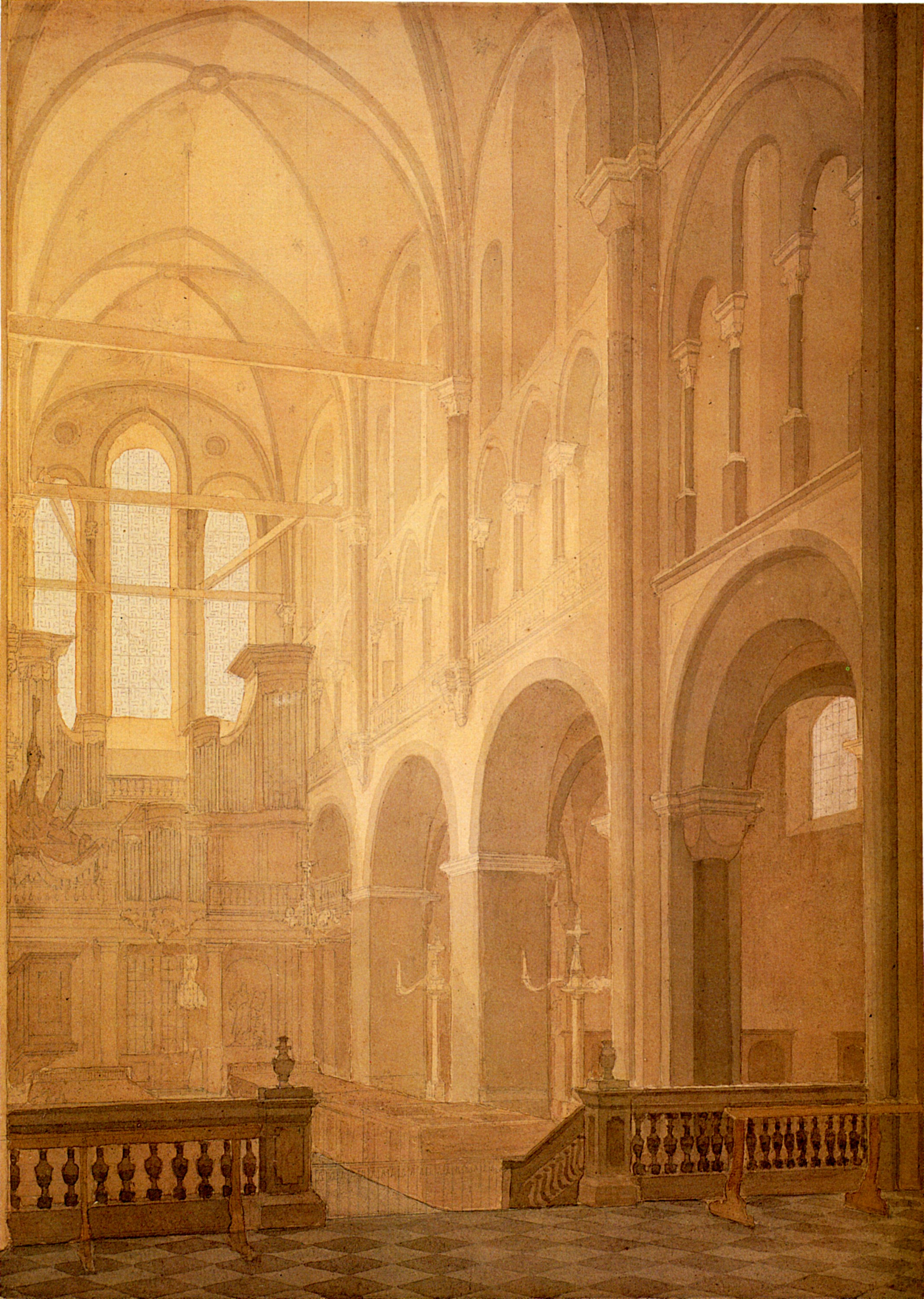
Адольф Вегелін. «Церква Св. Мартина в Кельні». Інтер'єр, 1841 р.
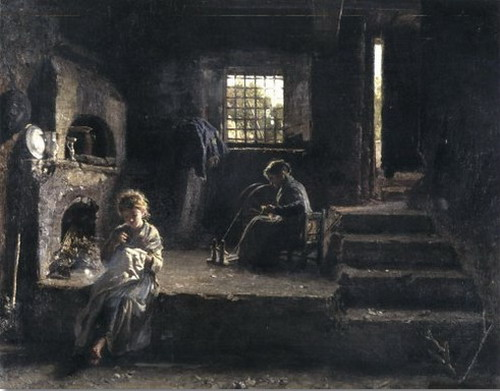
Філіппо Паліцци, «Бідна оселя»
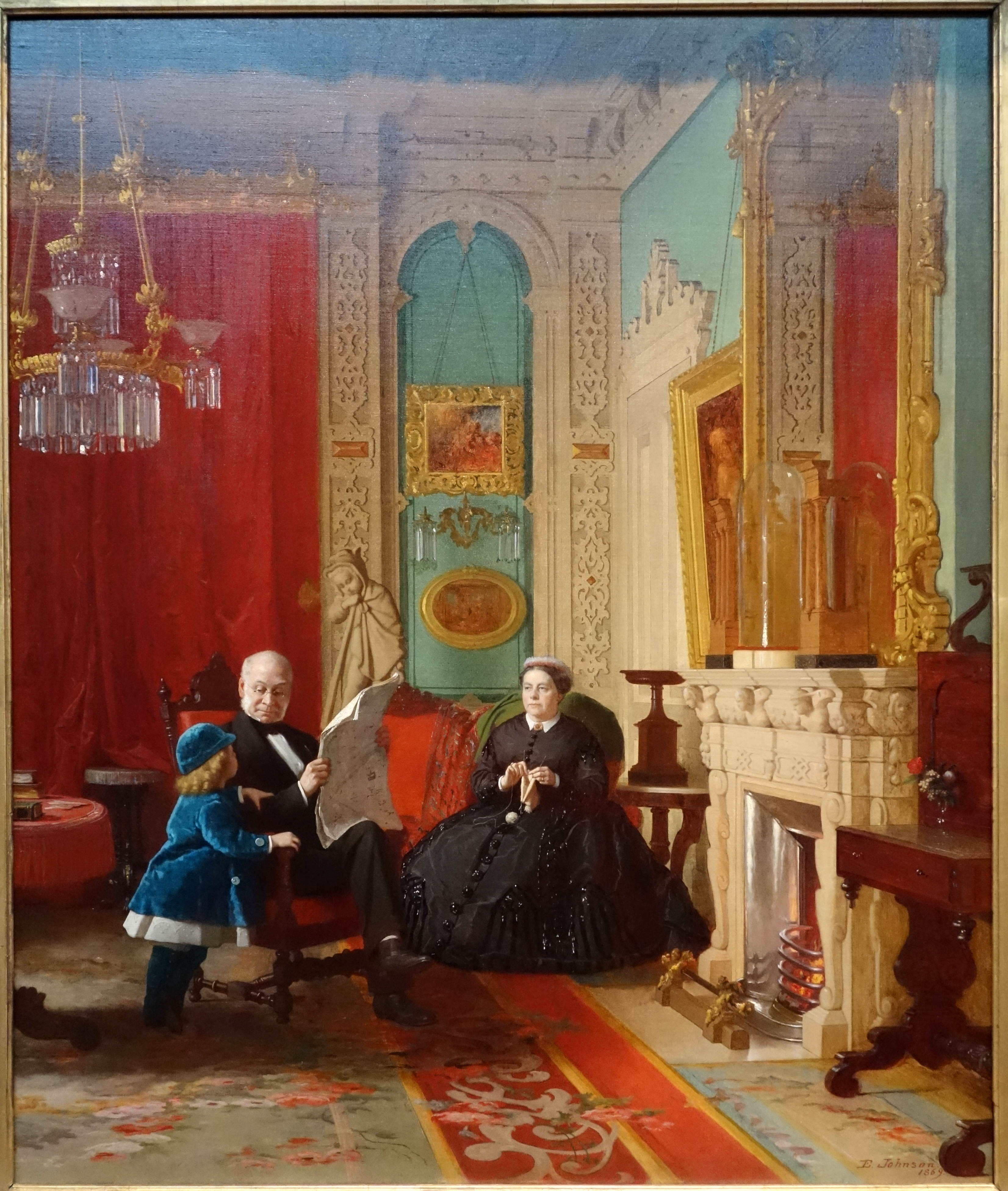
Істмен Джонсон. «В родині Браун», 1869 р.
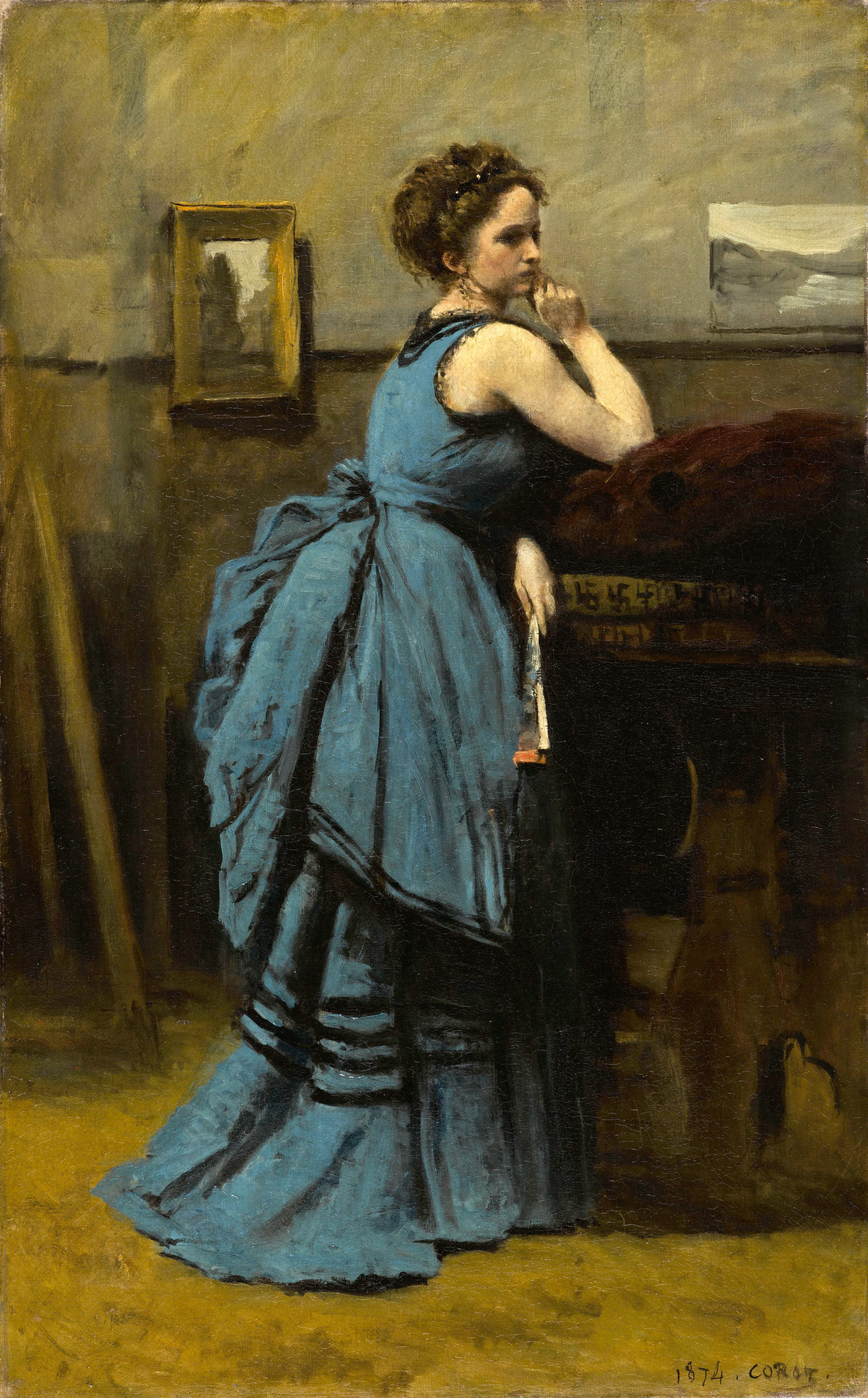
Каміль Коро.« Пані в синьому в інтер'єрі»,1874 р., Лувр.
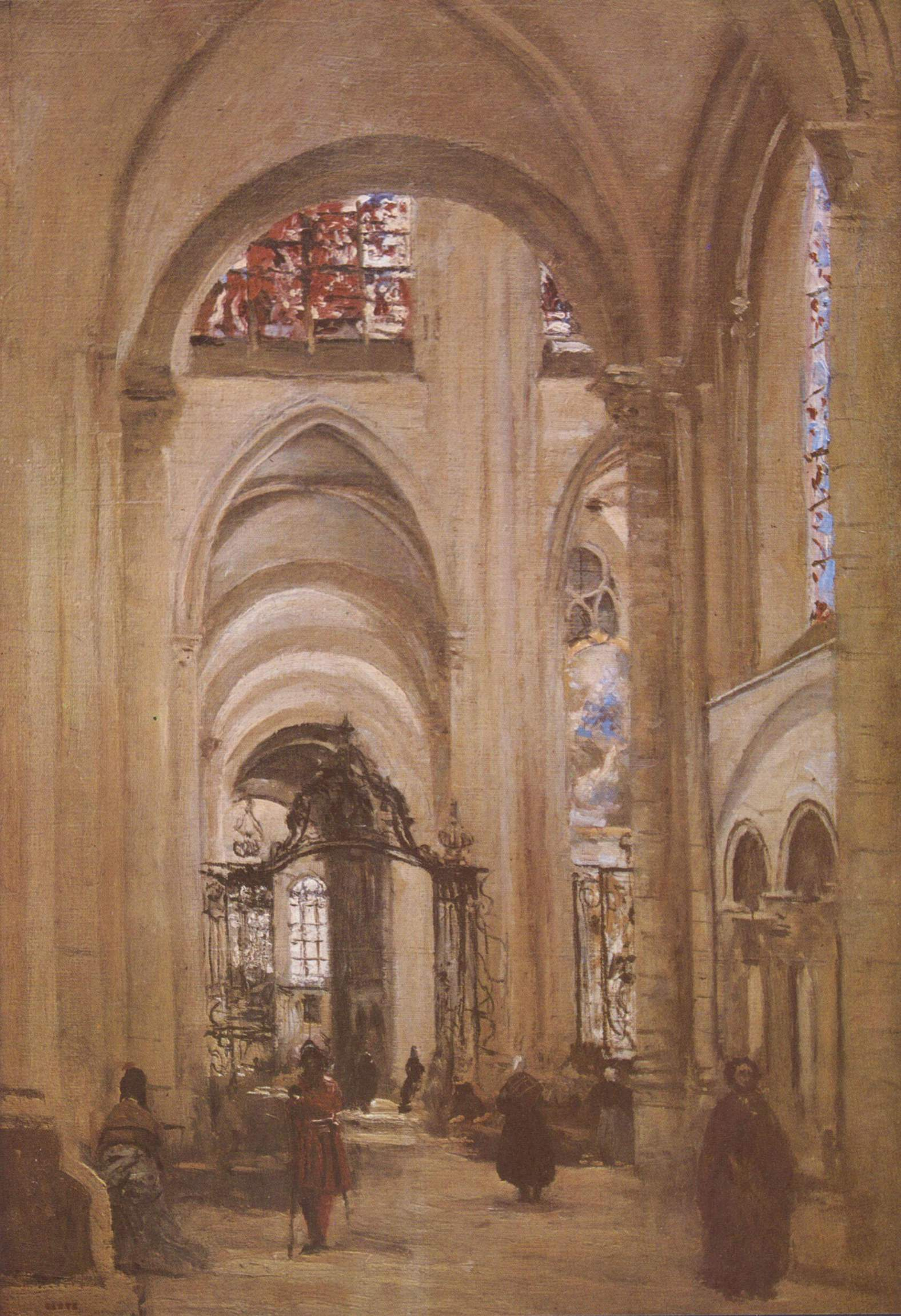
Каміль Коро.«Інтер'єр катедрального собору в місті Сенс», 1874 р., Лувр.
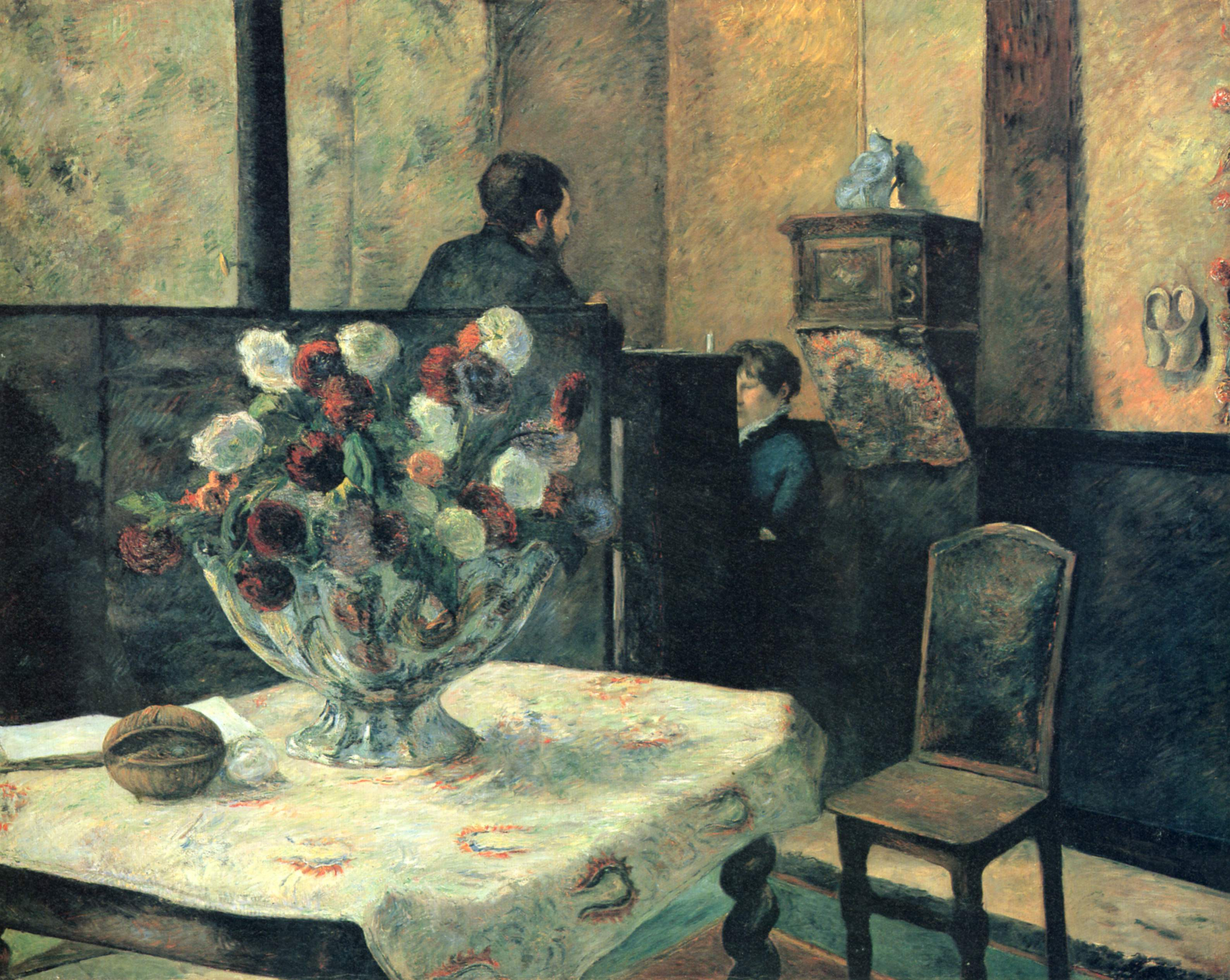
Поль Гоген. «Помешкання Гогена на вул. Карцел», 1881 р.
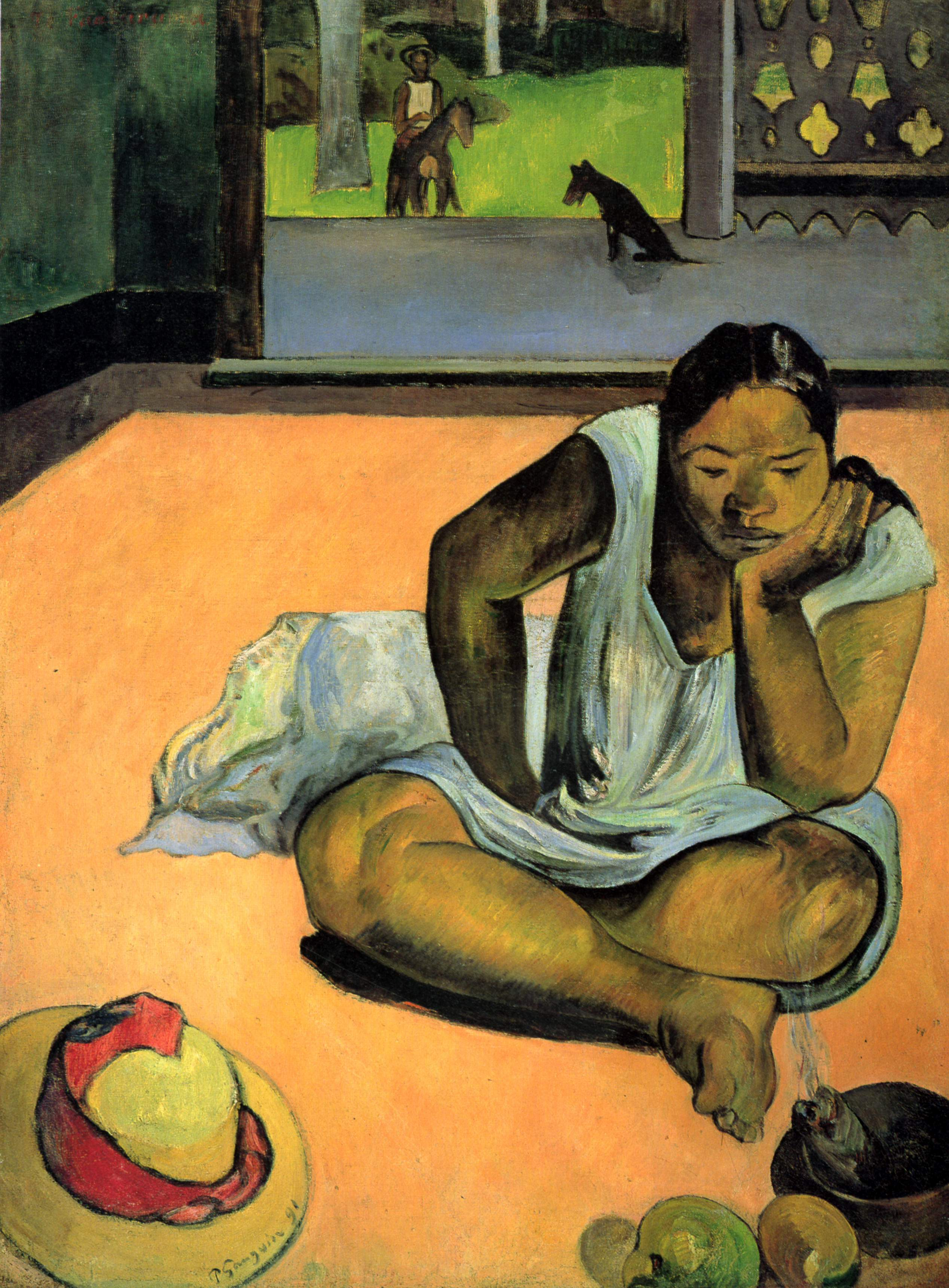
Поль Гоген. «Тиша» або «Таітянка в інтер'єрі», 1891 р.
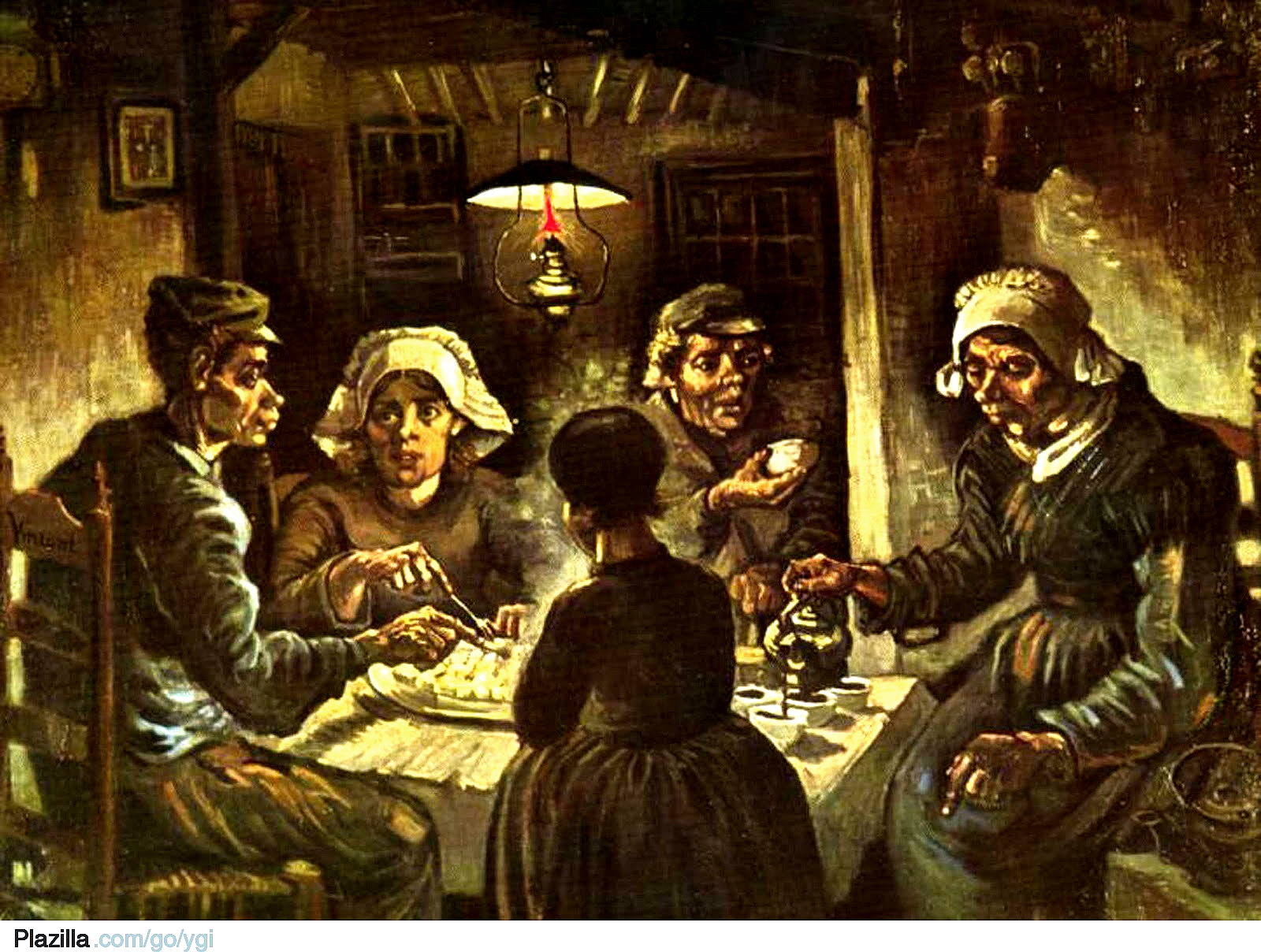
Вінсент ван Гог. «Їдці картоплі» (1885)
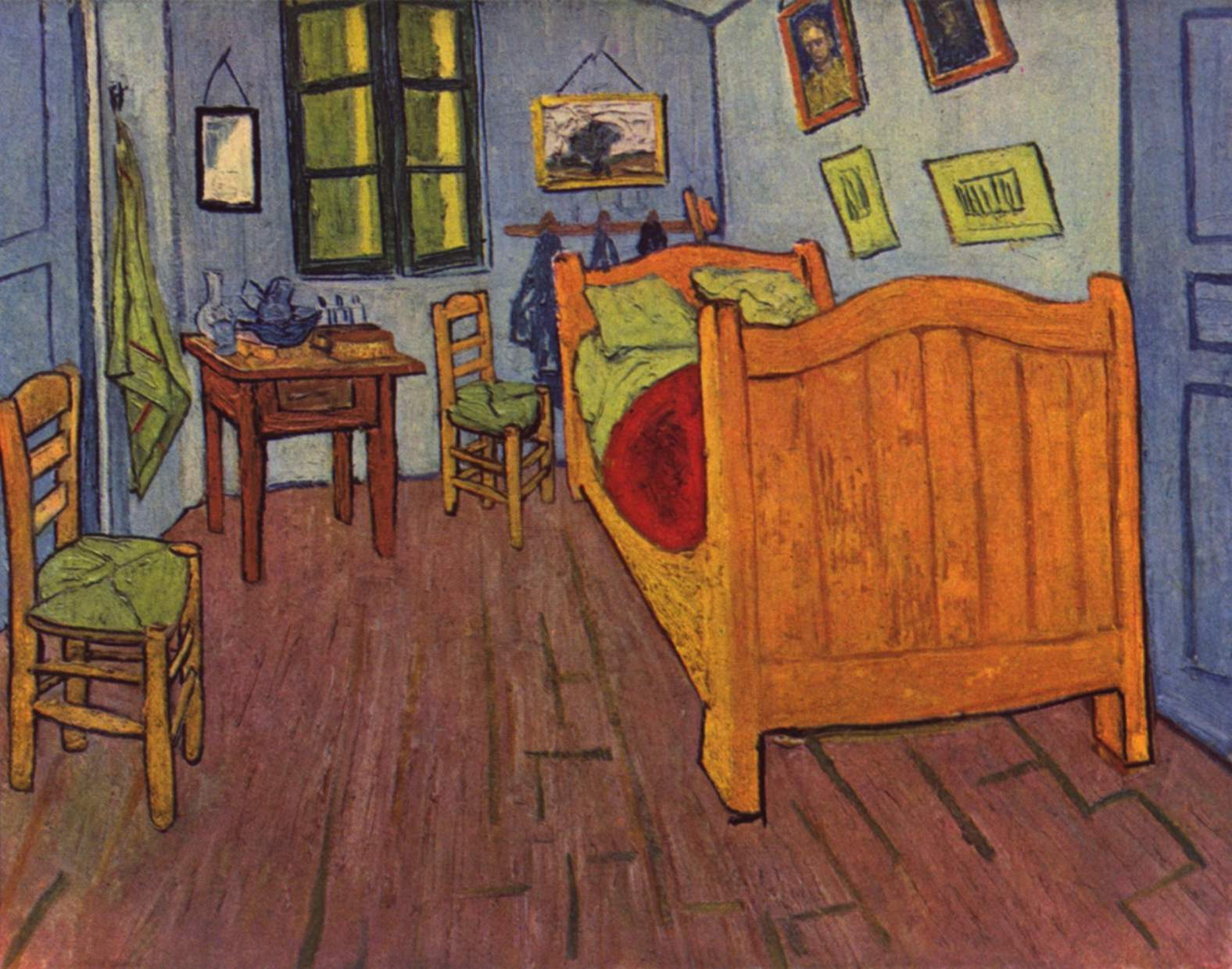
Вінсент ван Гог. «Спальня в Арлі»

## Карл Ларссон. Скандинавський інтер'єр середнього достатку

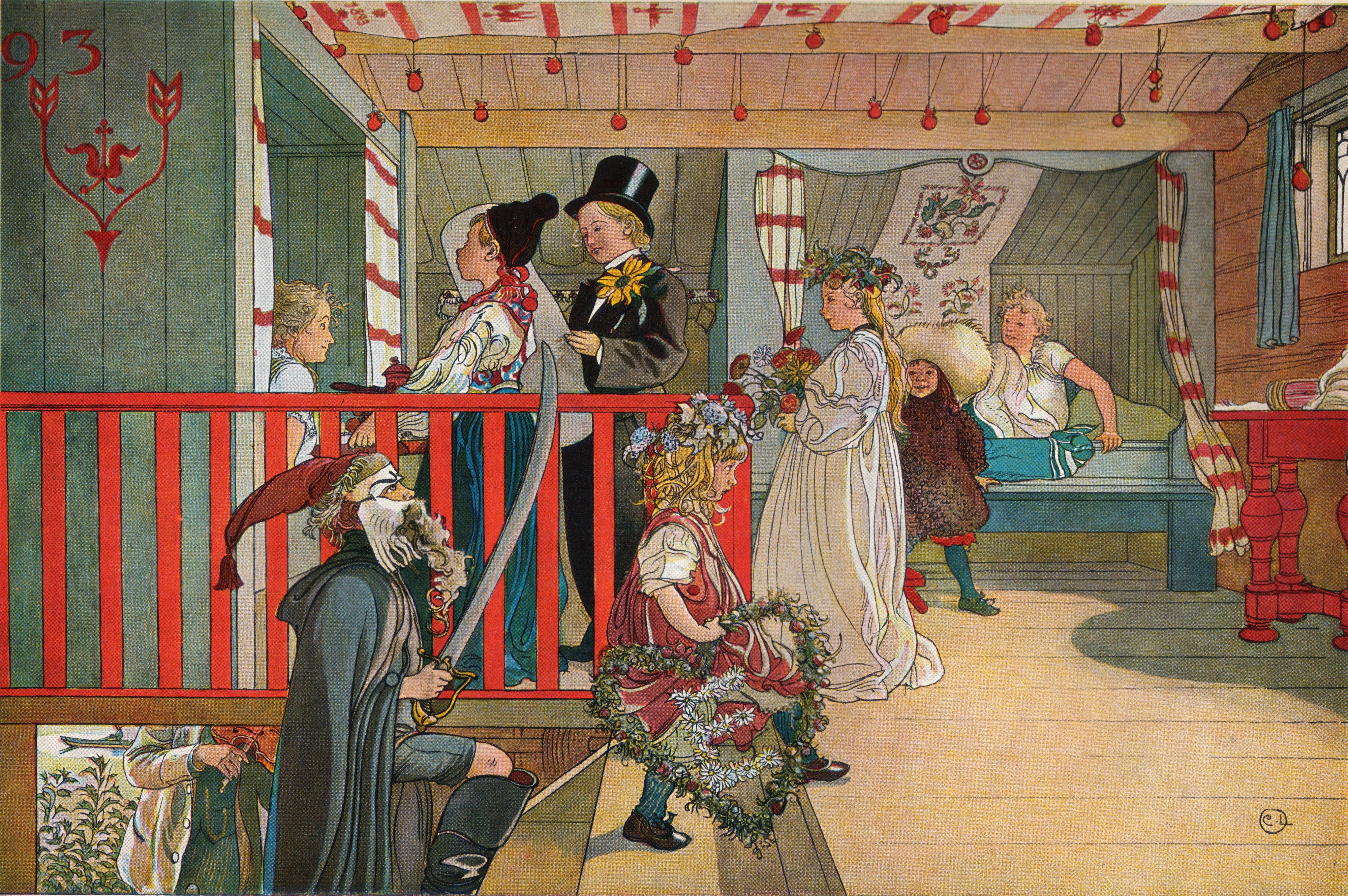
«Спальня. Вітання з днем янгола зранку», 1898 р.

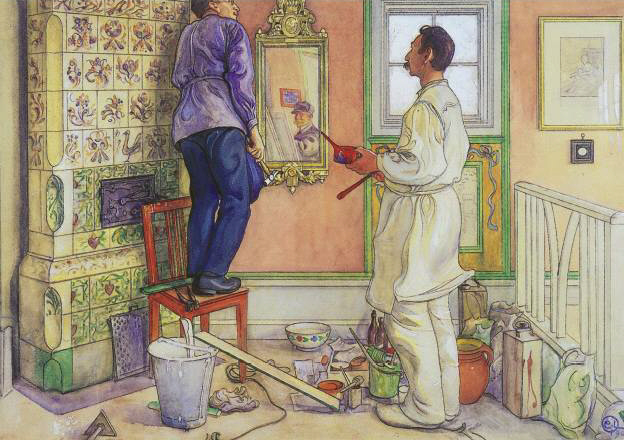
«Мій друг тесляр і художник», 1909 р.
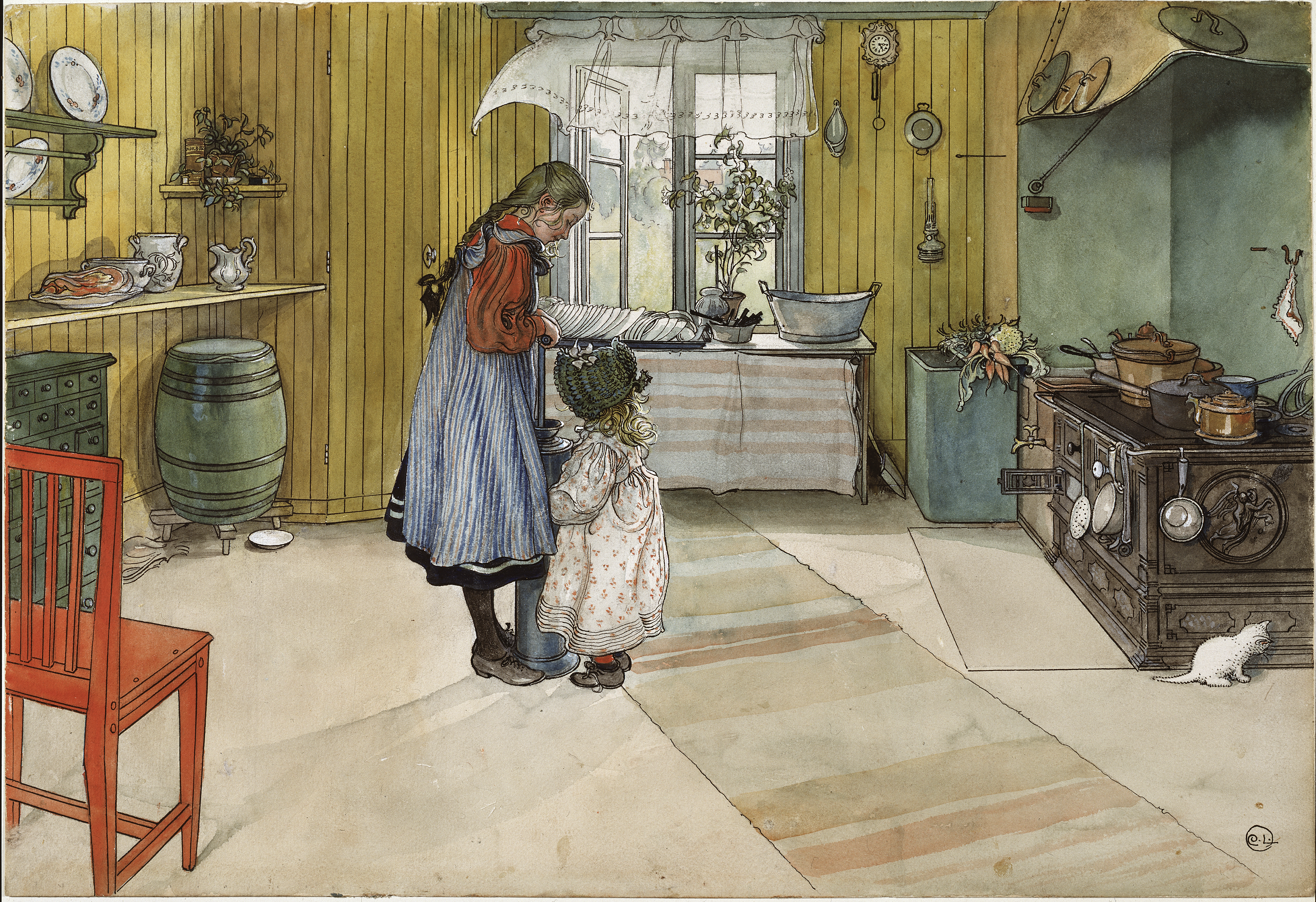
«Кухня», 1898 р.
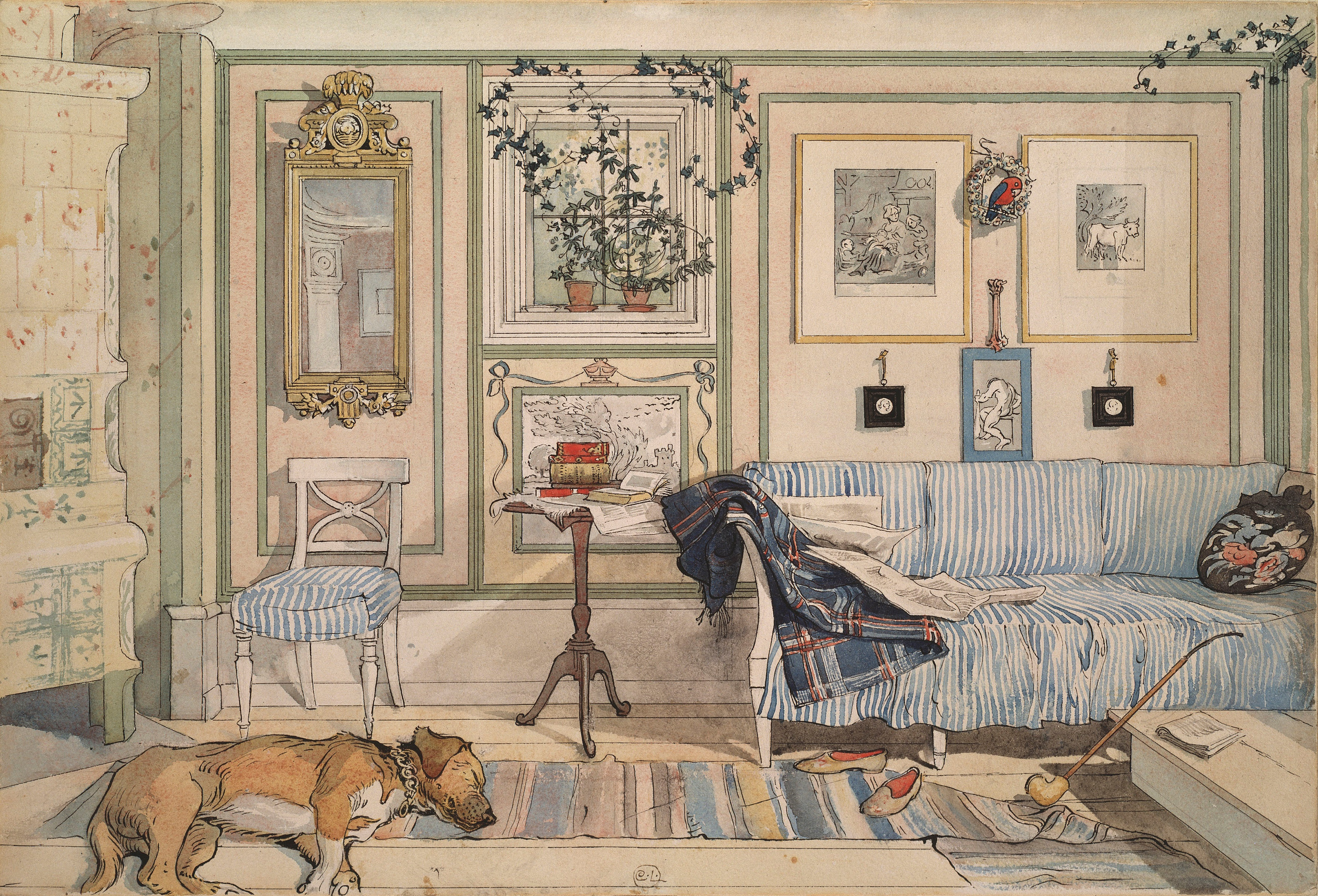
1894 р.
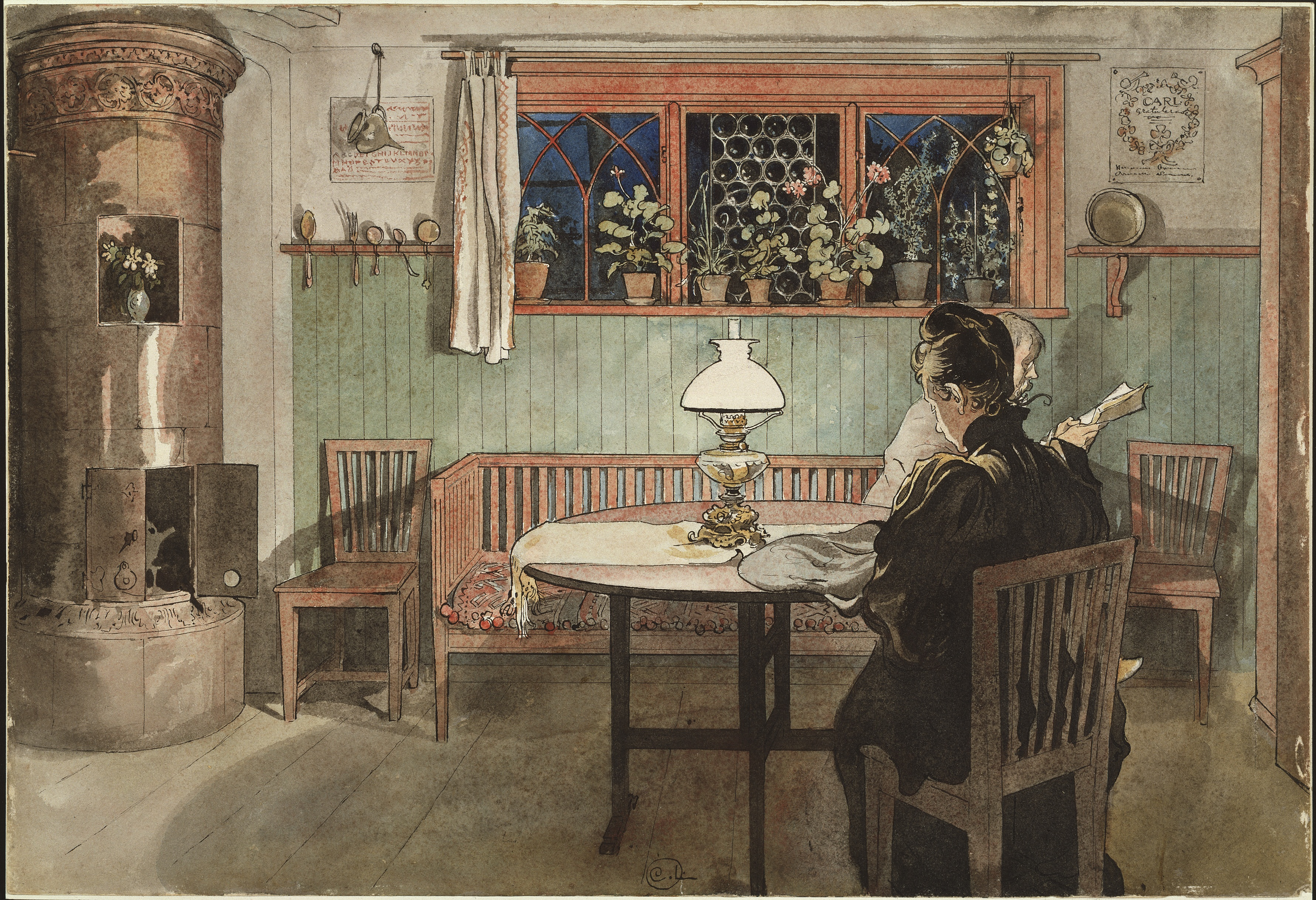
«Коли діти полягали спати», до 1898 р.
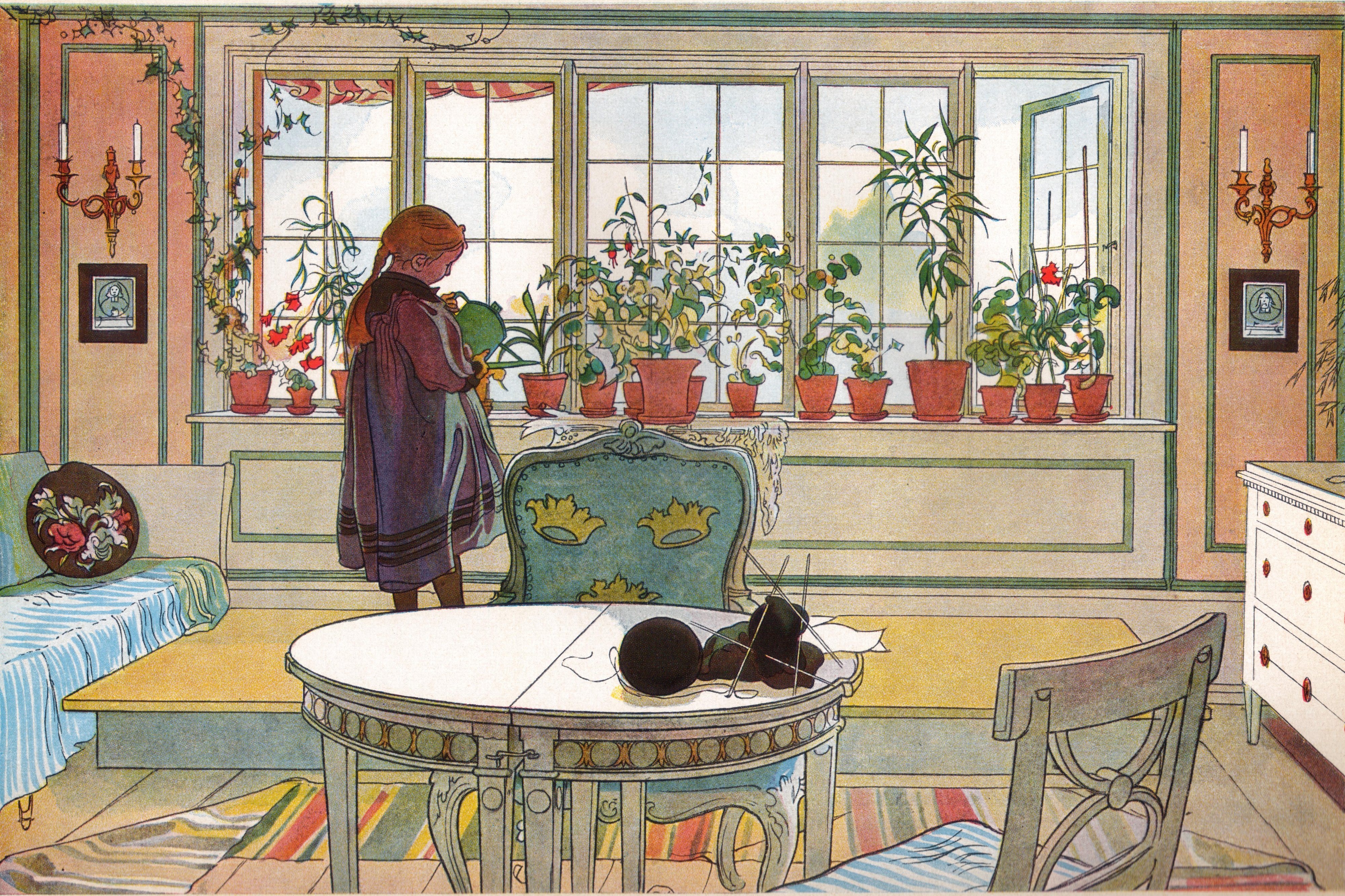
«Кімнатні рослини на підвіконні»,1894 р.

## Інтер'єр у історичних стилях 19 ст

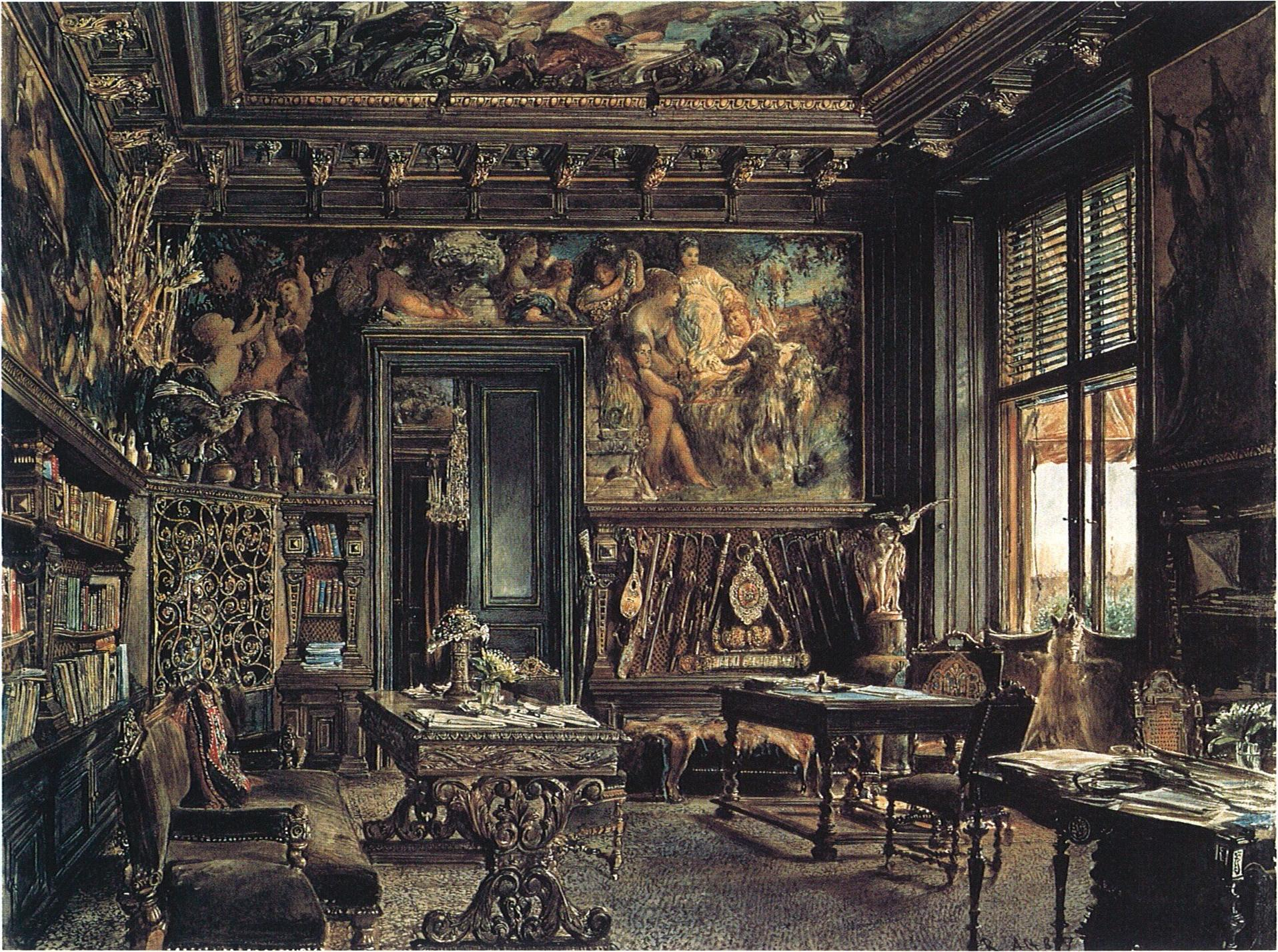
Рудольф фон Альт. «Бібліотека промисловця з Відня Ніколауса Думба» (палац Думба), акварель 1877 р.

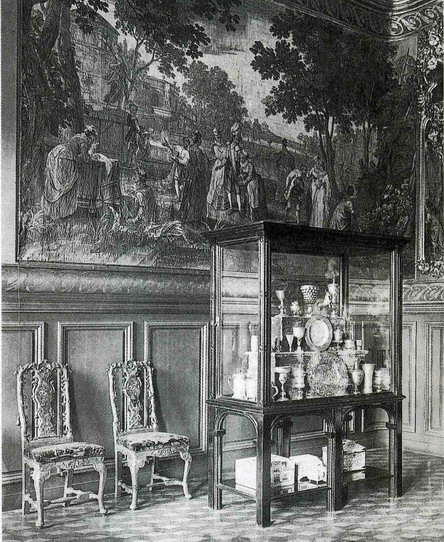
Музей Ханенків, Золотий кабінет  у Києві, архівне фото 1890-х рр.
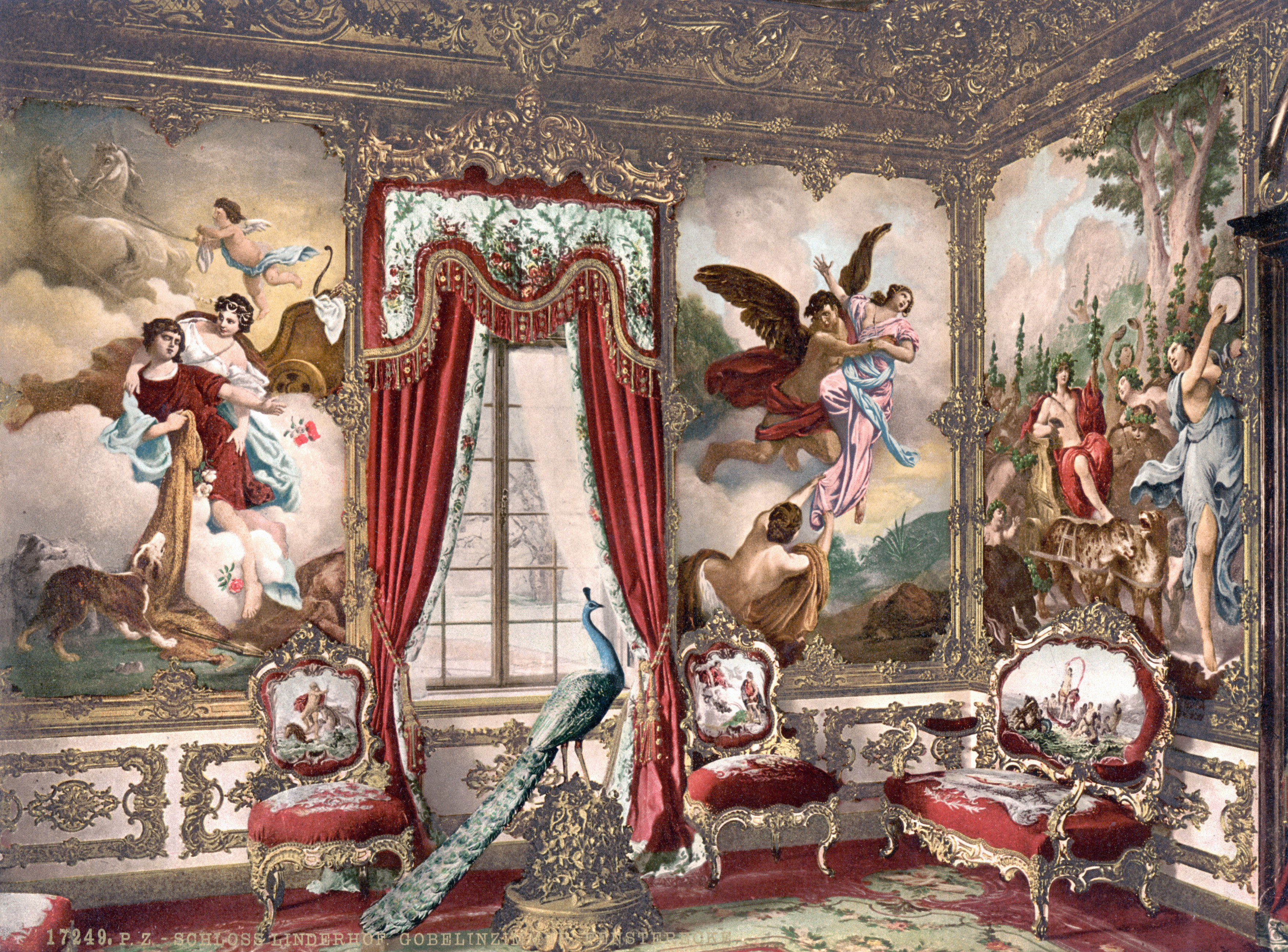
Гобелени палацу Ліндерхоф, Німеччина,  на фото 1900 року.